# 8区 (パリ)

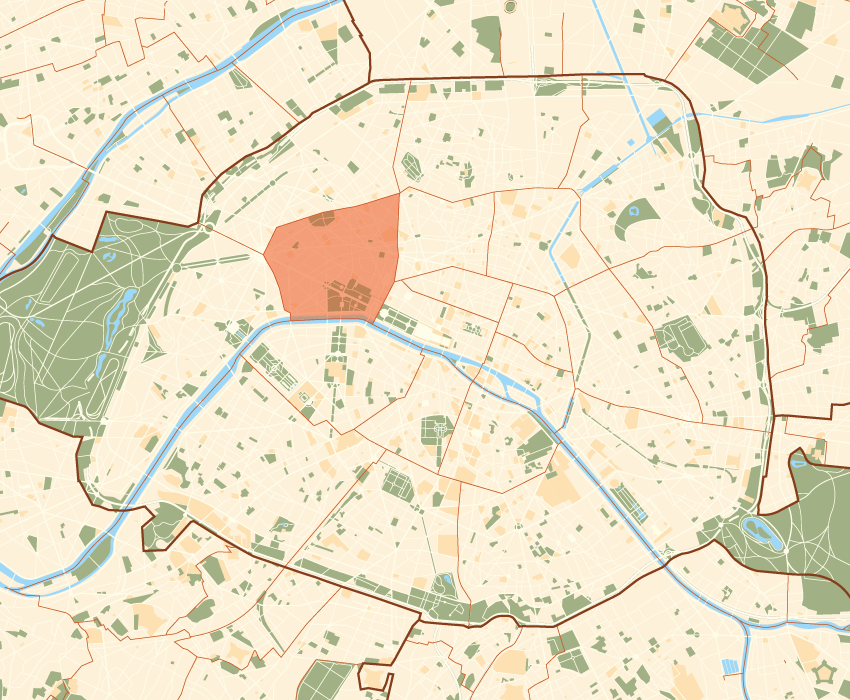
パリ・8区の位置

パリの8区  (8く、仏: 8e arrondissement de Paris) は、フランスの首都・パリ市を構成する20の行政区のひとつである 。第8区、パリ8区ともいう。市の中央のやや西寄りに位置しており、1区の西側に隣接している。セーヌ川の北岸に面している。

## 概要
パリの8区は、市の中央のやや西寄りにある行政区。「エリゼ区 (Arrondissement de l'Élysée)」と呼ばれることもある 。セーヌ川の北岸に面しており、アンヴァリッド（廃兵院）の対岸にあたる。住宅面積が低いので人口は39,314人 (1999年)で、20区の中では5番目に少ない（人口の推移等詳細については後述）。
区の名称は、市の中央部から時計回りに螺旋を描くようにして各区に付けられた番号を基にしており、当区はその8番目にあたることから、「8区」と名づけられた。7区とともにフランスの政治・行政の中心であり、フランス大統領官邸（エリゼ宮殿）、内務省（ボーヴォ館）等があるフォーブール＝サントノレ界隈は、フォーブール＝サンジェルマン界隈と共に旧王侯貴族の大邸宅が建ち並ぶ地域にあたる。また、世界的に有名な凱旋門、マドレーヌ寺院、シャンゼリゼ大通り、コンコルド広場などがある。
なお、セーヌ川に沿った地域は、「パリのセーヌ河岸」として世界遺産に登録されている。

## 地理

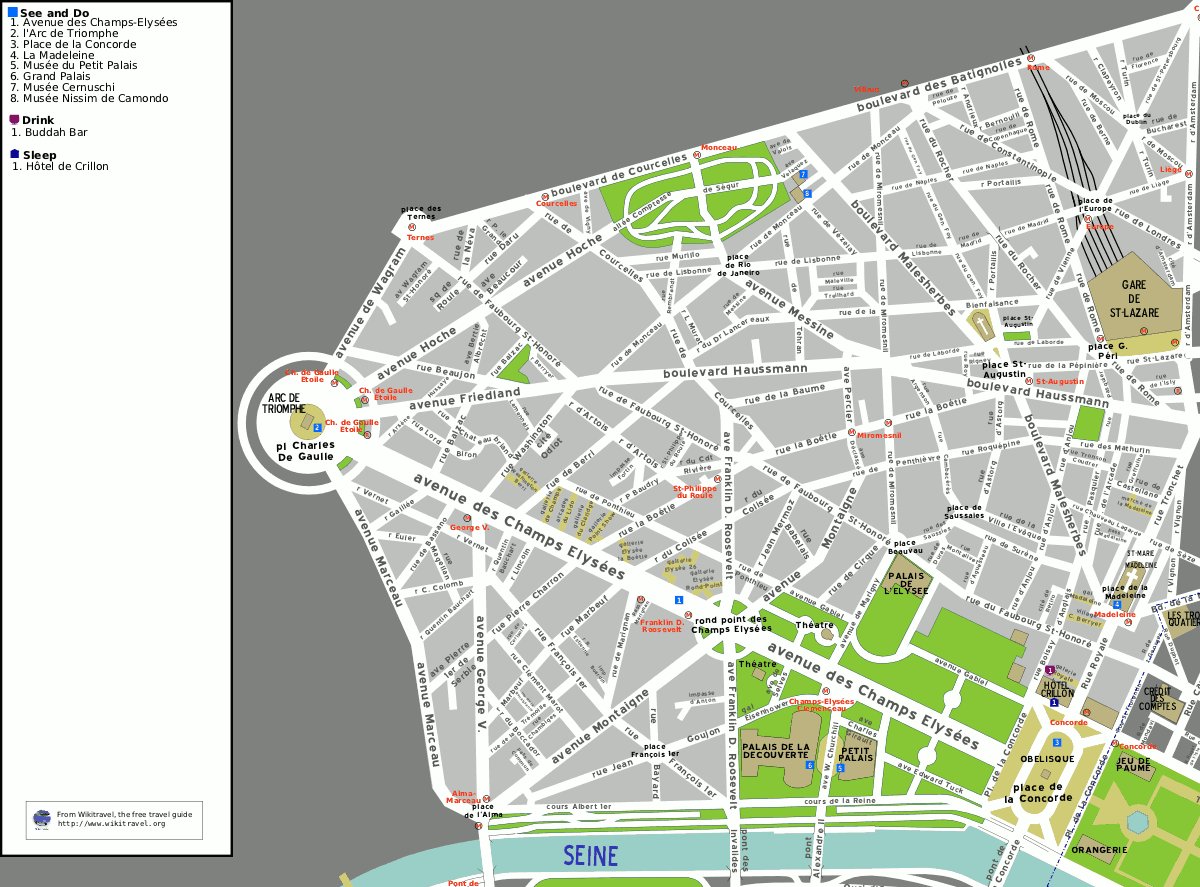
パリ・8区の詳細地図

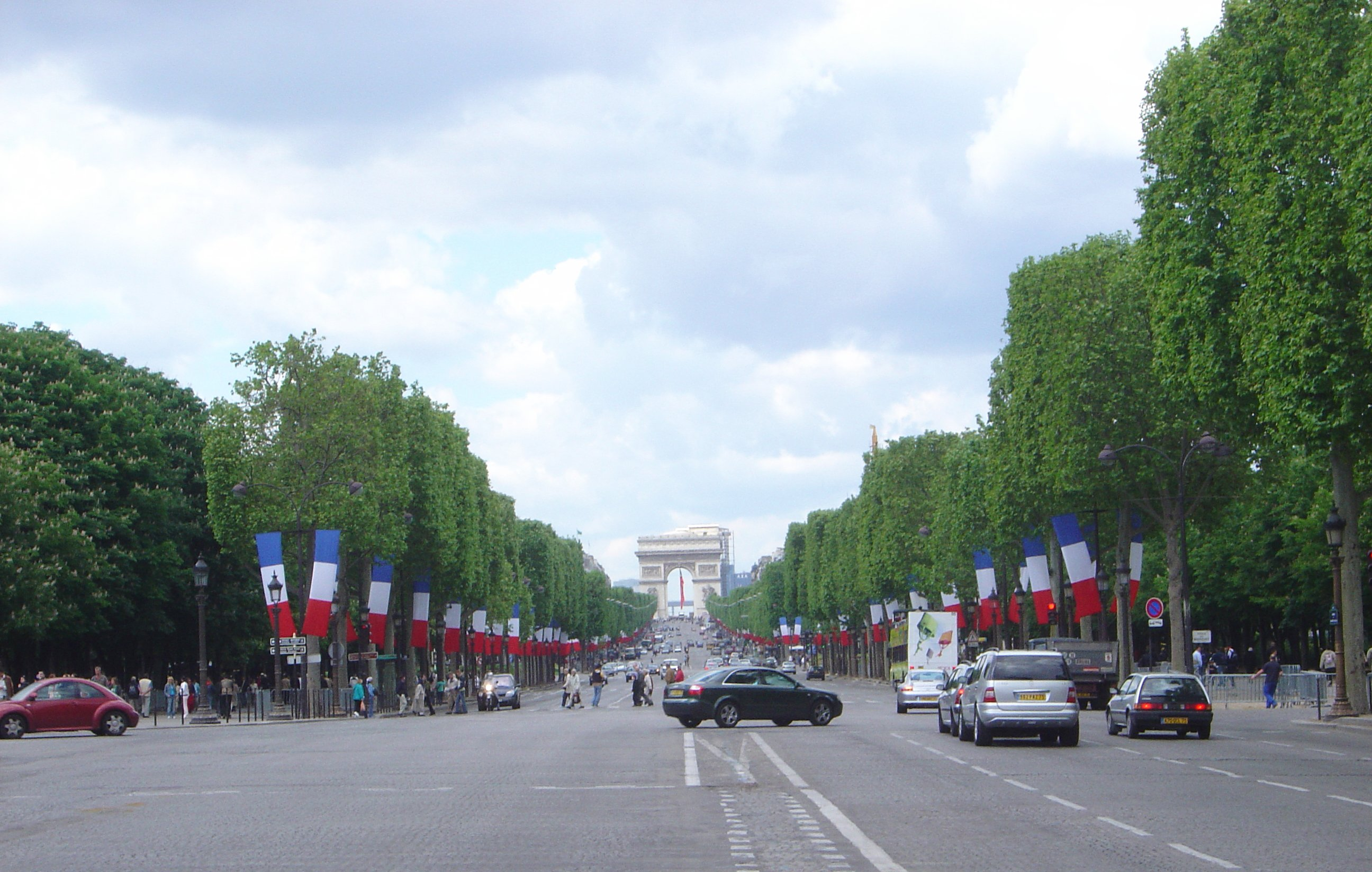
シャンゼリゼ通り

8区は、パリ中央部のやや西寄りに位置しており、セーヌ川の北岸に面している。面積は、3.88 平方キロメートル。
北は、同じパリの行政区である17区に接しており、北東の角はクリシー広場となっている。南は、セーヌ川を挟んで7区に接している。東は、マドレーヌ寺院付近の以北は9区に、以南は1区に接している。西は、シャルル・ド・ゴール広場（エトワール広場）以北は17区に、以南は16区に接している。

### 隣接する自治体（行政区）
- パリの行政区のうち、以下の区。
  - 1区、7区、9区、16区、17区。

### 地区（カルチェ）

パリ・8区のカルチエ詳細図

パリの行政区は、それぞれ4つの地区（カルチェ）に区分されている。8区を構成する4地区のコードと名称は、次のとおりである。
- 29 - シャンゼリゼ地区 (Quartier des Champs-Élysées)
- 30 - フォブール＝デュ＝ルール地区 (Quartier du Faubourg-du-Roule)
- 31 - マドレーヌ地区 (Quartier de la Madeleine)
- 32 - ウロップ地区 (Quartier de l'Europe)

## 住民

### 人口
8区の人口は、1891年に107,485人となり、ピークに達した。しかし、その後は減少を続け、1999年には半分以下の39,314人となった。20区のうちで5番目に人口が少なく、1990年以降は、パリの人口の1パーセント台で推移している。2005年の推計では38,700人と見積もられており、人口の更なる減少が見込まれている。
人口の減少とともに人口密度も減り続けており、1999年の人口密度は、ピーク時の半分以下の10,130人となっている。20区のうちで1区に次いで2番目に人口密度が低く、パリの平均人口密度の0.4倍である。人口の推移の詳細は、次のとおりである。
| 年     | 区人口  | 市人口    | 区人口／市人口 | 区人口密度 | 市人口密度 | 備考                   |
| ------ | ------- | --------- | -------------- | ---------- | ---------- | ---------------------- |
| 1872年 | 75,796  | 1,851,792 | 4.09%          | 19,530     | 21,303     |                        |
| 1891年 | 107,485 | 2,447,957 | 4.39%          | 27,695     | 28,161     | 人口がピークに達する。 |
| 1954年 | 80,827  | 2,850,189 | 2.84%          | 20,826     | 32,788     |                        |
| 1962年 | 74,577  | 2,790,091 | 2.67%          | 19,216     | 32,097     |                        |
| 1968年 | 67,897  | 2,590,771 | 2.62%          | 17,495     | 29,804     |                        |
| 1975年 | 52,999  | 2,299,830 | 2.30%          | 13,656     | 26,457     |                        |
| 1982年 | 46,403  | 2,176,243 | 2.13%          | 11,956     | 25,035     |                        |
| 1990年 | 40,814  | 2,152,423 | 1.90%          | 10,516     | 24,761     |                        |
| 1999年 | 39,314  | 2,125,246 | 1.85%          | 10,130     | 24,449     |                        |
| 2005年 | 38,700  | 2,166,200 | 1.79%          | 9,972      | 24,920     | 人口は推計。           |

- 注意
  - 人口密度は、1平方キロメートルあたりの人口。区人口密度は、8区の面積を3.881平方キロメートルとして算出した。また、市人口密度は、森林部（ヴァンセンヌの森、ブローニュの森）を除くパリ市全体の面積（86.927平方キロメートル）をもとに算出した。
  - 1962年から1999年までの区人口及び市人口は、フランス国立統計経済研究所のデータ （Île-de-France ）を参考とした。

## 政治・行政・司法

### 主な官公庁・公共機関
- 大統領官邸 (Palais de l'Élysée)

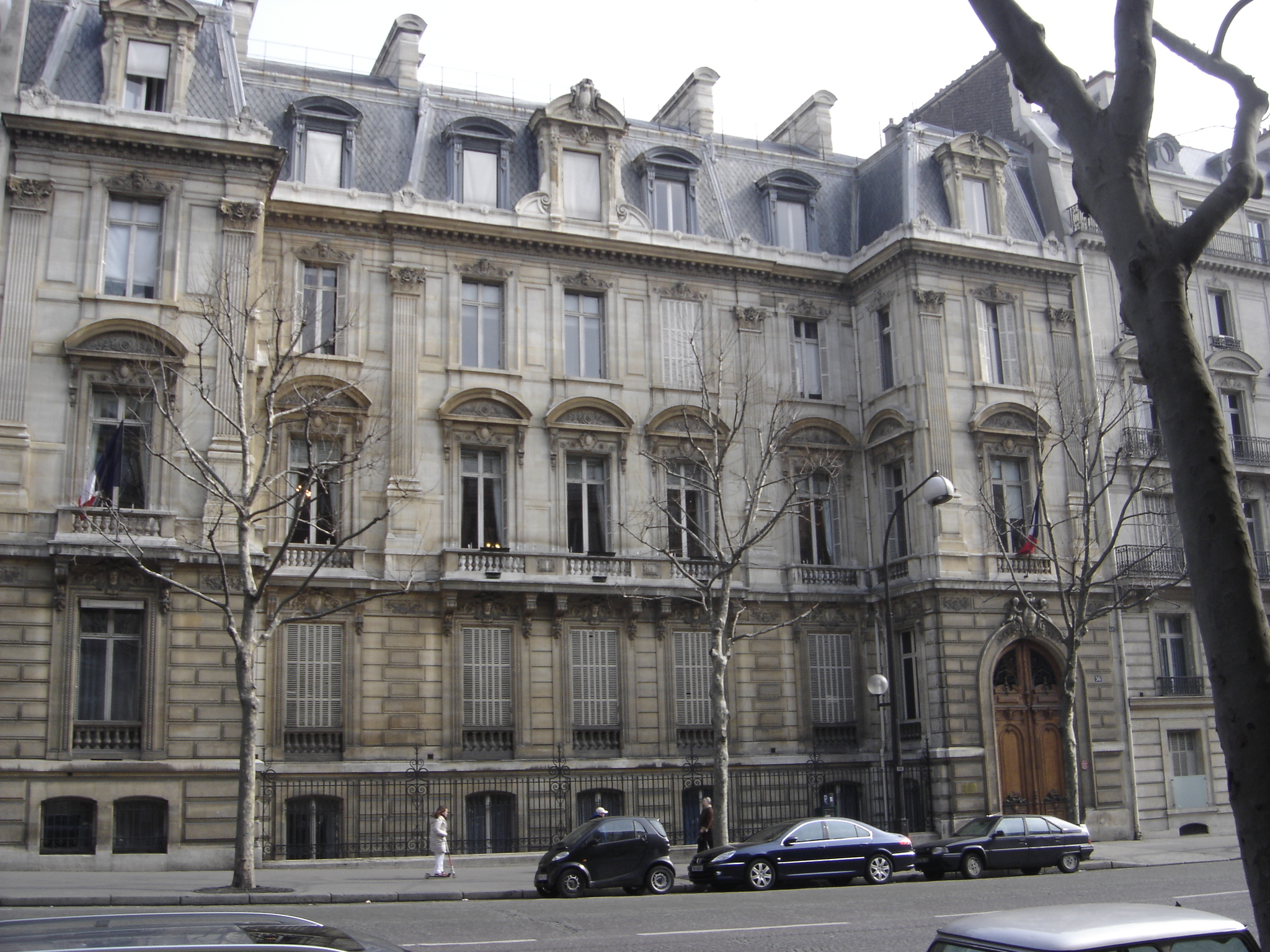
パリ8区役所

  - エリゼ宮殿を使用している。フォーブール＝サントノレ通り沿いにある。
- 内務省 (Ministère de l’Intérieur)
  - フォーブール＝サントノレ通り界隈、ボーヴォ広場1番地 (1 Place Beauvau) にある。
- 第8区役所 (Mairie du 8e arrondissement)
  - サン・ラザール駅の西側地域にある。

## 軍事

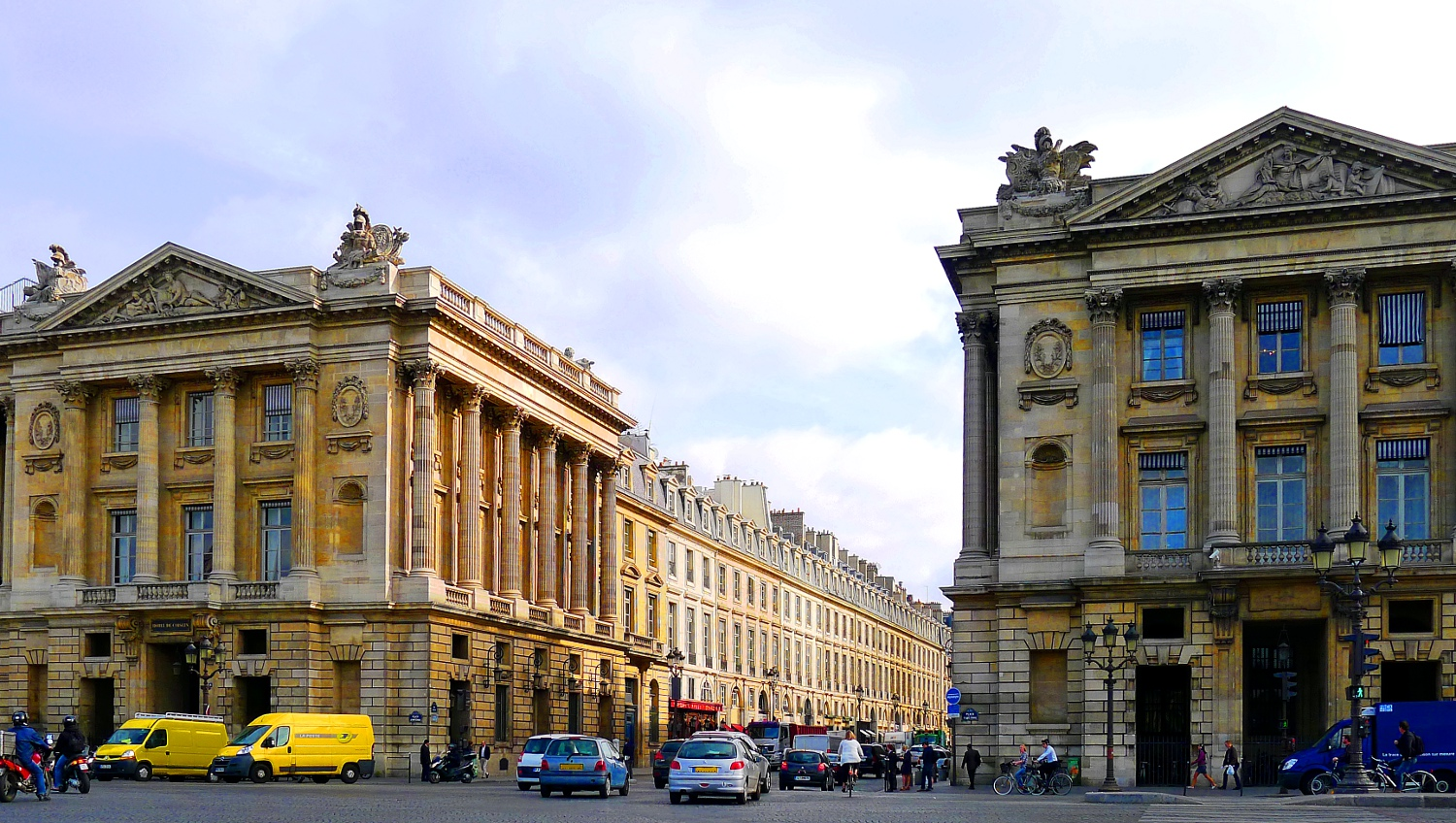
ロワイヤル通り、コンコルド広場からの眺め。
同広場に面する左側建物の(画像に映らない)西側部分がオテル・ド・クリヨン (Hôtel de Crillon) 、(画像に映らない)同中央部が社交サロンの自動車倶楽部 (Automobile Club de France) と国際自動車連盟、(画像に映る)同東側部分が1920年以降、諸法人本社等が入るコワラン館 (Hôtel de Coislin) になる。右側建物は、オテル・ド・ラ・マリーヌ (Hôtel de la Marine) と呼ばれ、2015年まで仏海軍参謀本部が入居していた。

- 海軍参謀本部 (État-major de la Marine) 
  - コンコルド広場前の歴史的建造物 オテル・ド・ラ・マリーヌ (Hôtel de la Marine) に置かれていた。2015年、15区ポルト・ド・セーヴルに完成した、米国のペンタゴンをモデルにしたヘキサゴン状・六角形状建物エグザゴーヌ・バラール (Hexagone Balard) に移転した。

## 外国の施設
大使館
- アメリカ大使館（Ambassade des États-Unis） - エリゼ宮殿の東側近く、ガブリエル大通り (Avenue Gabriel) 2番地にある。
- イギリス大使館（Ambassade du Royaume-Uni） - エリゼ宮殿の東側近く、フォーブール＝サントノレ通り (Rue du Faubourg-Saint-Honoré) 35番地にある。
  - 現在地は1814年以来、英大使館に用いられている。元々は、ルイ15世側近2代目シャロ公爵アルマン・ド・ベチュヌにより1720年代に建造されたシャロ館 (Hôtel de Charost) の一部にあたる。同通り39番地にあるシャロ館には1803年から、ナポレオン・ボナパルトの妹ポーリーヌ・ボナパルトが居住していたことから、全体でパレ・ボルゲーゼ (Palais Borghèse) とも呼ばれ、英大使館同様に1814年から英大使公邸に用いられている。
英大使館及び大使公邸に用いられるようになった経緯は、ナポレオン戦争敗戦後の1814年、窮したポーリーヌが駐仏大使の任に5ヶ月程あたったウェリントン公爵アーサー・ウェルズリーに売却したため。この売却代金はポーリーヌからナポレオンに渡り、すぐ後の百日天下の際の必要資金の一部に用立てられた[4]。ちなみに、英劇作家サマセット・モームは、同在仏大使館内で生まれた（死地はニース）。
- イスラエル大使館（Ambassade d'Israël） - ラブレ通り (Rue Rabelais) 3番地にある。
- カナダ大使館（Ambassade du Canada） - グラン・パレの西方、モンテーニュ大通り (Avenue Montaigne)  35番地にある。
- スペイン大使館（Ambassade d'Espagne） - ジョルジュ＝サンク大通り (Avenue George-V) にある。
- 中国大使館（Ambassade de Chine） - ジョルジュ＝サンク大通り (Avenue George-V) にある。
- ドイツ大使館（Ambassade d'Allemagne） - フランクラン＝ローズヴェルト大通り (Avenue Franklin-D.-Roosevelt) にある。
- 日本大使館（Ambassade du Japon） - シャルル・ド・ゴール広場の近く、オッシュ大通り (Avenue Hoche)  7番地にある。
- ノルウェー大使館（Ambassade de Norvège） - バヤール通り (Rue Bayard) にある。
- ブラジル大使館（Ambassade du Brésil） - クール・アルベール＝プルミエ (アルベール1世並木道, Cours Albert-Ier) にある。

その他
- ジェトロ（日本貿易振興機構）パリ事務所（JETRO Paris） - 1963年開設。シャンゼリゼ界隈ベリー通り (Rue de Berri) 27番地にある[5]。

## 経済

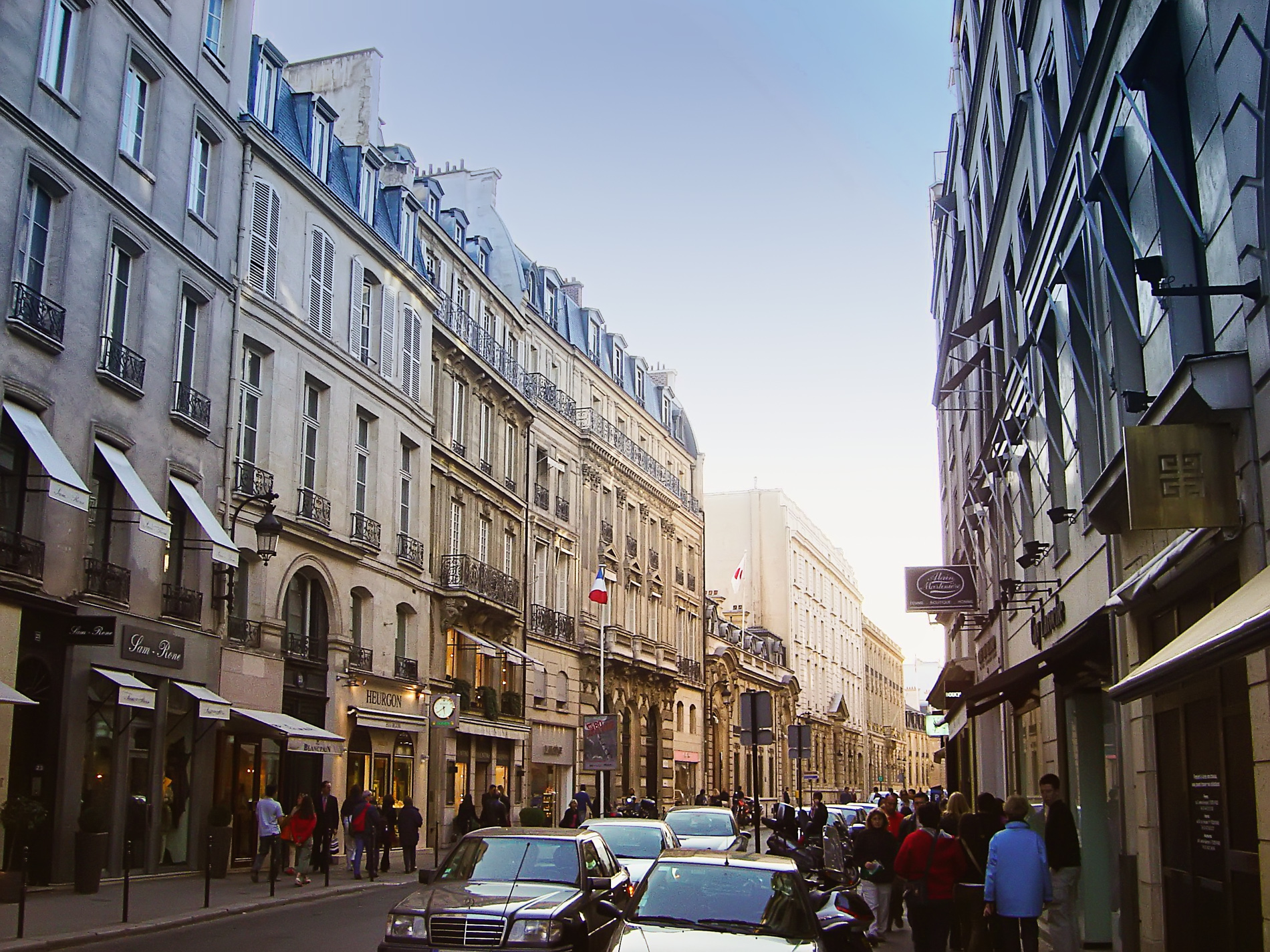
フォーブール＝サントノレ通り、2005年
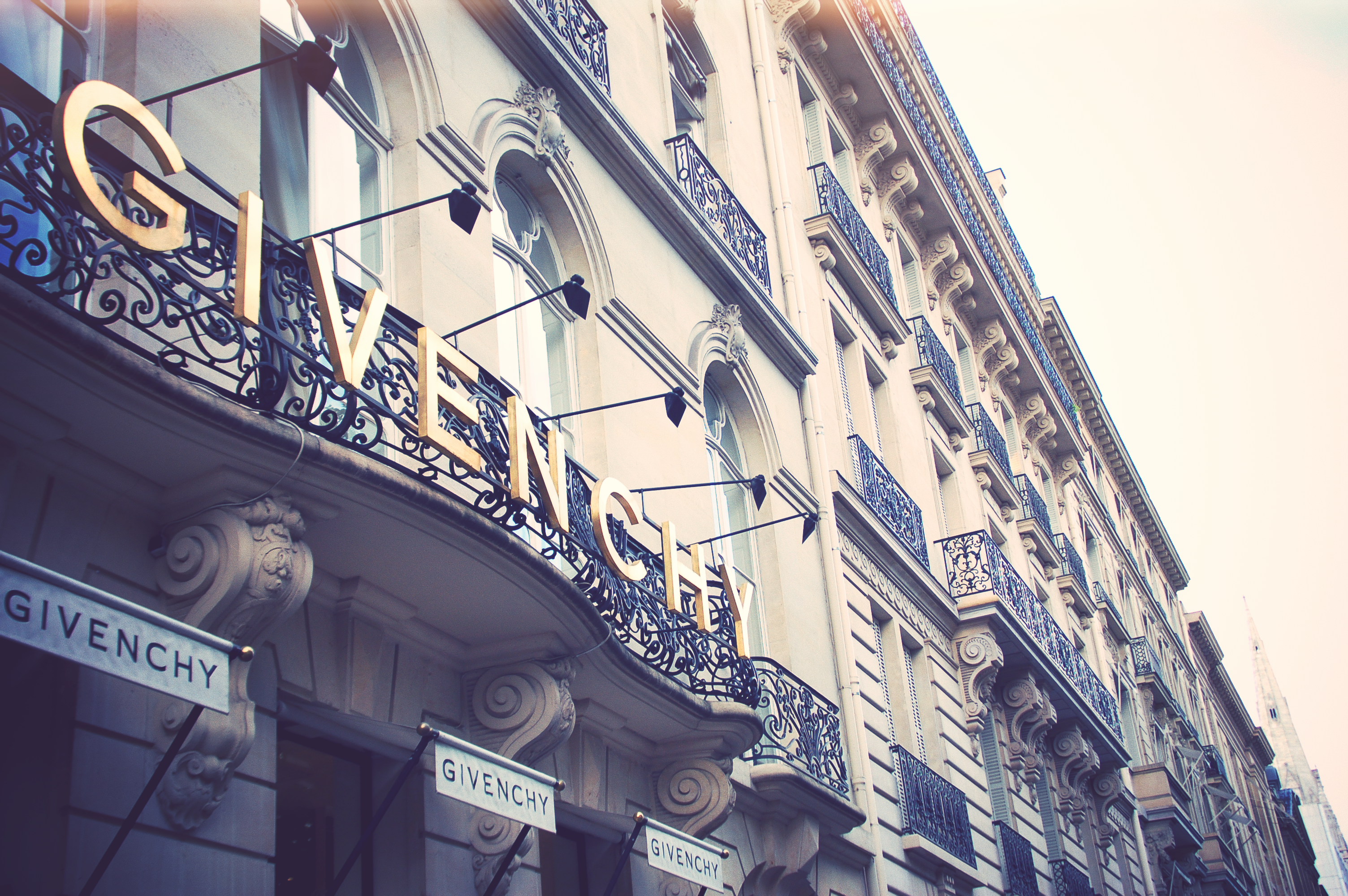
ジバンシィ本社及び旗艦店、ジョルジュ＝サンク大通り
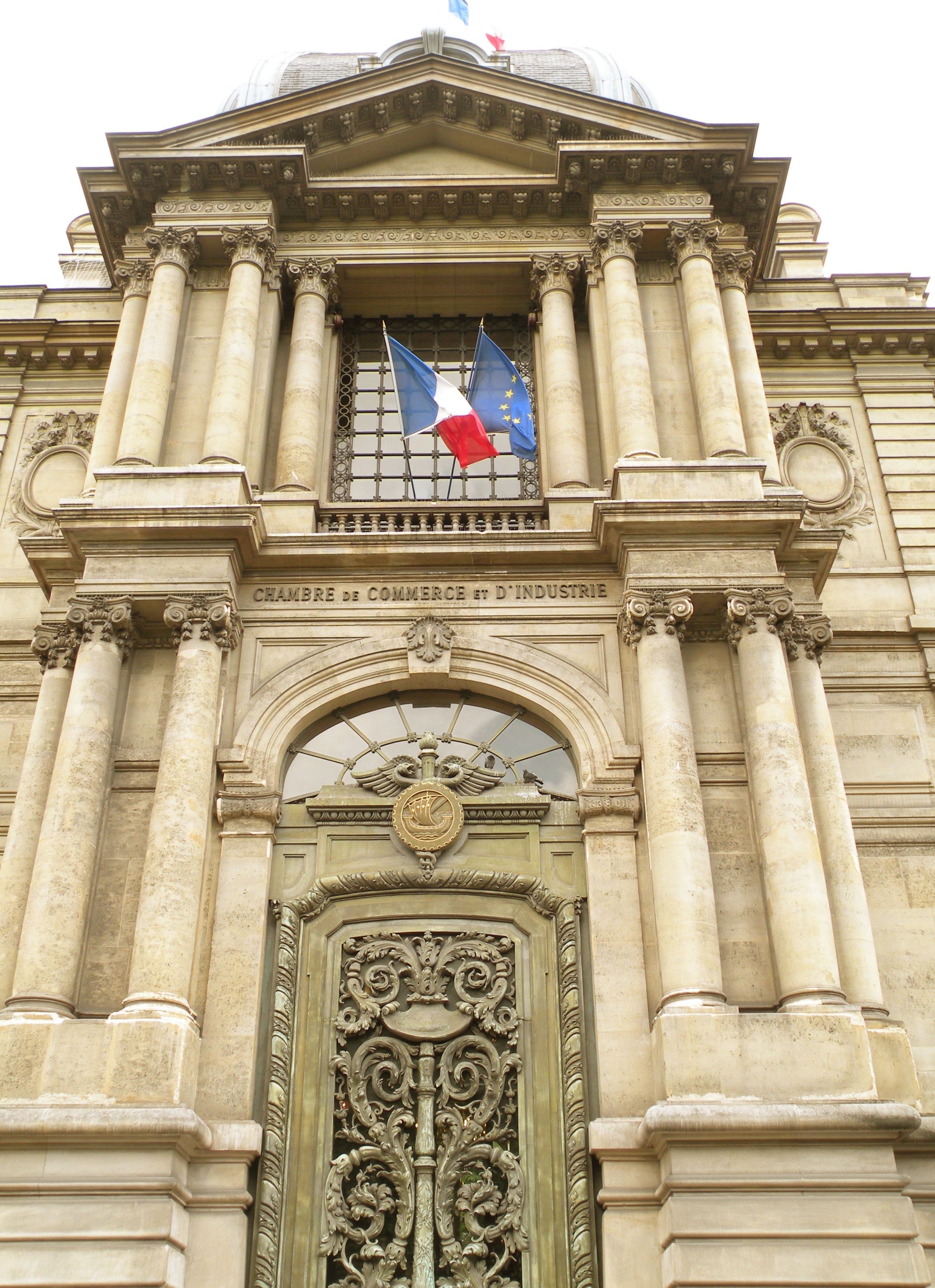
パリ・イル＝ド＝フランス地域圏商工会議所、ポトッキ館 (Siège de la Chambre de commerce et d'industrie de Paris, avenue de Frieldland.)

### 主な企業
- フランス電力 (Électricité de France) - ヴァグラム大通り (Avenue Wagram) 22-30番地にある。
- ロスチャイルド&カンパニー (ロチルド・エ・コ、Rothschild & Co) - パリとロンドンのロスチャイルド家（仏：ロチルド家）の銀行関連の中核にあたる金融持株会社。かつてエマニュエル・マクロンも大統領になる前に勤めていた。凱旋門東側のメッスィーヌ大通り (Avenue de messine) 23b番地にある。
- アクサグループ本社 (AXA S.A.) - エリゼ宮殿の西方、マティニョン大通り (Avenue Matignon) 25番地にある。
- サノフィ (Sanofi S.A.) - ボエシー通り (Rue La Boétie) 54番地にある。
- LVMH モエ・ヘネシー＝ルイ・ヴィトン (エルヴェエムアッシュ モエ・テネシー＝ルイ・ヴィトン、LVMH Moët Hennessy‐Louis Vuitton S.E.) - グラン・パレの西方、モンテーニュ大通り (Avenue Montaigne) 22番地にある。
- ヴィヴェンディ (Vivendi S.A.) - フリドランド大通り (Avenue de Friedland) 42番地にあるメディア・通信企業。
- ピュブリシス・グループ本社 (Publicis Groupe S.A.) - あるいは"パブリシス"。シャンゼリゼ大通り133番地にある大手広告代理店。
- ペルノ・リカール本社 (Pernod Ricard S.A.) - リキュールで名高い企業。2020年、16区から8区東側サンラザール地区に新社屋を建て移転。同社創立者ポール・リカール (fr) の名を採ったクール・ポール・リカール (Cours Paul Ricard) 5番地にある。
- クリストフル本社 (Christofle) - 最高級銀食器ないしカトラリー製造販売会社。本社はロワイヤル通り (Rue Royale) 9番地にある。

### 主な店舗・商業施設
以下のお店以外にも、フォーブール＝サントノレ通り、モンテーニュ大通り界隈に、ブティック等多くの高級ブランドが本店等を置いている。
ファッション
- エルメス本店 (Hermès) - フォーブール＝サントノレ通り (Rue du Faubourg-Saint-Honoré) 24番地にある。
- クロエ本店 (Chloé) - プレタポルテの草分けないし生みの親。モンテーニュ大通り (Avenue Montaigne) 50番地、及び1区サントノーレ通り (Rue Saint-Honoré) 253番地にある。
- ディオール本店 (Christian Dior) - グラン・パレの西方、モンテーニュ大通り30番地にある。その他8区ロワイヤル通り (Rue Royale) 25番地等に店舗があり、同モンテーニュ25番地オテル・プラザ・アテネ内にはエステのディオール・アンスティテュ (Dior Institut au Plaza Athénée) がある。また、日本大使館もある8区オッシュ大通り (Avenue Hoche) 33番地にはパルファン・クリスチャン・ディオールがある。
- ニナ・リッチ本店 (Nina Ricci) - グラン・パレの西方、モンテーニュ大通り39番地にある。
- バレンシアガ本店 (Balenciaga) - ジョルジュ＝サンク大通り (Avenue George-Ⅴ) 10番地にある。
- レクレルール (L'Eclaireur) - シャンゼリゼ通り (Avenue des Champs-Élysées) 26番地の他、フォーブール＝サントノレとオテル・ド・クリオンとに挟まれたボワシー＝ダングラス通り (Rue Boissy d'Anglas) 10番地にあるセレクトショップ。マレ地区の3区セヴィニエ通り (Rue de Sévigné) 40番地などにお店がある他 、2009年まで東京の南青山店があった。
- アレクサンドル ドゥ パリ (Alexandre de Paris) - オートコワフュール[6]。1957年に8区フォーブール＝サントノレ通り120番地に開店。現在は8区シャンゼリゼ通り至近マティニョン大通り (Avenue Matignon) 3番地や17区 パレ・デ・コングレ等にサロンがある。2017年には東京の南青山5丁目と銀座に直営サロンを開店。現在は、ヘアアクセサリーブランドやコスメ(ロレアル製造)も展開。
- ラリック (Lalique) - 1885年にヴァンドーム広場のジュエリーブランドから始まった高級クリスタルガラスやジュエリー店。1935年からロワイヤル通り11番地に店舗を構える。

パティスリー・食料品店
- フォション (Fauchon) - 1886年、マドレーヌ広場 (Place de la Madeleine) 界隈で開店したパティスリーから紅茶、デリカテッセンまでの高級食材店。また2018年9月、同広場界隈マルゼルブ大通り (Boulevard Malesherbes) 4番地の元の本社創業地に初のホテルであるフォション・ロテル (Fauchon L'Hôtel) を開業した。
- ラデュレ (Ladurée) - ロワイヤル通り16番地にある本店の他、シャンゼリゼ大通り (Avenue des Champs-Élysées) 75番地や、ロワイヤル通り近隣の1区サントノレ通り界隈カスティリオンヌ通り (Rue de Castiglione) 14番地、6区ボナパルト通り (Rue Bonaparte) 21番地等にある。東京の青山、新宿、銀座など日本も含めた海外店舗がある。
- ラ・メゾン・デュ・ショコラ (La Maison du Chocolat) - 1977年10月、フォブール・サントノレ通り225番地のカーブ・コゼットがあった場所、サル・プレイエル向かいにて開店した。。東京の青山や銀座、丸の内（有楽町）など日本も含めた海外店舗がある。
- ピエール・エルメ・パリ (Pierre Hermé Paris) - 老舗のラデュレなどと同様マカロン等で知られる"東京発"のピエール・エルメの店鋪。6区ボナパルト通り72番地や15区ヴォージラール通り185番地、シャンゼリゼ通り、2区オペラ大通り、16区ポール＝ドゥメール大通り･･等に店舗がある。日本も含め海外展開をしている。
- マリアージュ・フレール (Mariage Frères) - マレ地区界隈4区ブール＝ティブール通りに本店がある紅茶等の茶葉専門店。パリ市内で多店舗展開しているが、8区内だとマドレーヌ広場 (Place de la Madeleine) 17番地やフォーブール＝サントノレ通り260番地に店舗がある。日本も含め海外展開をしている。

### その他
- パリ・イル＝ド＝フランス地域圏商工会議所 （Chambre de commerce et d'industrie de région Paris - Île-de-France） - フォーブール＝サントノレ通りとエトワール凱旋門とを結ぶフリドランド大通り (Avenue de Friedland) 沿いポトッキ館 (Hôtel Potocki) にある。

## 教育

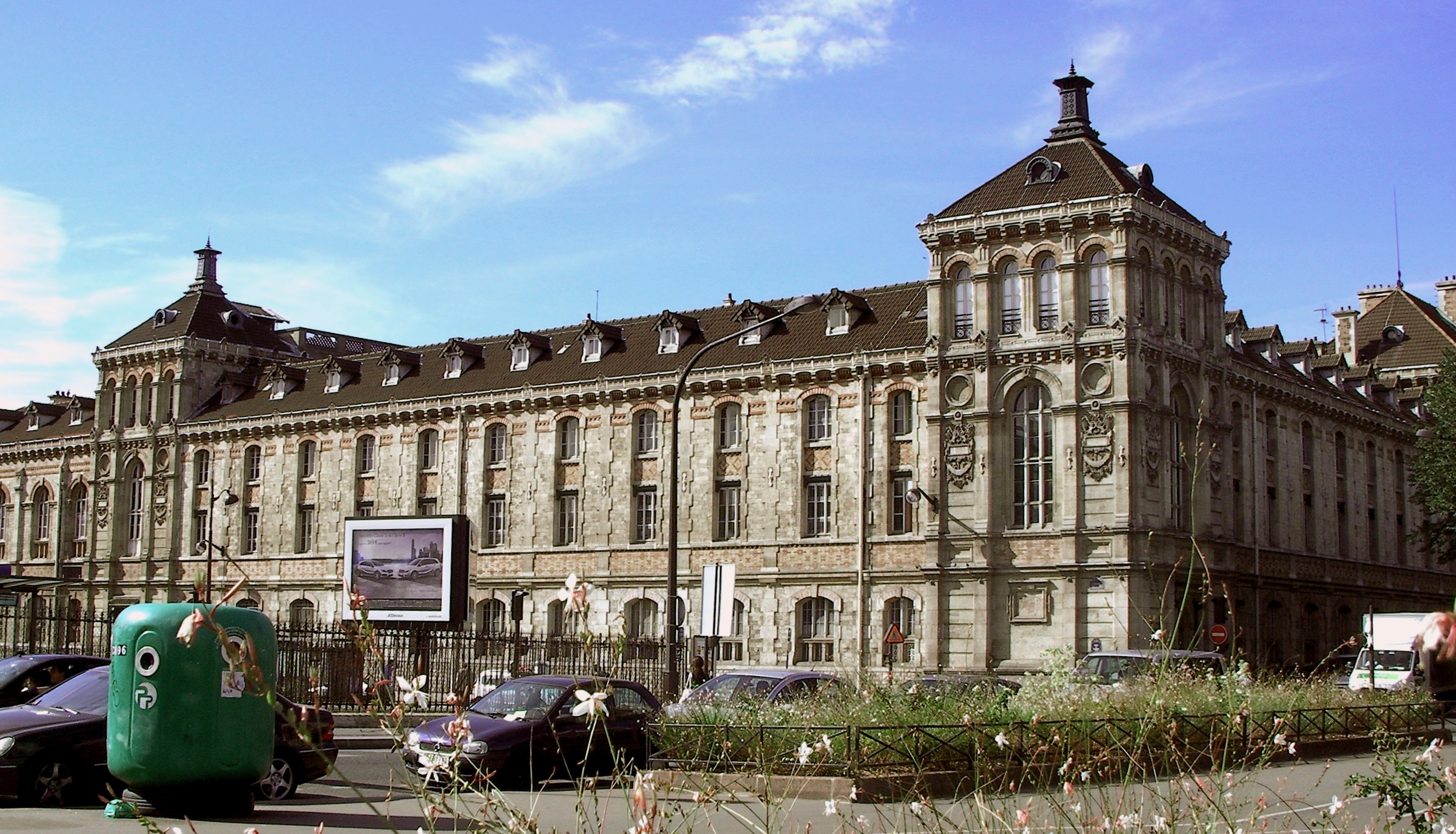
リセ・シャプタル (Lycée Chaptal)

### 大学等
- パリ地方音楽院（Conservatoire à rayonnement régional de Paris）

### 高等学校
- リセ・シャプタル（Lycée Chaptal）
  - 中学校(コレージュ)〜高校課程(リセ) の公立校。ローム通りとの交差点近く、17区との境界線上を東西に走る8区側バティニョール大通り45番地にある。最寄駅はメトロ ローム駅。

### その他
- ル・コルドン・ブルー （Le Cordon Bleu） - 世界中に展開する料理菓子専門学校のパリ本校

## 宿泊施設

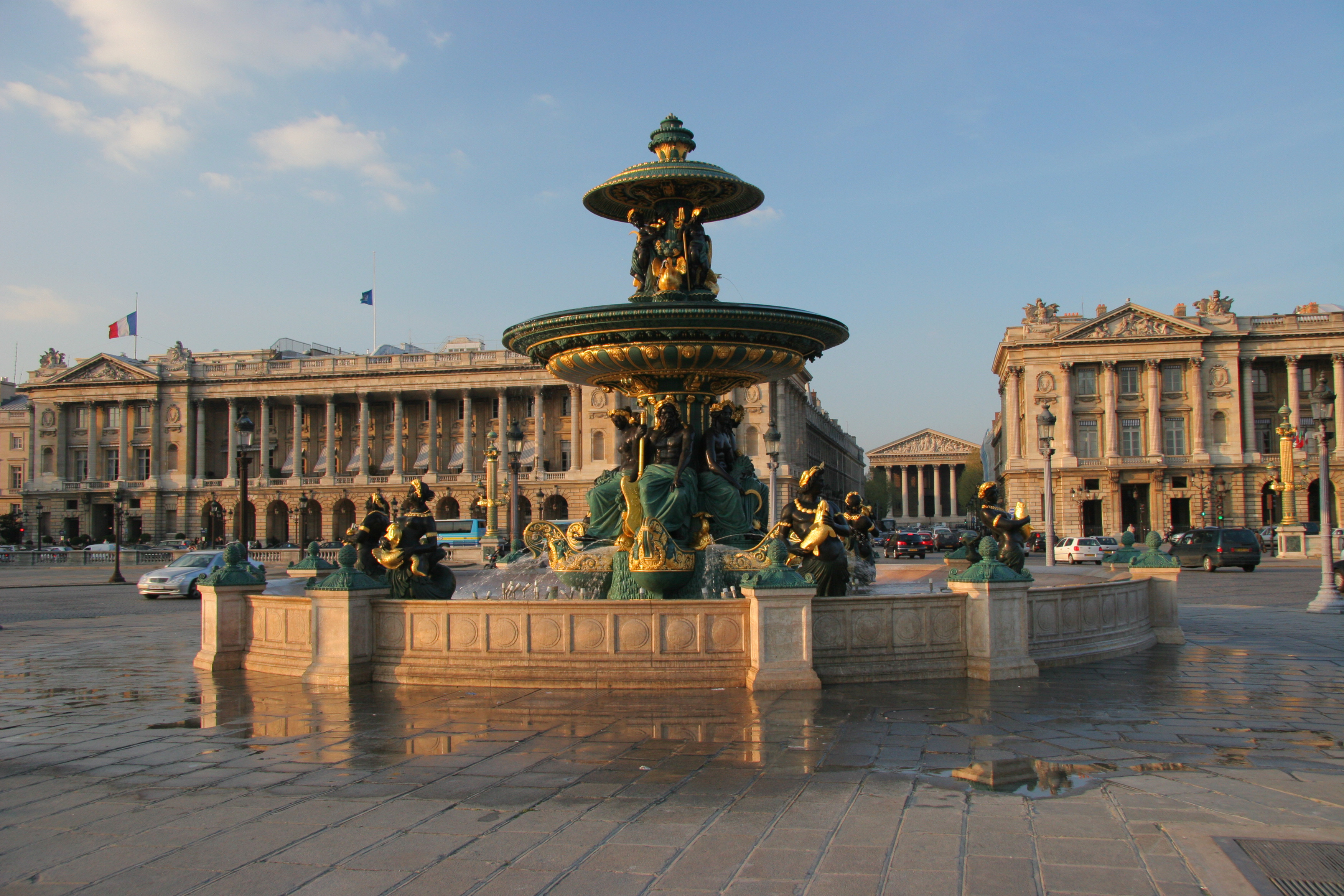
コンコルド広場から見るオテル・ド・クリオン(最左側建物)
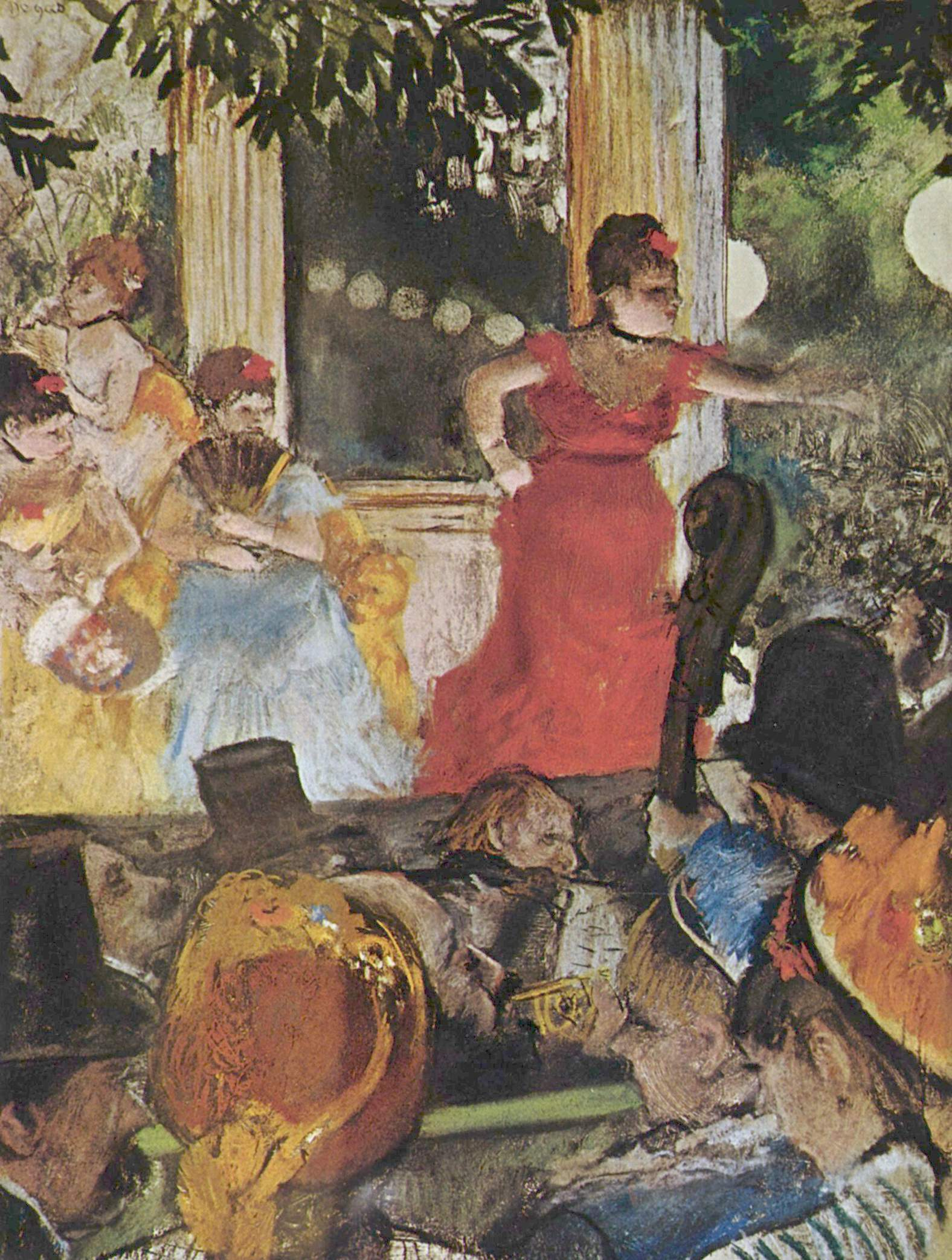
1876-77年、レ・ザンバサドゥール (Les Ambassadeurs) のカフェ・コンセール。エドガー・ドガ作
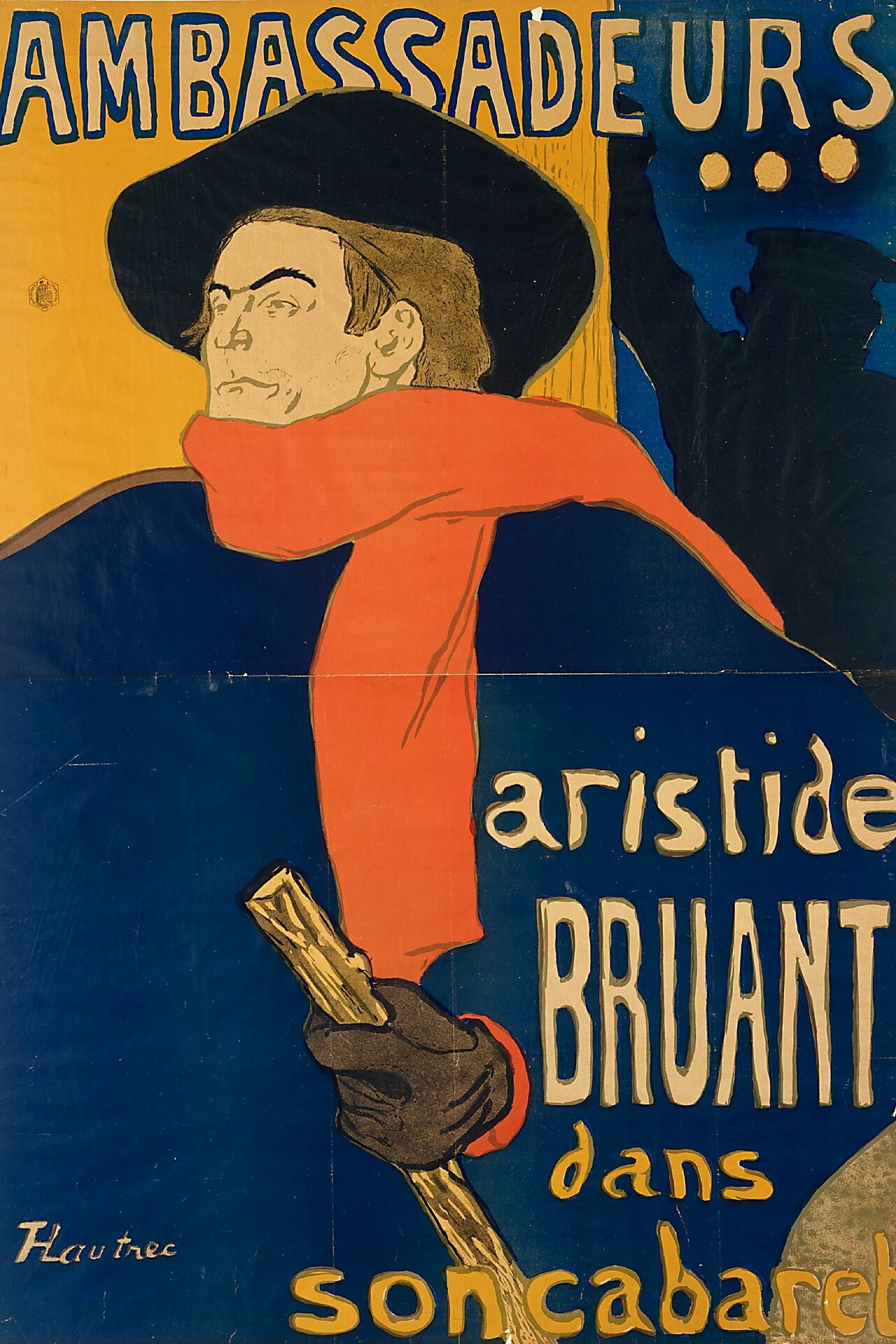
1892年、レ・ザンバサドゥールのアリスティド・ブリュアン (Aristide Bruant)。アンリ・ド・トゥールーズ＝ロートレック作
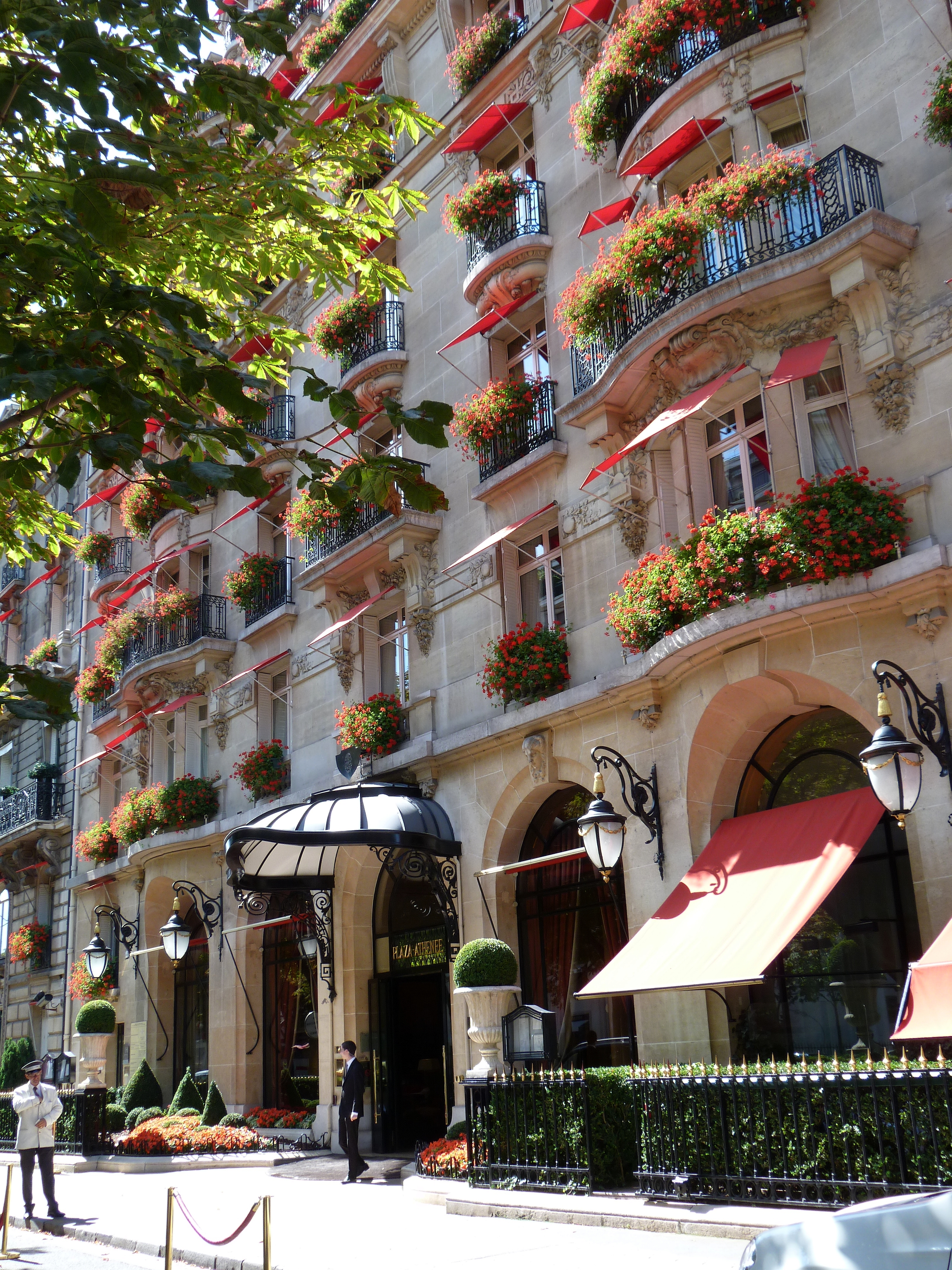
オテル・プラザ・アテネ・ド・パリ
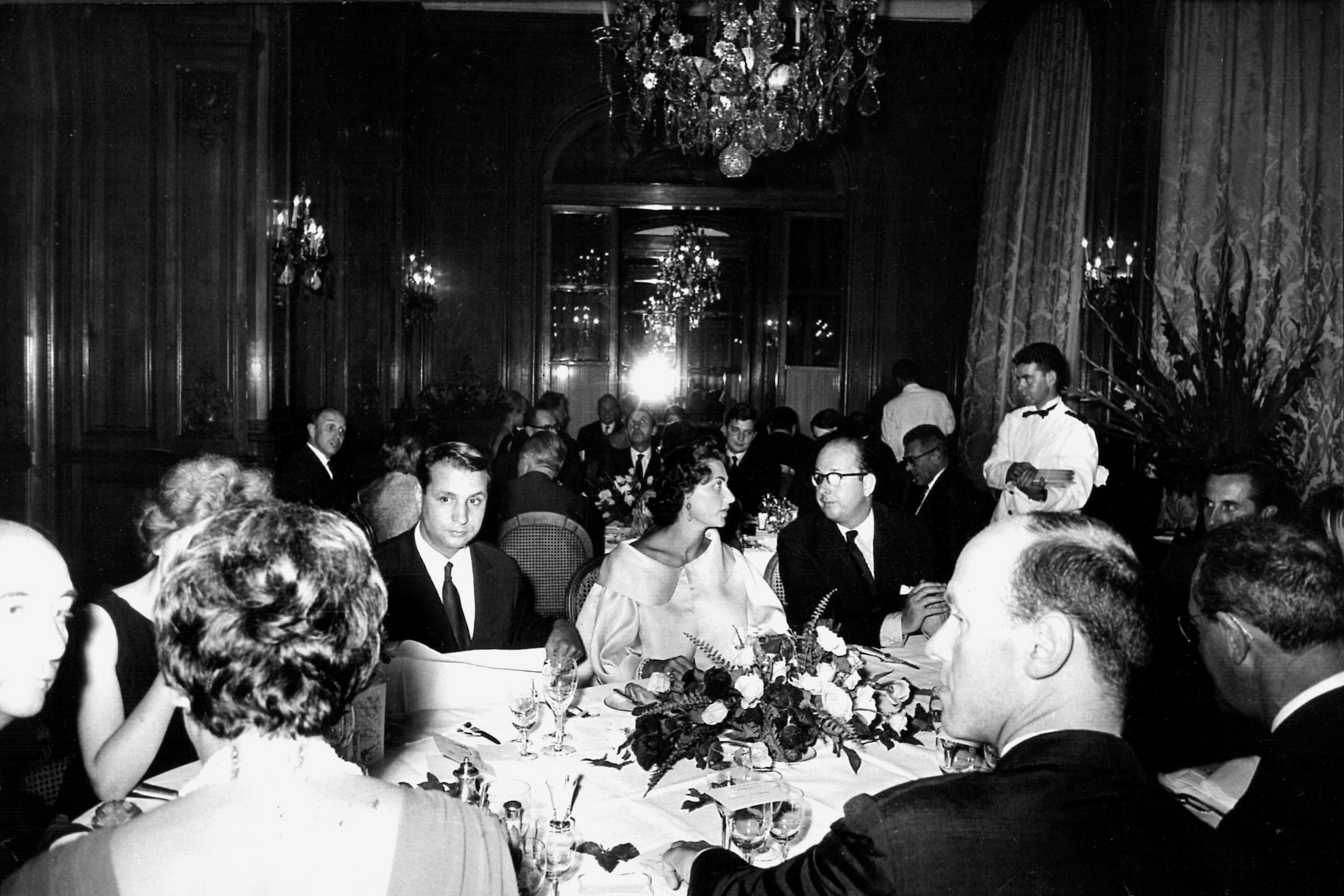
特にベル・エポックの時代以降の富裕層や上流階級を意味する"トゥ＝パリ (fr, en)"の人々 - プラザ・アテネでのデザイナー シャルル・ジョルダン (fr) ら。1962年

### 主な宿泊施設
- オテル・ド・クリヨン（Hôtel de Crillon）
  - 世界中の国王や著名人が訪れる高級ホテル。コンコルド広場に面している[7]。1758年建造。ルイ15世の病状回復を記念して、同広場からマドレーヌ寺院に続くロワイヤル通りと、同通りを挟んで右に海軍館、左に造幣館が建造された。これら通りから建物までアンジュ＝ジャック・ガブリエルが制作。造幣館が6区コンティ河岸に移転した時、造幣館は四つに分割された。その内、真ん中の列柱建物部分はガブリエルから引き継いだピエール＝ルイ・モロー＝デプル (fr) が制作を継承し、後に国際自動車連盟が入居。ボワシー＝ダングラス通り側最左側のオーモン館 (オテル・ドーモン) はルイ＝フランソワ・トゥルアール (fr) が制作し、後にオテル・ド・クリオンが入居した。
オテル・デュ・ルーヴルにより、1909年3月からホテルとして開館したのがオテル・ド・クリオンの始まり。
王妃マリー・アントワネットは、オーモン館にピアノのレッスンに通っていたが、フランス革命期の1793年、ルイ16世共々、同広場オーモン館のすぐ目の前でギロチン刑に処せられた。
1778年2月6日、アメリカ独立戦争最中初めてアメリカを独立国家として認めた仏米同盟条約がこの館で結ばれた。1919年には、オテル・ド・クリヨンは、パリ講和会議でのウッドロウ・ウィルソンら米代表団の宿泊場所にもなった。
19世紀半ば、オーモン館の西側至近ガブリエル大通り (Avenue Gabriel) 1番地、現在のエスパス・カルダン (Espace Cardin) の地に、カフェ・コンセール乃至ナイトクラブ形態のレストラン「レ・ザンバサドゥール (アンバサドゥール（英語版）)」が開店。貴族、さらに1870年代から著名人や半社交界の貴婦人 (ドゥミ＝モンデーヌ, Demi-mondaine 乃至クルチザンヌ) らの常連場所であった。オテル・ド・クリオン開館のすぐ後にアンバサドゥールもクリオン内に移転した。オテルはまた、フェミナ賞選考会場でもある。時を隔てた2017年、ホテルの大規模改装後は小さなバーとして再オープンした。ホテルは現在サウジアラビア王家関係者の所有。ちなみに、上記四つに分割された建物の内、ロワイヤル通り側のコワラン館 (Hôtel de Coislin) の現在の所有者はカタール王家関係会社。
- ル・ロワイヤル・モンソー・ラッフルズ・パリ （Le Royal Monceau Raffles Paris）
  - モンソー公園近隣に立地し、オテル・ド・クリヨン、オテル・リッツ・パリと合わせた3つが"パリの最高級ホテル"とされている。
- オテル・バルザック（Hôtel Balzac） - バルザック通り6番地にある。
- オテル・エトワール・サントノレ（Hôtel Etoile Saint Honoré） - フォーブール＝サントノレ通り214番地にある。
- プラザ・アテネ（Plaza Athénée）
  - モンテーニュ大通り25番地にあるホテル。ミシュラン星付き、アラン・デュカスのレストラン・ガストロノミーク "アラン・デュカス・オ・プラザ・アテネ (Alain Ducasse au Plaza Athénée)" がある。また、同ホテルがあるシャンゼリゼ地区ないし"黄金の三角地帯 (fr)"周辺界隈は、ヤニック・アレノの "アレノ・パリ・オ・パヴィヨン・ルドワイヤン (Alléno Paris au Pavillon Ledoyen)" や"ラセール (Lasserre)" などの有名レストランが連なる。
- オテル・ジョルジュ＝サンク（フォーシーズンズ・ホテル・ジョルジュサンク・パリ, Hôtel George-V）
  - ジョルジュ＝サンク大通り31番地にある。クリスチャン・ル・スケール (fr)の"ル・サンク (Le Cinq)" など、ミシュラン星付きレストランが3店ある。
- ヒルトン・パリ・オペラ（Hilton Paris Opera） - サン・ラザール駅南側、サン＝ラザール108番地にある。
- オテル・ウォルドーフ・マドレーヌ（Hôtel Waldorf Madeleine） - マドレーヌ寺院西側至近マルゼルブ大通り12番地に所在する。
- ハイアット・パリ・マドレーヌ（Hyatt Paris Madeleine） - マドレーヌ寺院西側至近マルゼルブ大通り24番地に所在する。

## 文化施設

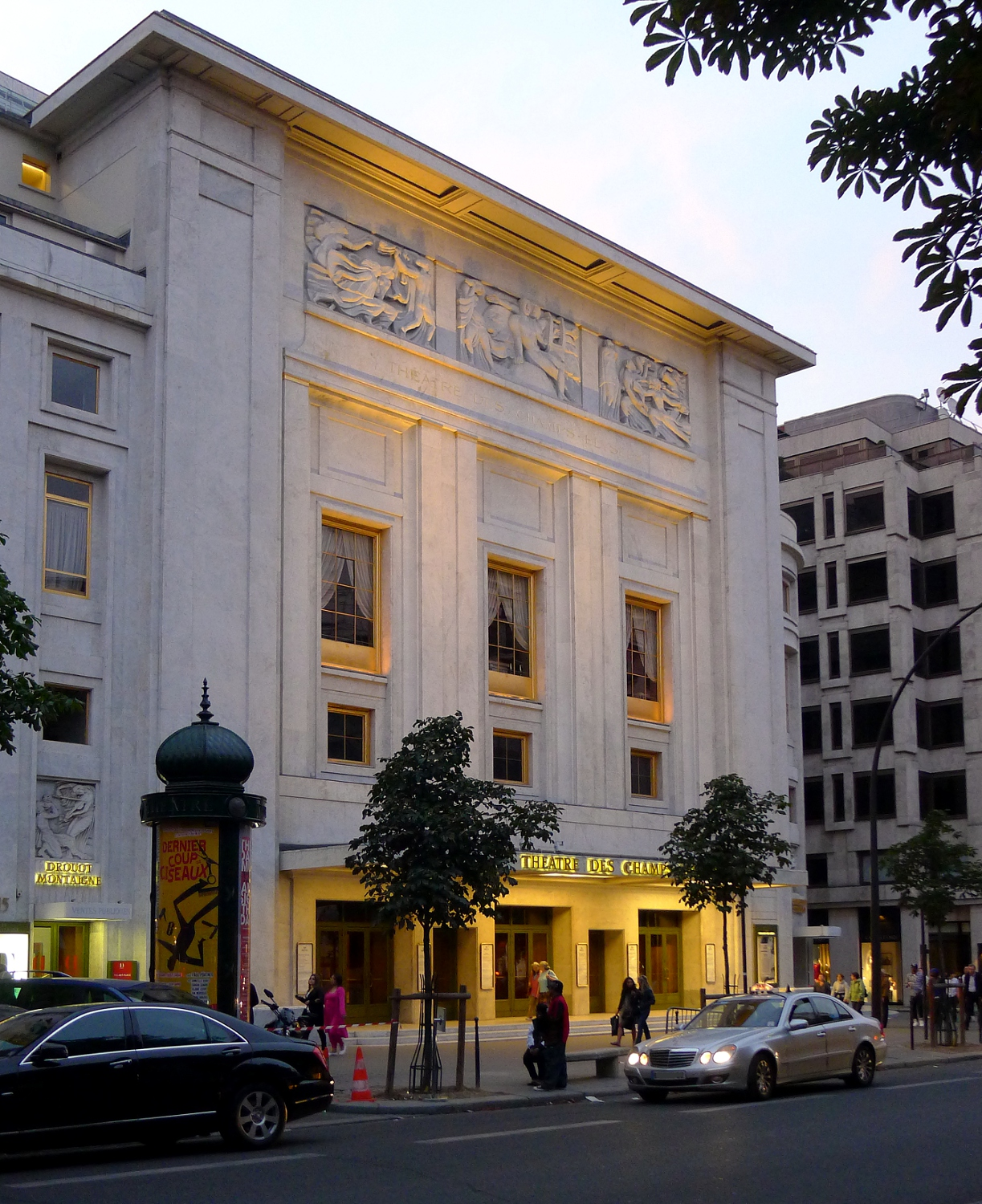
théâtre des Champs-Elysées（Avenue Montaigne）

### 美術館・博物館
- グランパレ・ナショナル・ギャラリー (Galeries Nationales du Grand Palais) - グラン・パレ内にある。
- ジャックマール＝アンドレ美術館 (Musée Jacquemart-André)
- ニッシム・ド・カモンド美術館 (Musée Nissim de Camondo) - トルコ出身ユダヤ系カモンド家の銀行家モイーズ・ド・カモンド (fr) と、ルノワールの "イレーヌ・カーン・ダンヴェール嬢 " の被写体となったイレーヌ (fr) 夫妻との長男ニッシム (fr) が、第一次世界大戦西部戦線に飛行士として参戦し戦死したのを悼み、息子の名称を条件に父が亡くなる1935年に邸宅をパリに美術館として寄贈した。
- パリ市立美術館 (Musée des Beaux-Arts de la Ville de Paris) - プティ・パレ内にある。

### 映画館・劇場
- シャンゼリゼ劇場 (Théâtre des Champs-Élysées)
- マドレーヌ劇場 (Théâtre de la Madeleine)
- マリニー劇場 (Théâtre Marigny)
- ロン＝ポワン劇場 (Théâtre du Rond-Point)

### その他
- サル・ガヴォー (Salle Gaveau) - 内務省の北西界隈にあるコンサートホール。
- サル・プレイエル (Salle Pleyel) - パリ管弦楽団が本拠地とするコンサートホール [8]。
- オテル・サロモン・ド・ロチルド (Hôtel Salomon de Rothschild) - 11 Rue Berryer に所在するイベント会場。パリ・ロチルド家初代ジェームスの三男サロモン (Salomon James de Rothschild) の妻アデル (baronne Adèle) が1872年に買収し、新古典主義建築様式18世紀風に築造した建物。

## 宗教施設

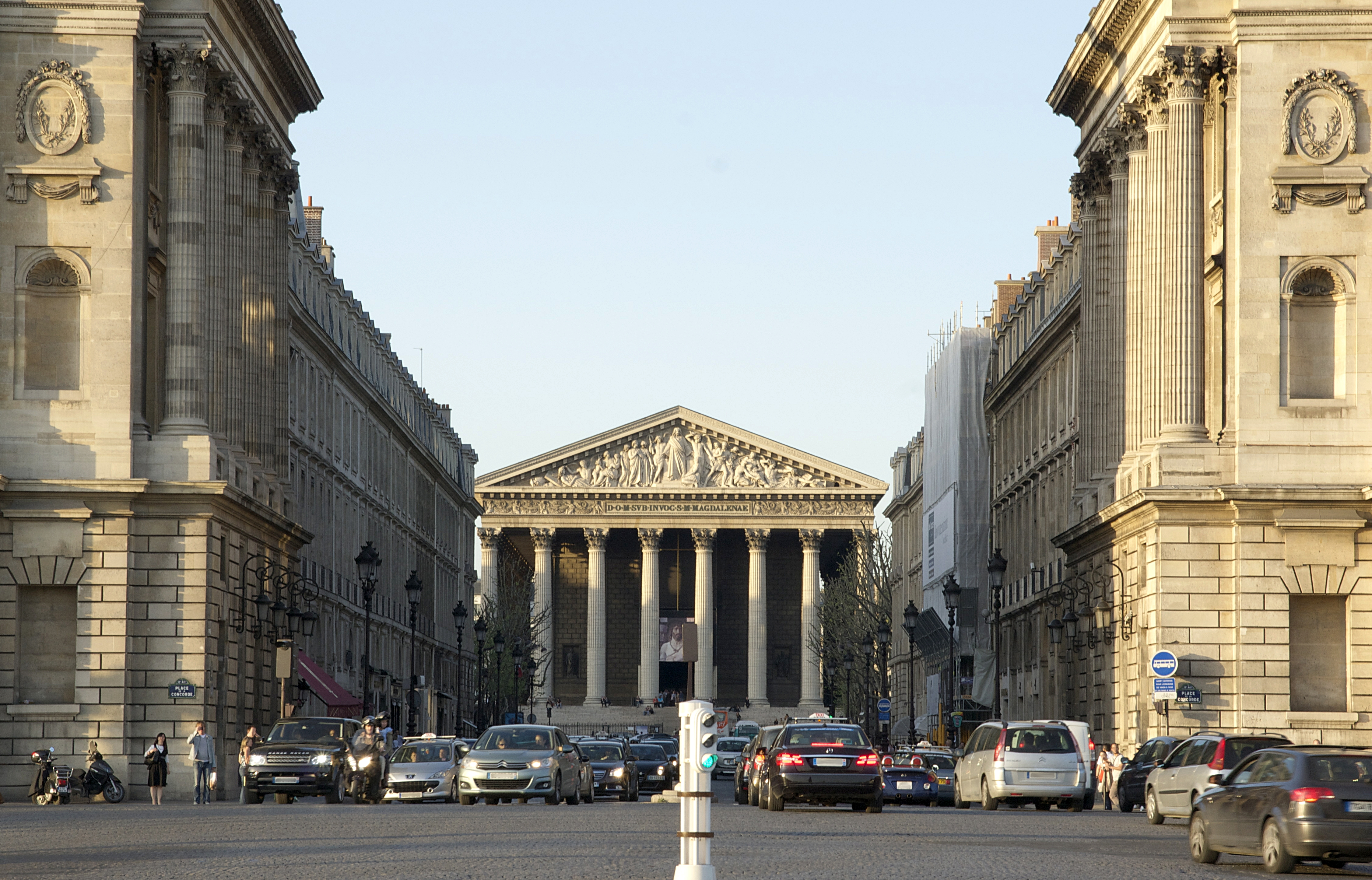
マドレーヌ寺院及びロワイヤル通り、コンコルド広場からの眺め
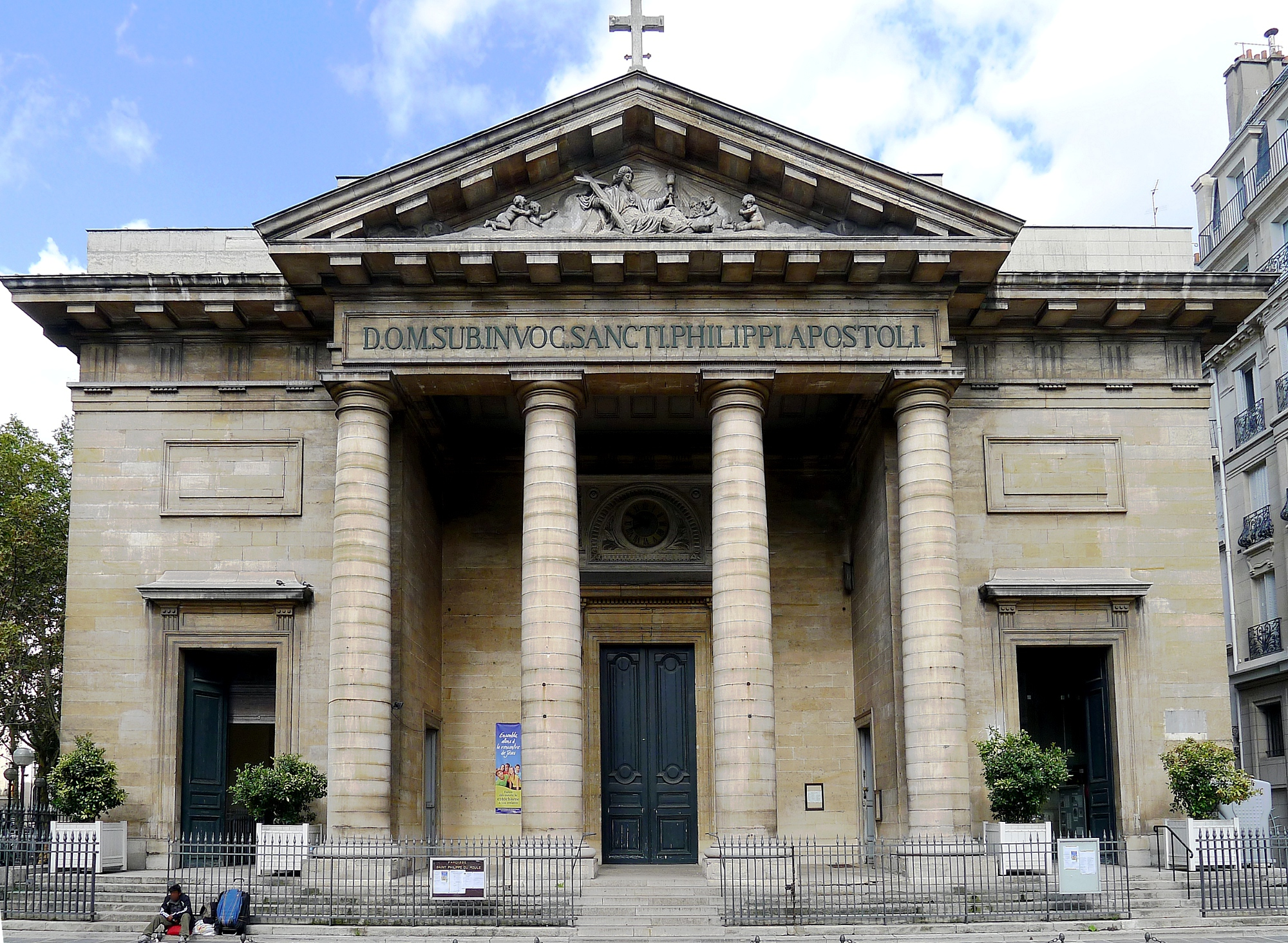
18世紀後半に建造されたサン＝フィリップ＝デュ＝ルール教会 (Église Saint-Philippe-du-Roule)
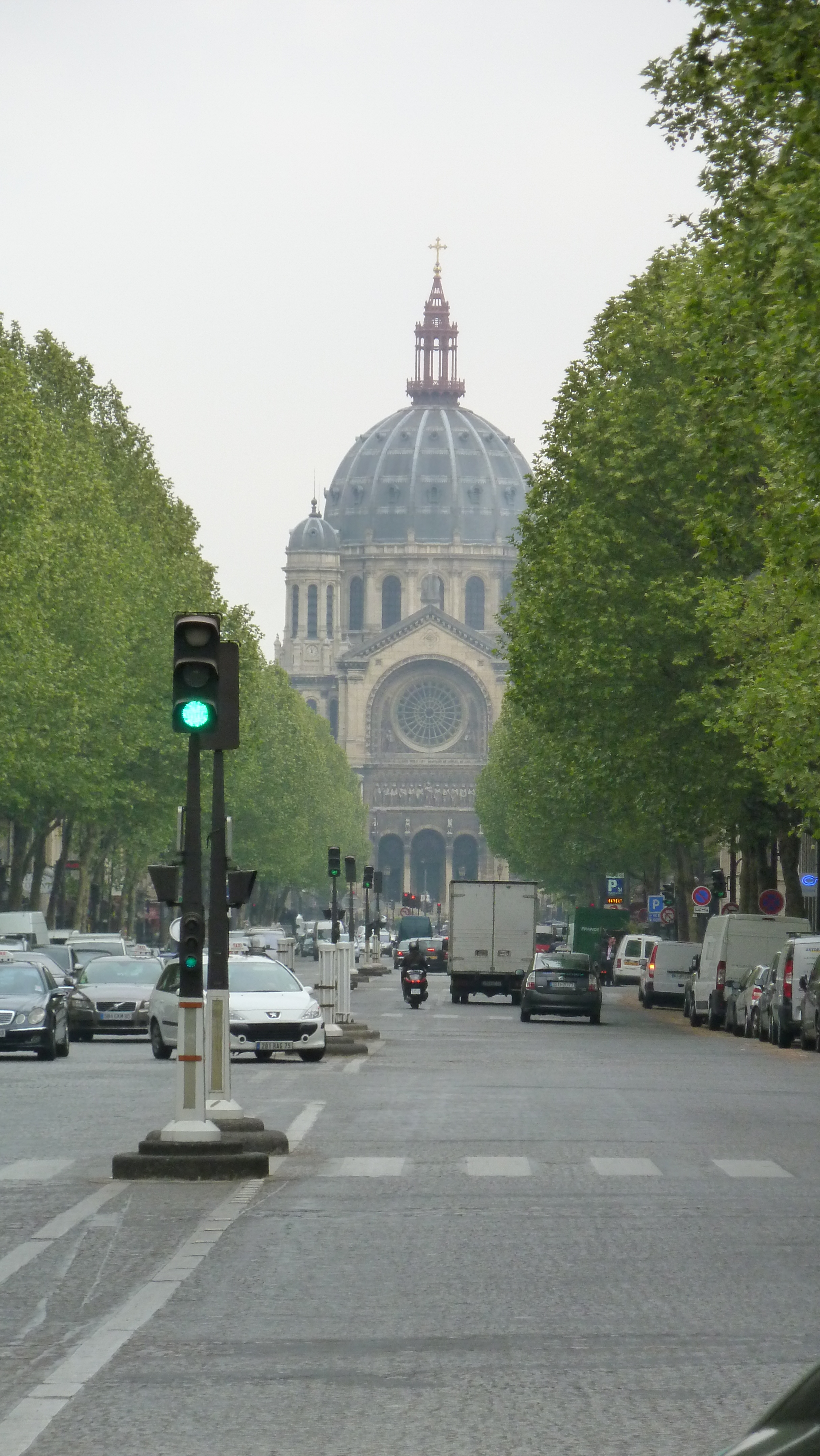
サン＝トーギュスタン教会 (Église Saint-Augustin), 2010年5月
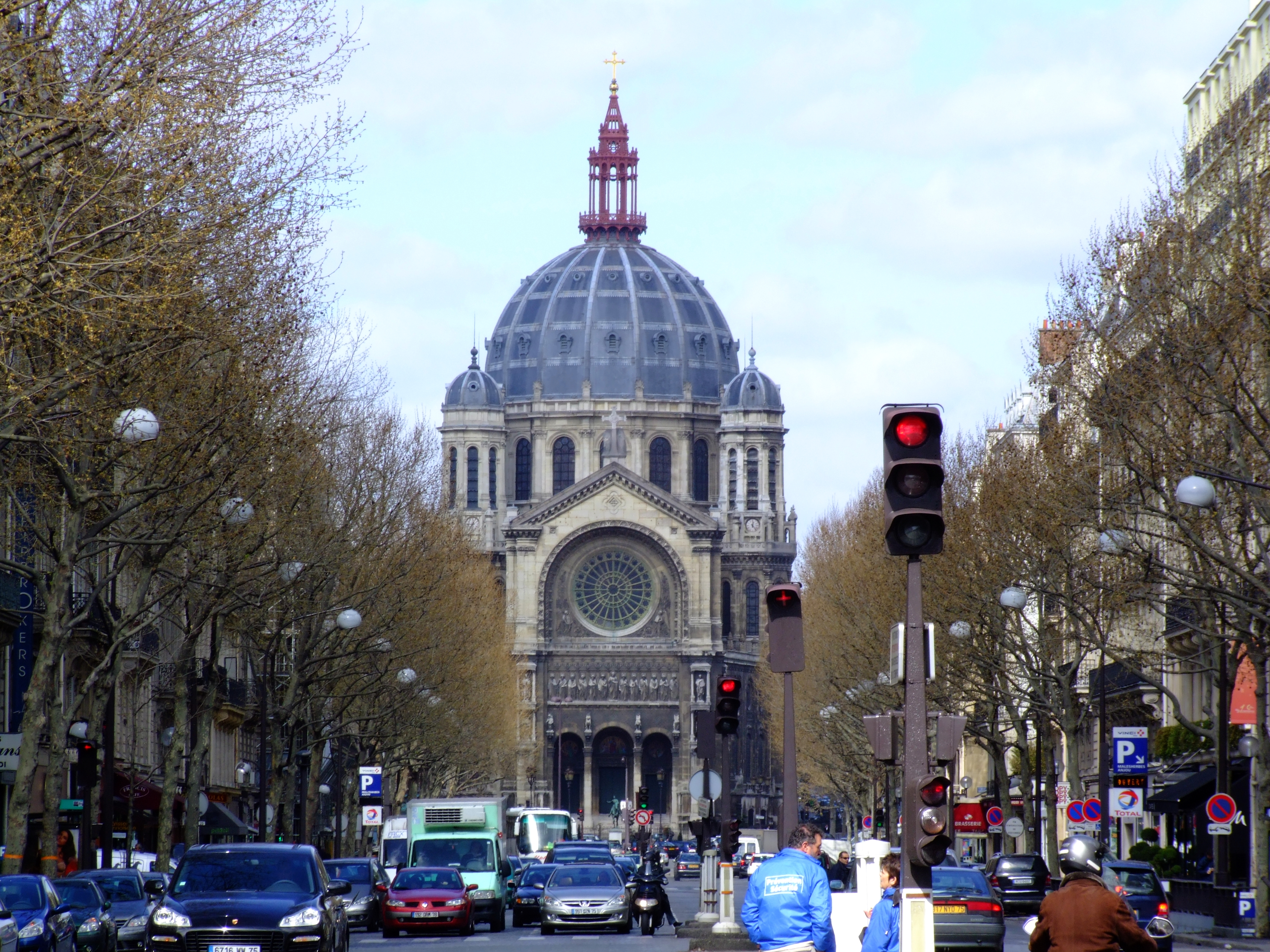
サン＝トーギュスタン教会, 2008年3月
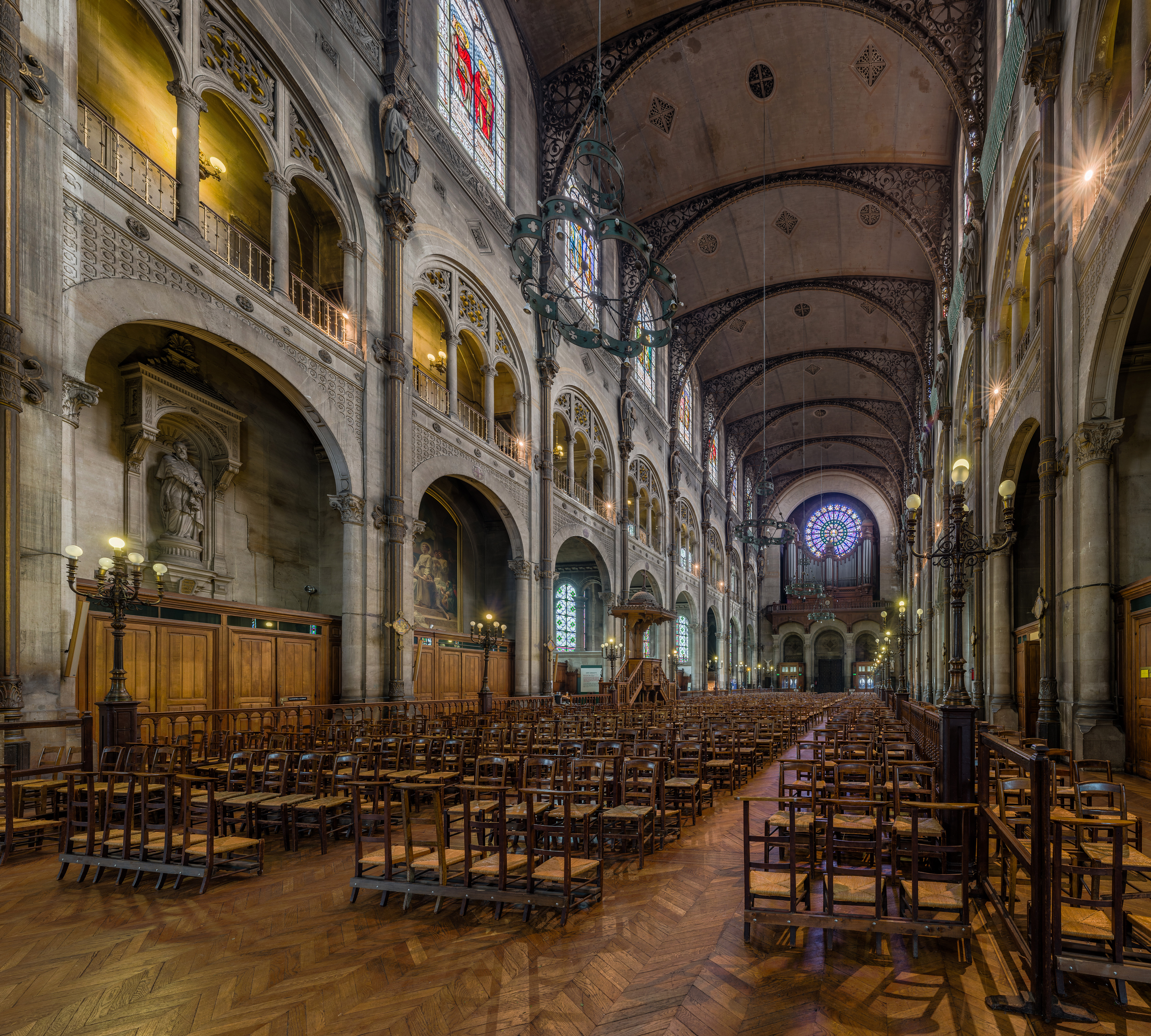
サン＝トーギュスタン教会の本堂身廊とパイプオルガン (La nef et les grandes orgues)
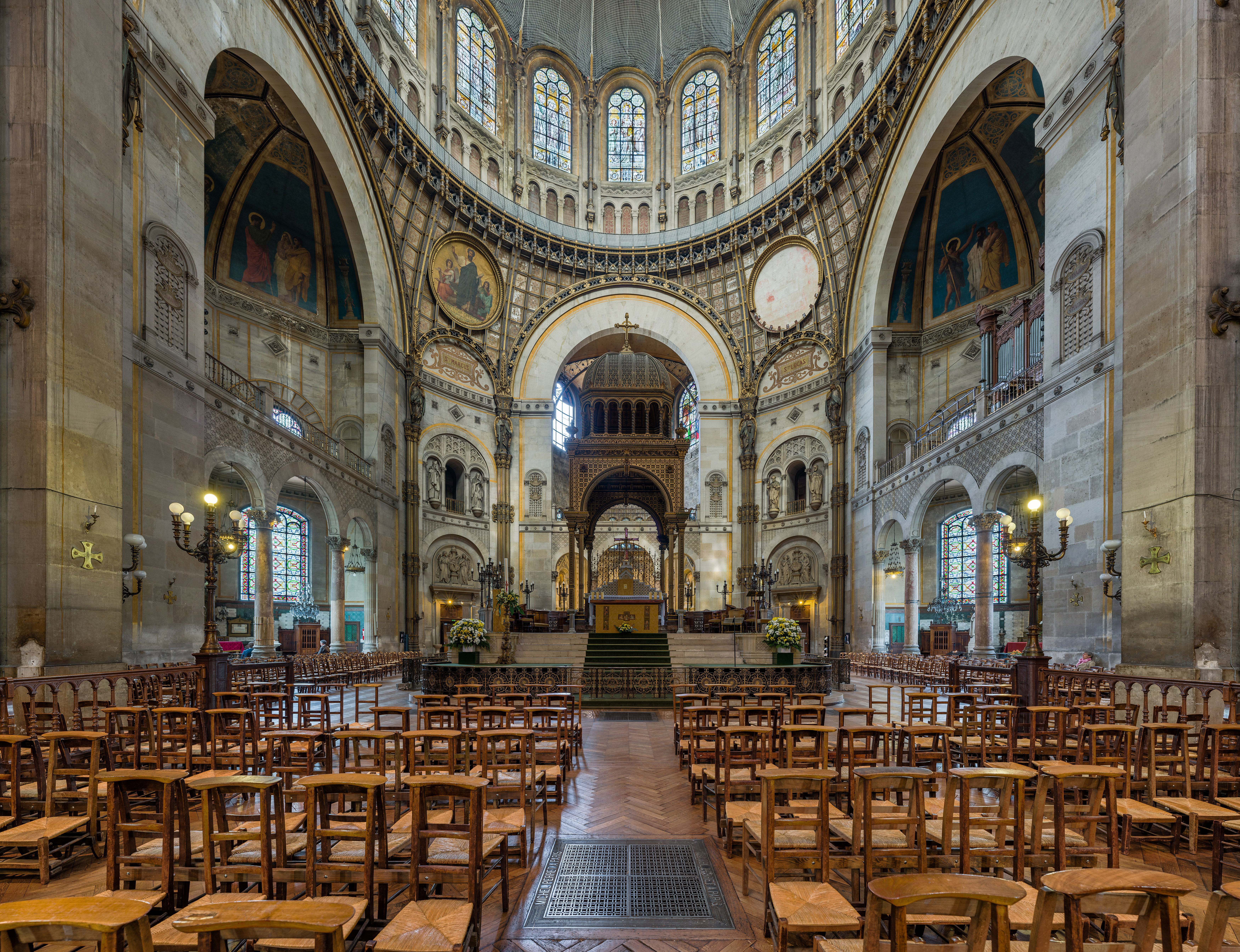
サン＝トーギュスタン教会のクワイヤ、及び内陣の祭壇とシボリウム (Le chœur, l'autel et un ciborium)

### 教会・寺院
- サン＝トーギュスタン教会 (サン＝オーギュスタン教会, Église Saint-Augustin)
  - 1860年建造。マルゼルブ大通り等が交差するサン＝トーギュスタン広場 (Place Saint-Augustin) 界隈にある。サン＝ラザール駅西側近くにある。
- サン＝フィリップ＝デュ＝ルール教会 (Église Saint-Philippe-du-Roule)
  - フォーブール＝サントノレ通り154番地にある。
- 贖罪礼拝堂 (シャペル・エクスピヤトワール、Chapelle Expiatoire) 
  - フランス革命当時、国王ルイ16世、王妃マリー・アントワネットら王侯貴族をはじめ、"反革命派"とされた人々が最初に集団埋葬されたマドレーヌ墓地跡に建つ。復古王政後、ルイ18世によって設けられたルイ16世広場（ルイ16世小公園）に建立された。サン＝ラザール駅南側近くにある。
- マドレーヌ寺院 （マドレーヌ教会） (Église de la Madeleine)
  - 同寺院東側、9区オペラ広場界隈ガルニエ宮（オペラ座）までの距離は、凡そ300mほど。

## 観光・憩い

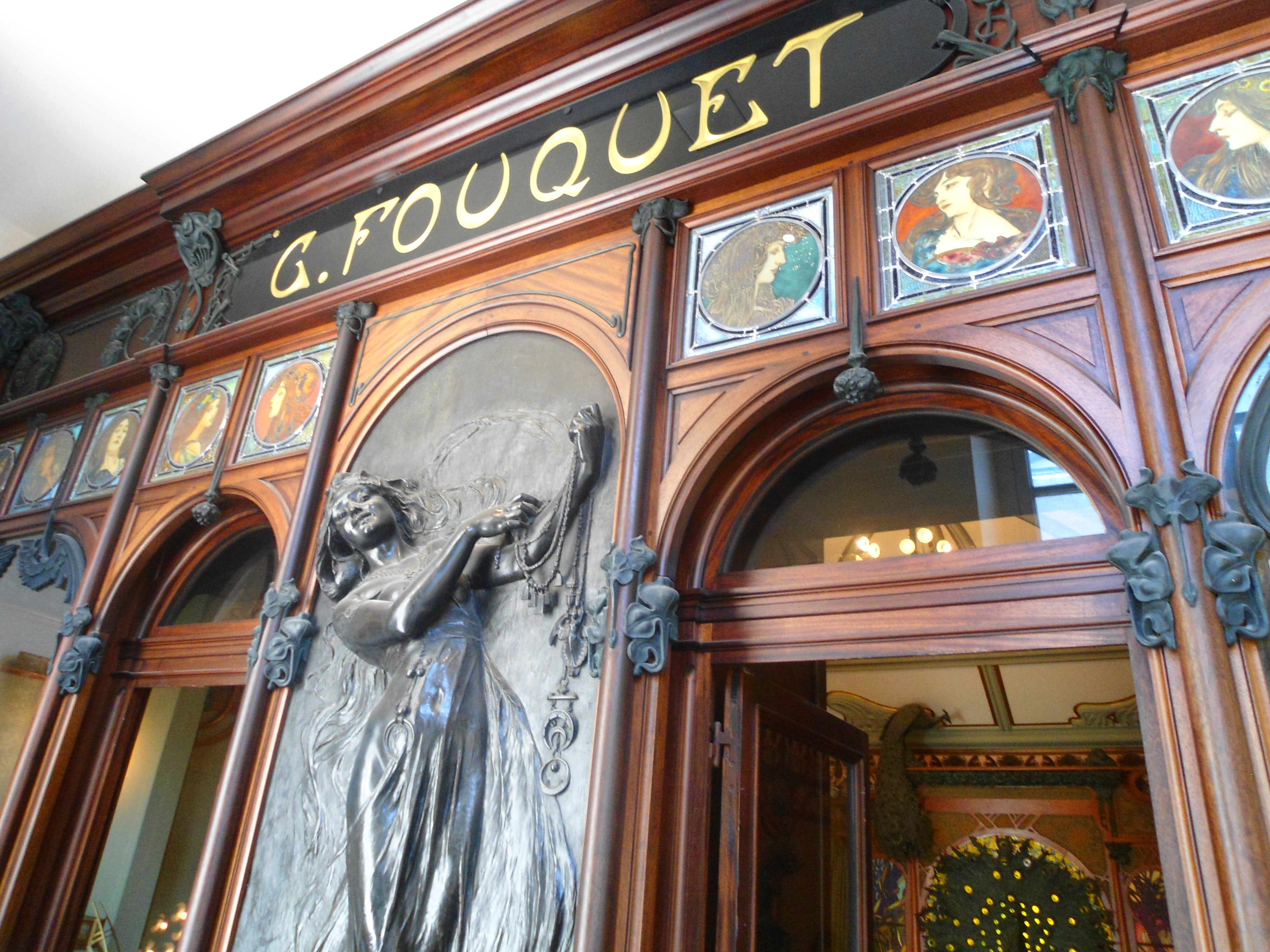
ロワイヤル通り (Rue Royal) 6番地にあった宝石店フーケ (fr)。1901年にアルフォンス・ミュシャによりアール・ヌーヴォー様式で装飾された。1923年に解体されたが、マレ地区カルナヴァレ美術館に保存されている。

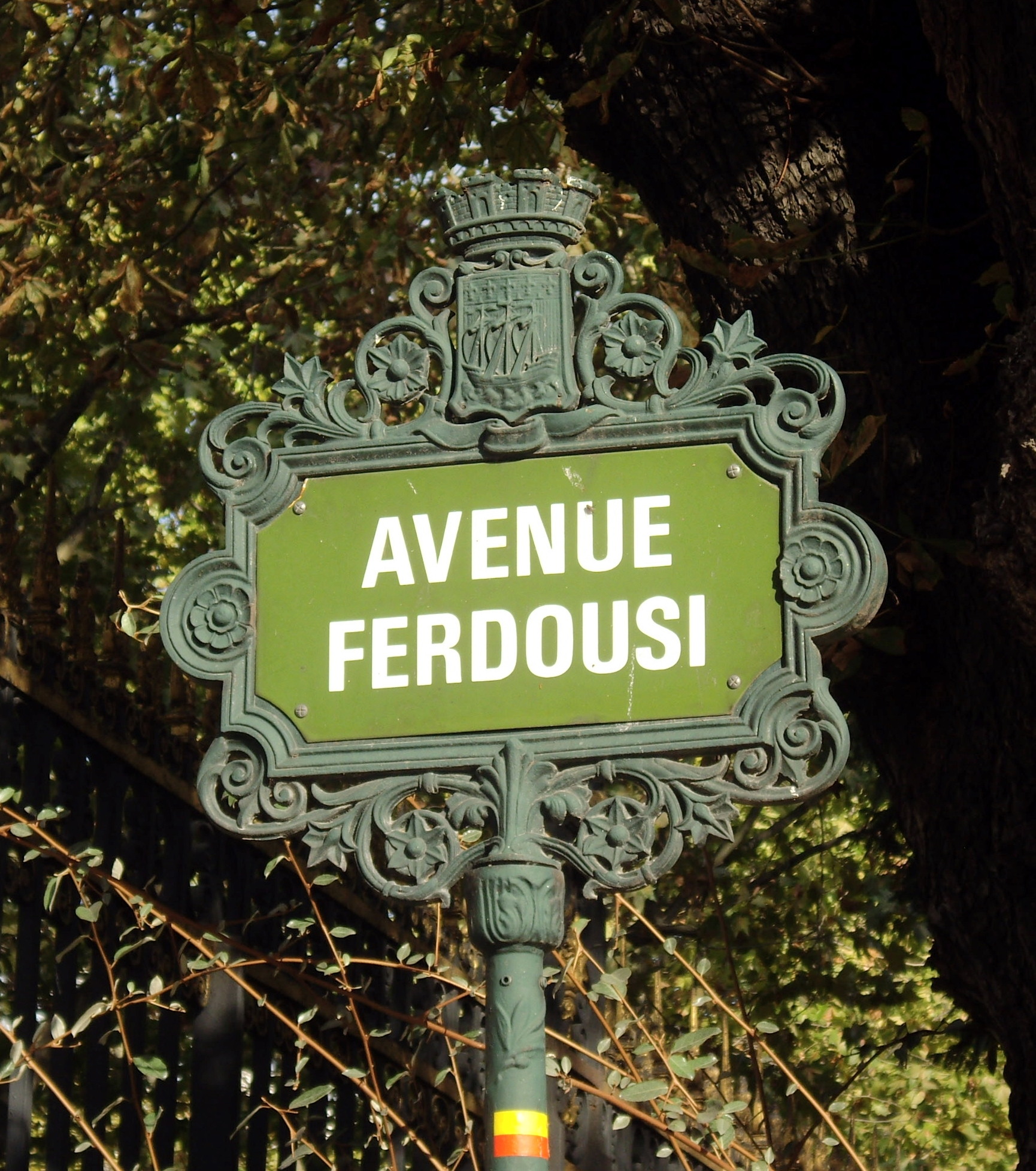
Avenue Ferdousi（フェルドゥズィ通り）、モンソー公園

### 建築
- エリゼ宮殿 (Palais de l'Élysée) 
  - フランス大統領官邸として使用されている。
- 凱旋門 (Arc de triomphe de l'Étoile)
  - 8区、16区、17区の境界、シャルル・ド・ゴール広場（エトワール広場）に位置している。
- グラン・パレ (Grand Palais)
  - もともとは、パリ万国博覧会 (1900年) の主要会場として建設された宮殿。現在、グラン・パレ国立ギャラリーなどがある。
- プティ・パレ (Petit Palais)
  - もともとは、パリ万国博覧会 (1900年) の会場として建設された宮殿。宮殿内は、パリ市立美術館として使用されている。

### 公園・緑地等
- モンソー公園 (Parc Monceau)

### 名所・娯楽
- クレイジー・ホース （Crazy Horse） - シャンゼリゼ通りとも至近のジョルジュ＝サンク大通り12番地にある、芸術的スタイルのヌードショーがあるキャバレー。

### 旧跡・記念碑等
- コンコルド広場のオベリスク (Obélisque)

## 交通

### 鉄道

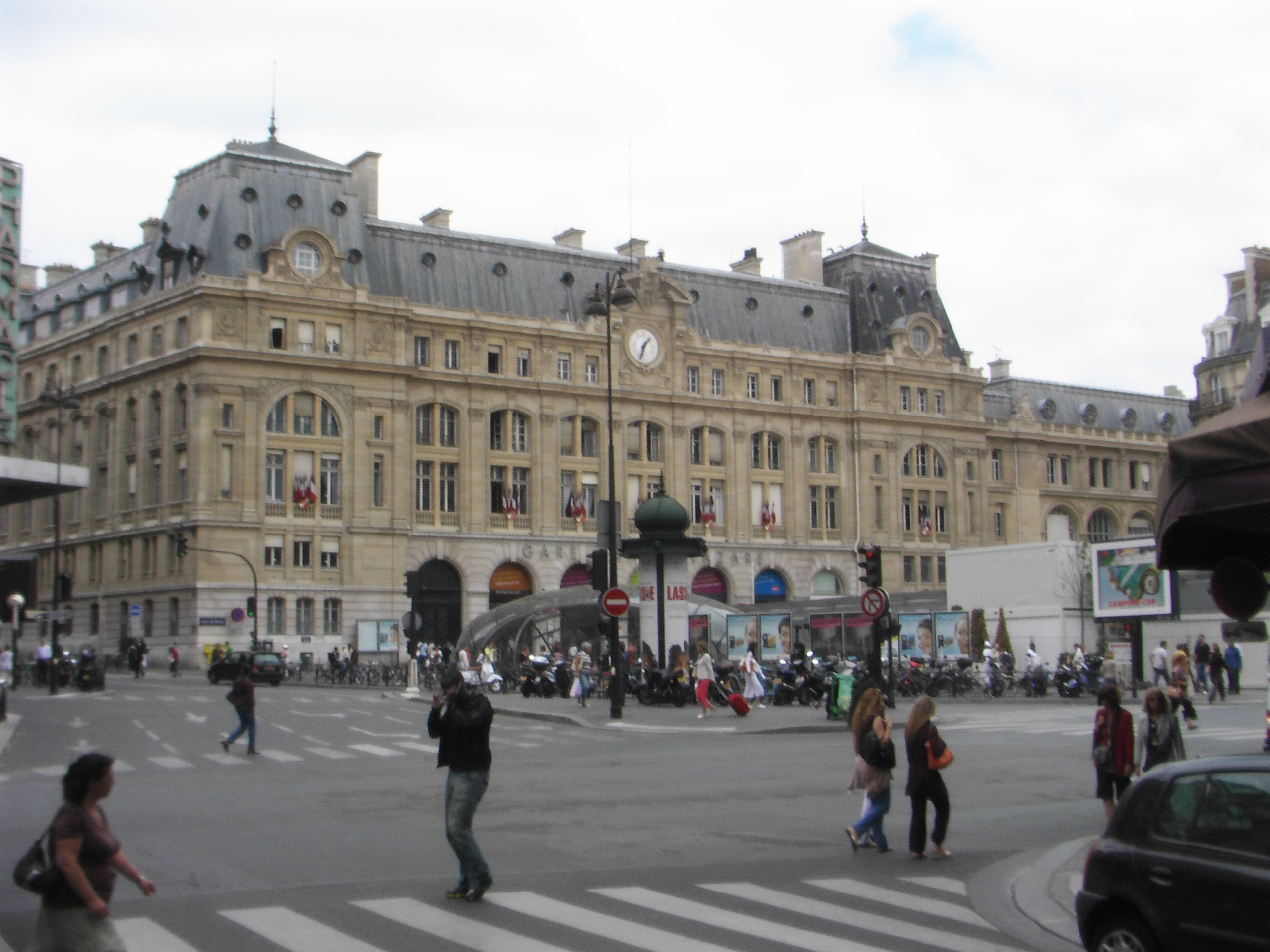
サン＝ラザール駅前ガブリエル＝ペリ広場
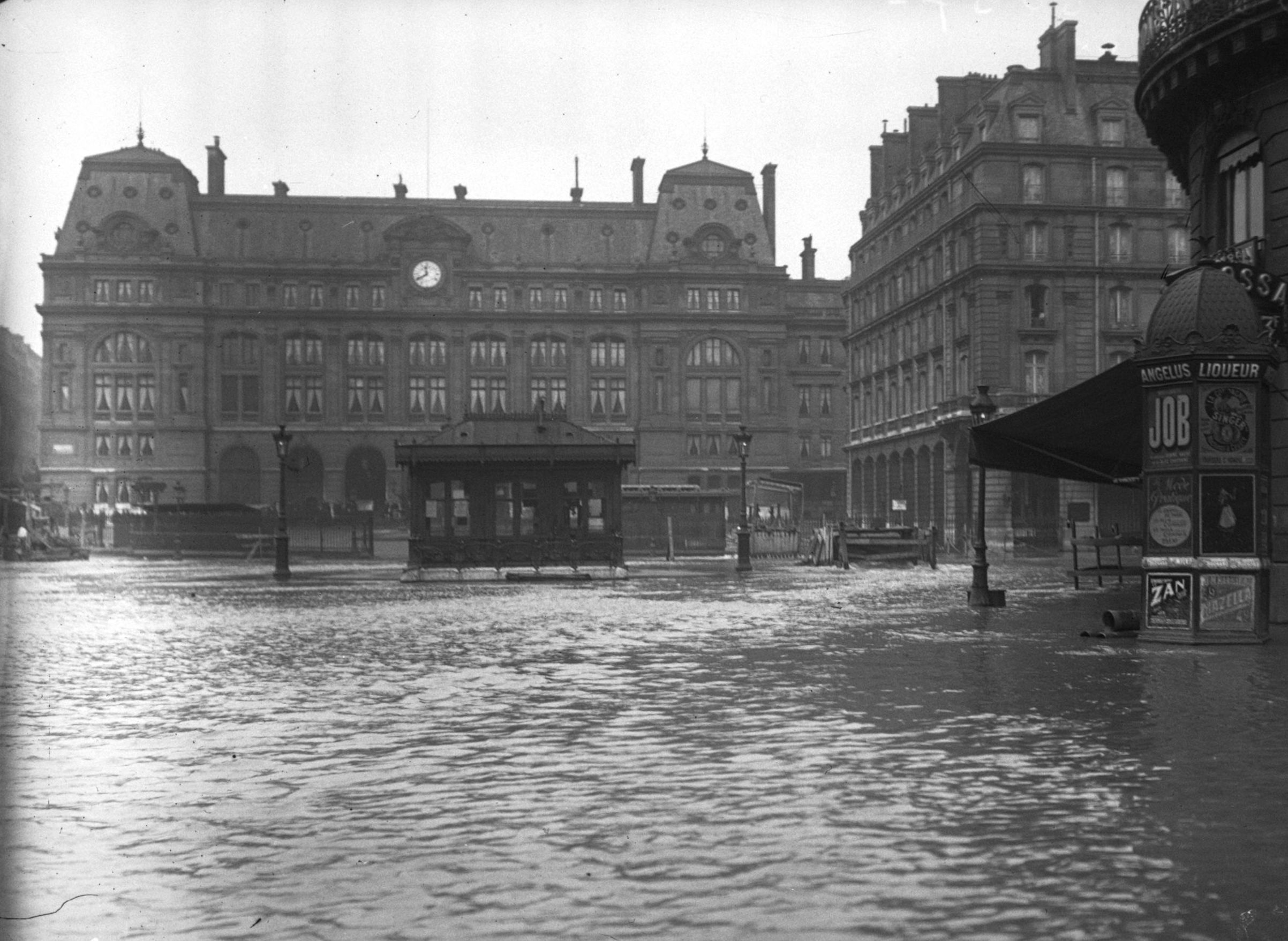
サン＝ラザール駅前の洪水, 1910年
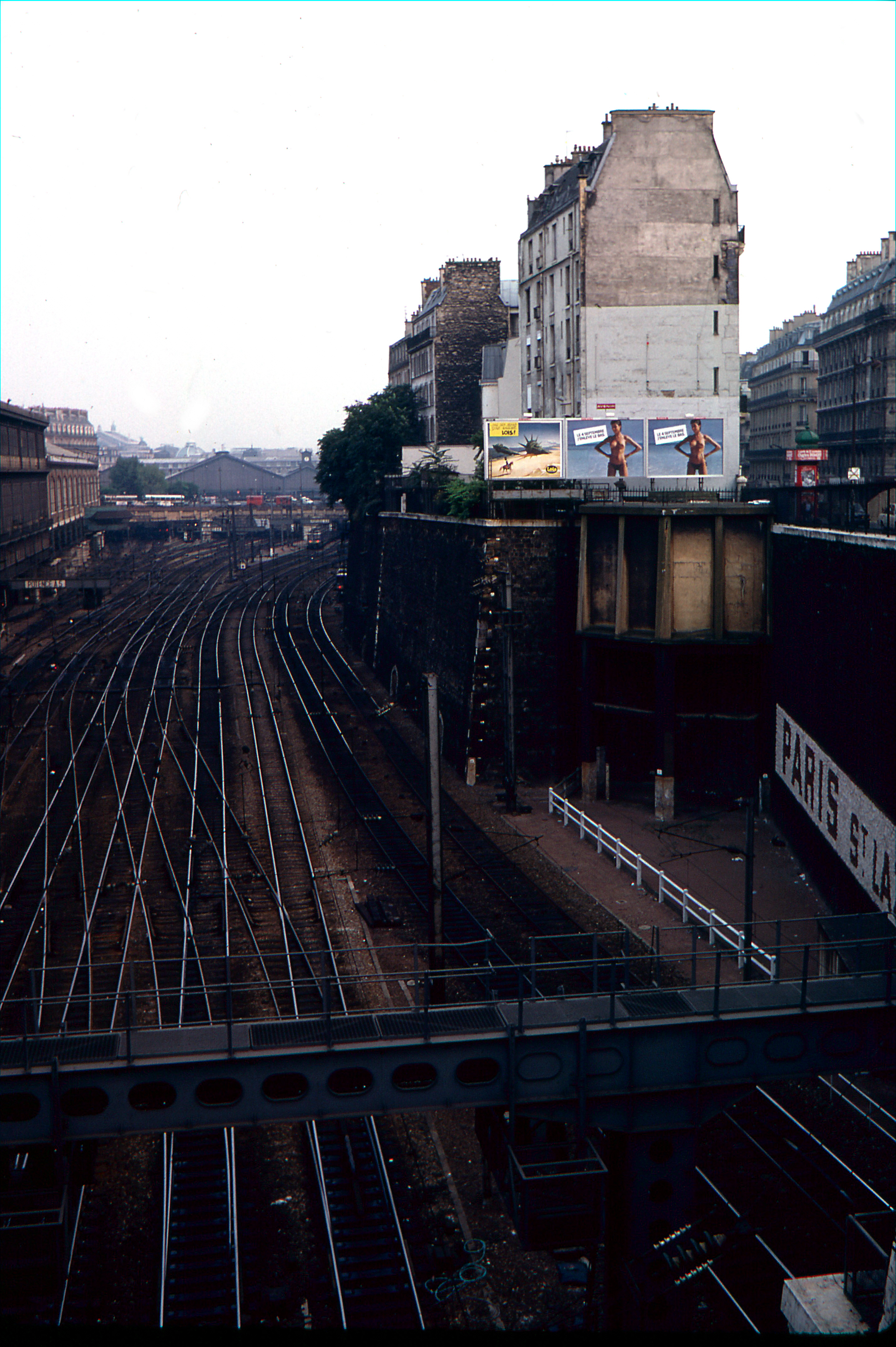
サン＝ラザール駅からの線路帯
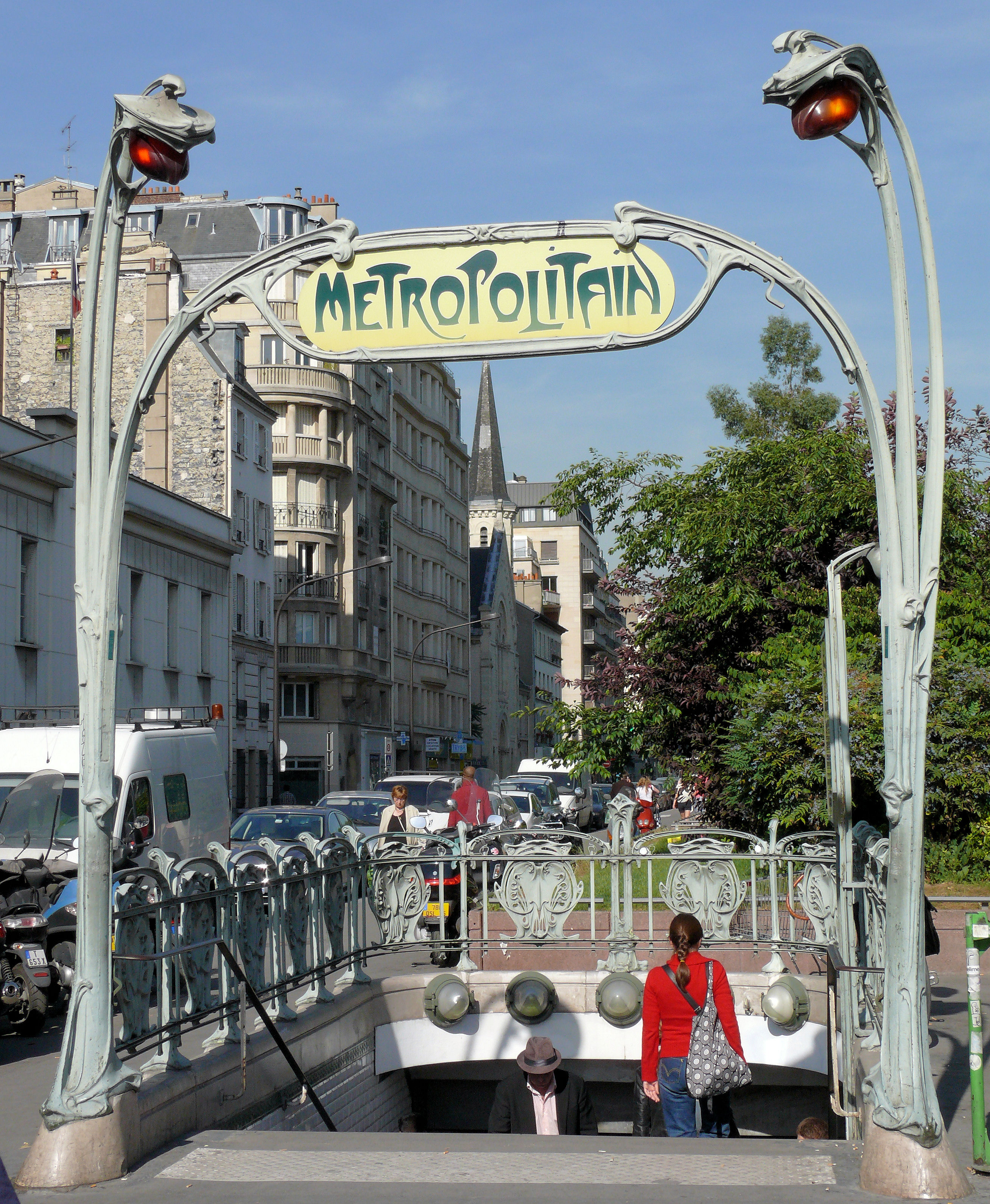
メトロ ローム駅のギマール作出入り口
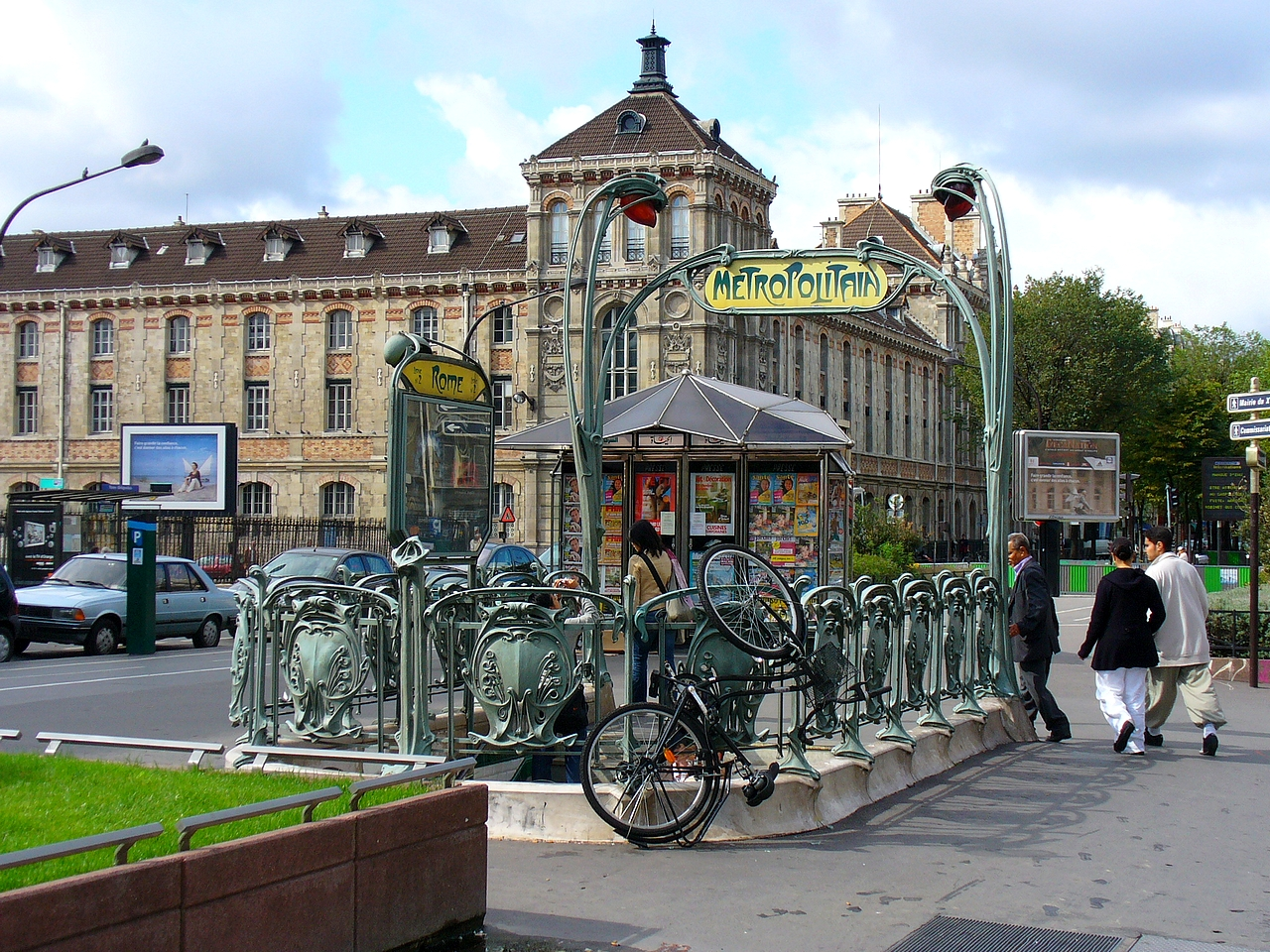
ローム駅出入り口とリセ・シャプタル

- フランス国鉄 （Société Nationale des Chemins de Fer Français (SNCF)）
  - サン＝ラザール駅 （Gare Saint-Lazare）
    - ノルマンディーなど西部方面への列車が発着するターミナル駅。

- 地下鉄・メトロ （パリ交通公団（RATP））
  - 1号線
    - シャルル・ド・ゴール＝エトワール駅 – ジョルジュ・サンク駅 – フランクラン・D・ローズヴェルト駅 – シャンゼリゼ＝クレマンソー駅 – コンコルド駅

  - 2号線
    - シャルル・ド・ゴール＝エトワール駅 – （テルヌ駅 （17区）） - クルセル駅 – モンソー駅 – ヴィリエ駅 – ローム駅 – プラス・ド・クリシー駅

  - 3号線
    - ヴィリエ駅 – ウロップ駅 – サン・ラザール駅

  - 6号線
    - シャルル・ド・ゴール＝エトワール駅のみ。

  - 8号線
    - コンコルド駅 – マドレーヌ駅

  - 9号線
    - アルマ＝マルソー駅 – フランクラン・D・ローズヴェルト駅 – サン＝フィリップ＝デュ＝ルール駅 – ミロメニル駅 – サン＝トギュスタン駅

  - 12号線
    - サン・ラザール駅 – マドレーヌ駅 – コンコルド駅

  - 13号線
    - プラス・ド・クリシー駅 – リエージュ駅 – サン・ラザール駅 – ミロメニル駅 – シャンゼリゼ＝クレマンソー駅

  - 14号線
    - サン・ラザール駅 – マドレーヌ駅

- RER （フランス国鉄 (SNCF)／パリ交通公団（RATP））
  - A線
    - シャルル・ド・ゴール＝エトワール駅のみ。

### 道路

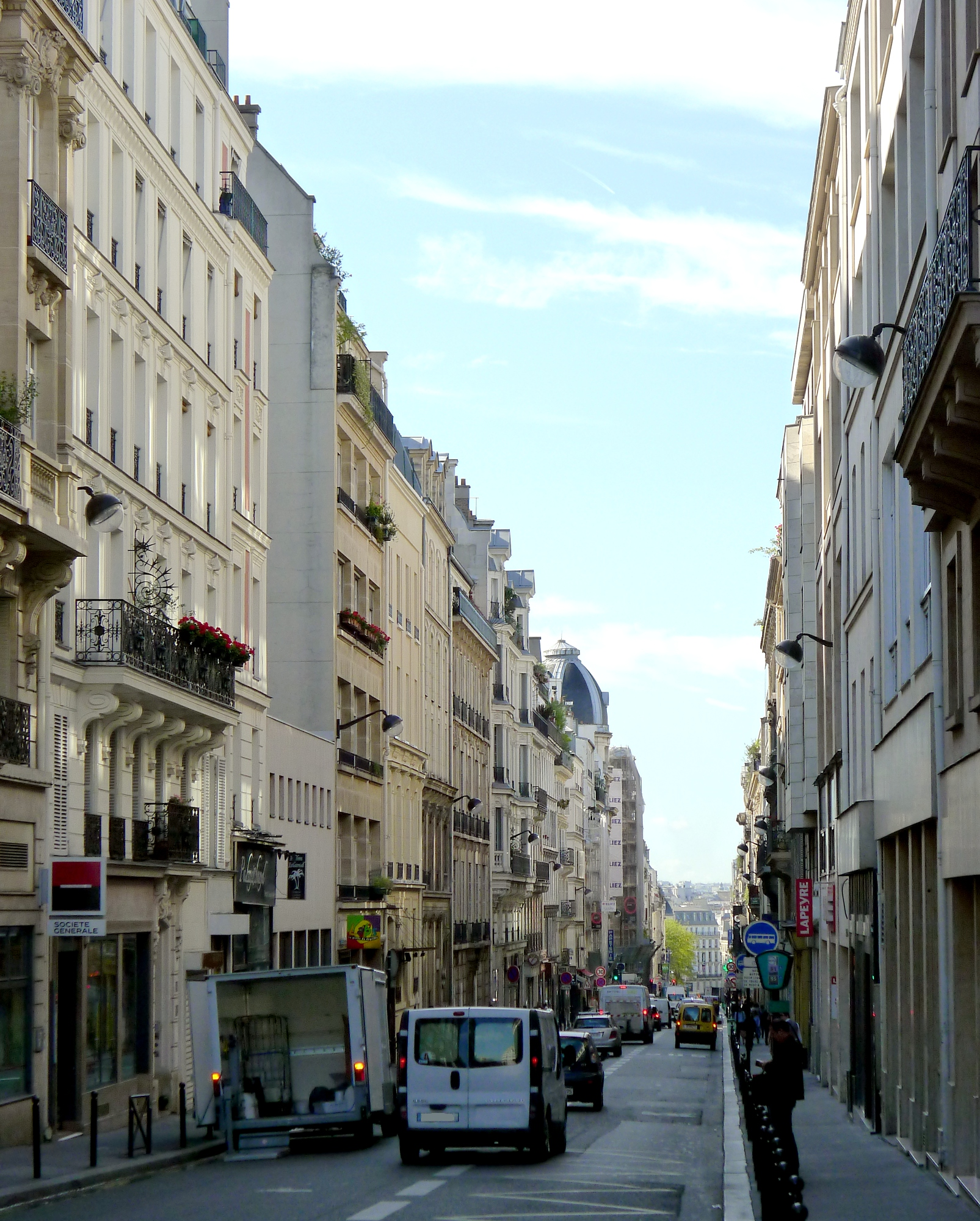
クリシー広場界隈から南側サン＝ラザール駅方面へ走るアムステルダム通りの光景 (Rue d'Amsterdam vue de la Place de Clichy)
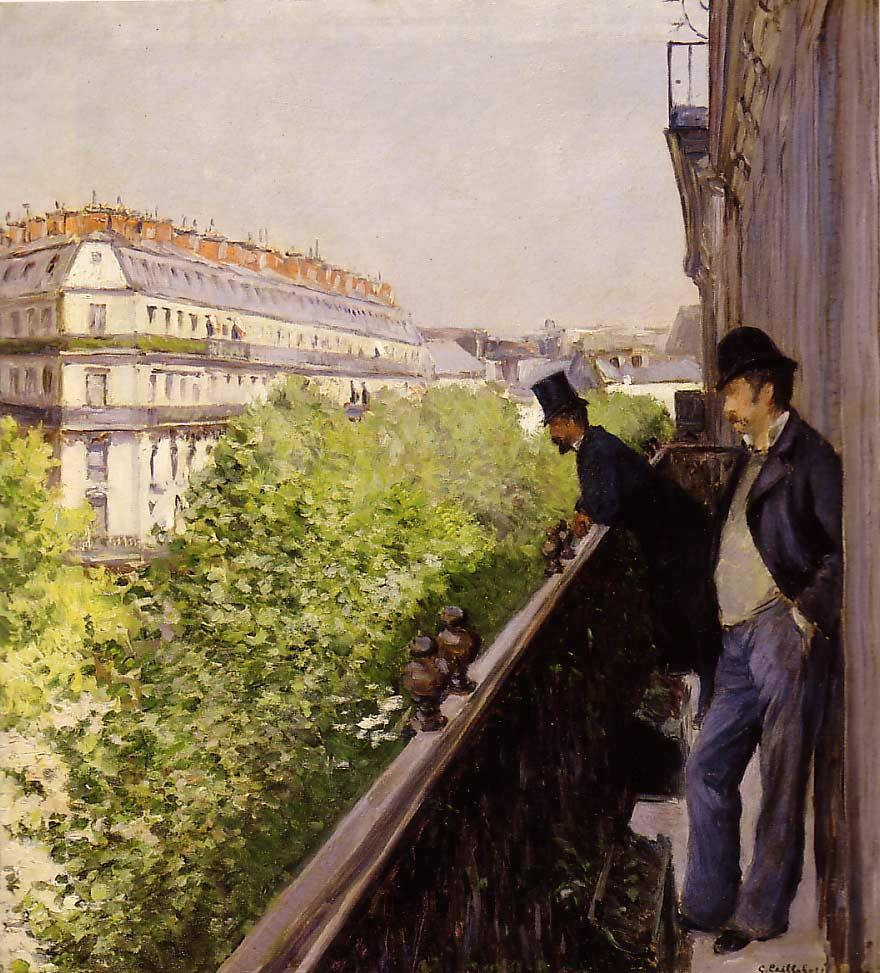
オスマン大通りを描いたギュスターヴ・カイユボット作 バルコニー (1880年)
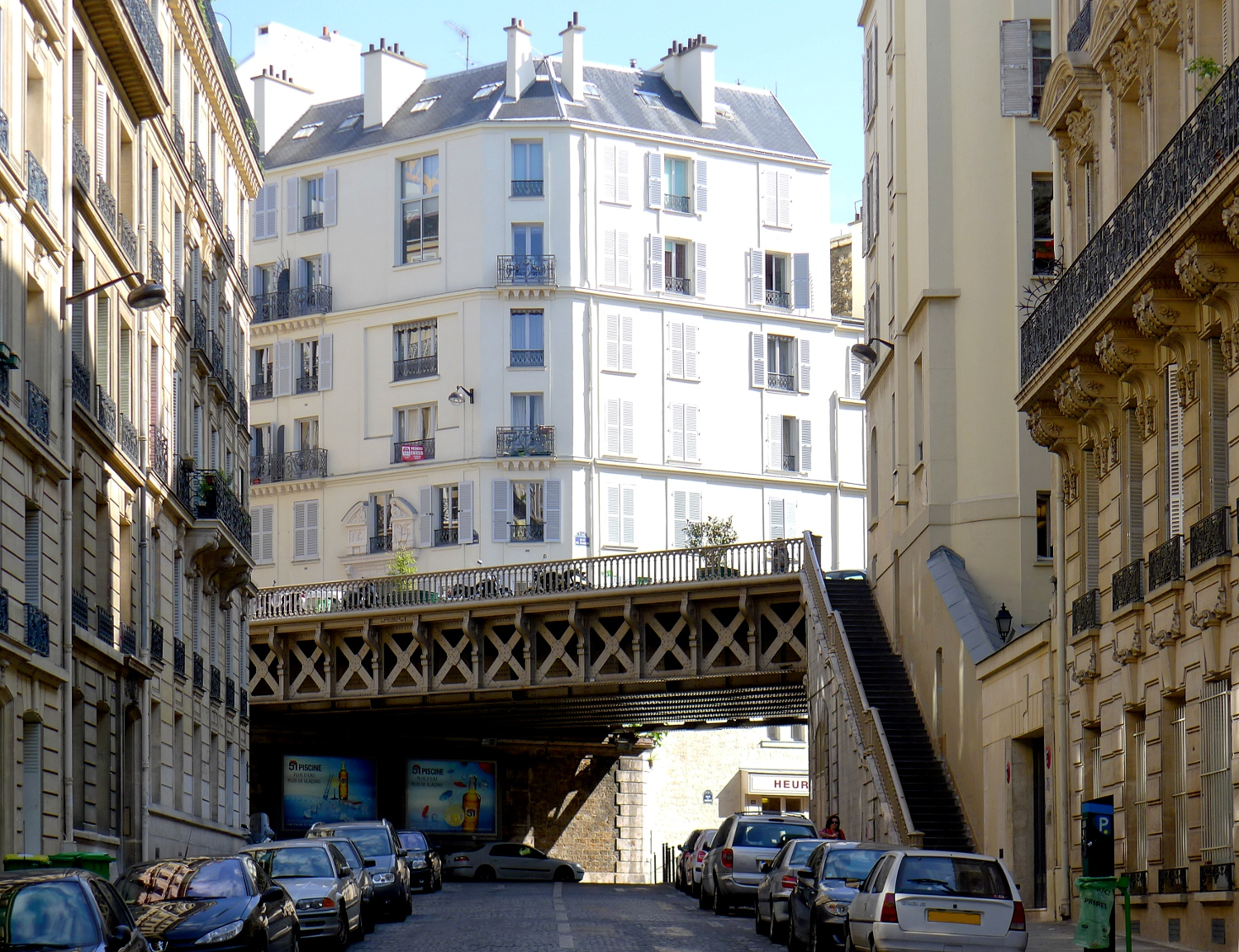
ポルタリス通りから見たロシェール通り橋 ; 橋下からはマドリー通りが続く (Le pont de la rue du Rocher vu de la rue Portalis ; la rue de Madrid est celle qui passe sous le pont.)
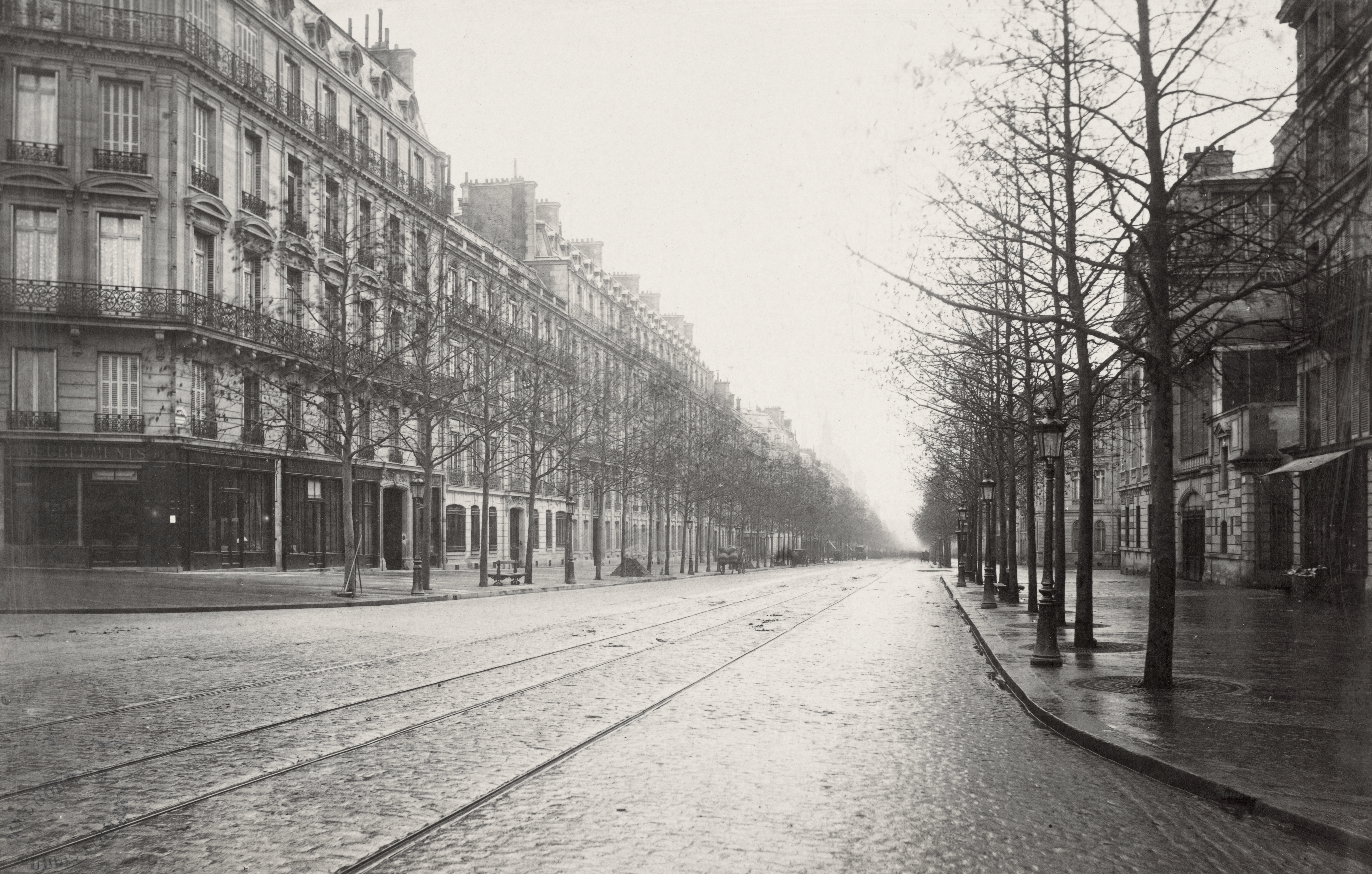
クールセル大通りから見るマルゼルブ大通りのトラム路（シャルル・マルヴィル (fr) 撮影, 1853-1870年）
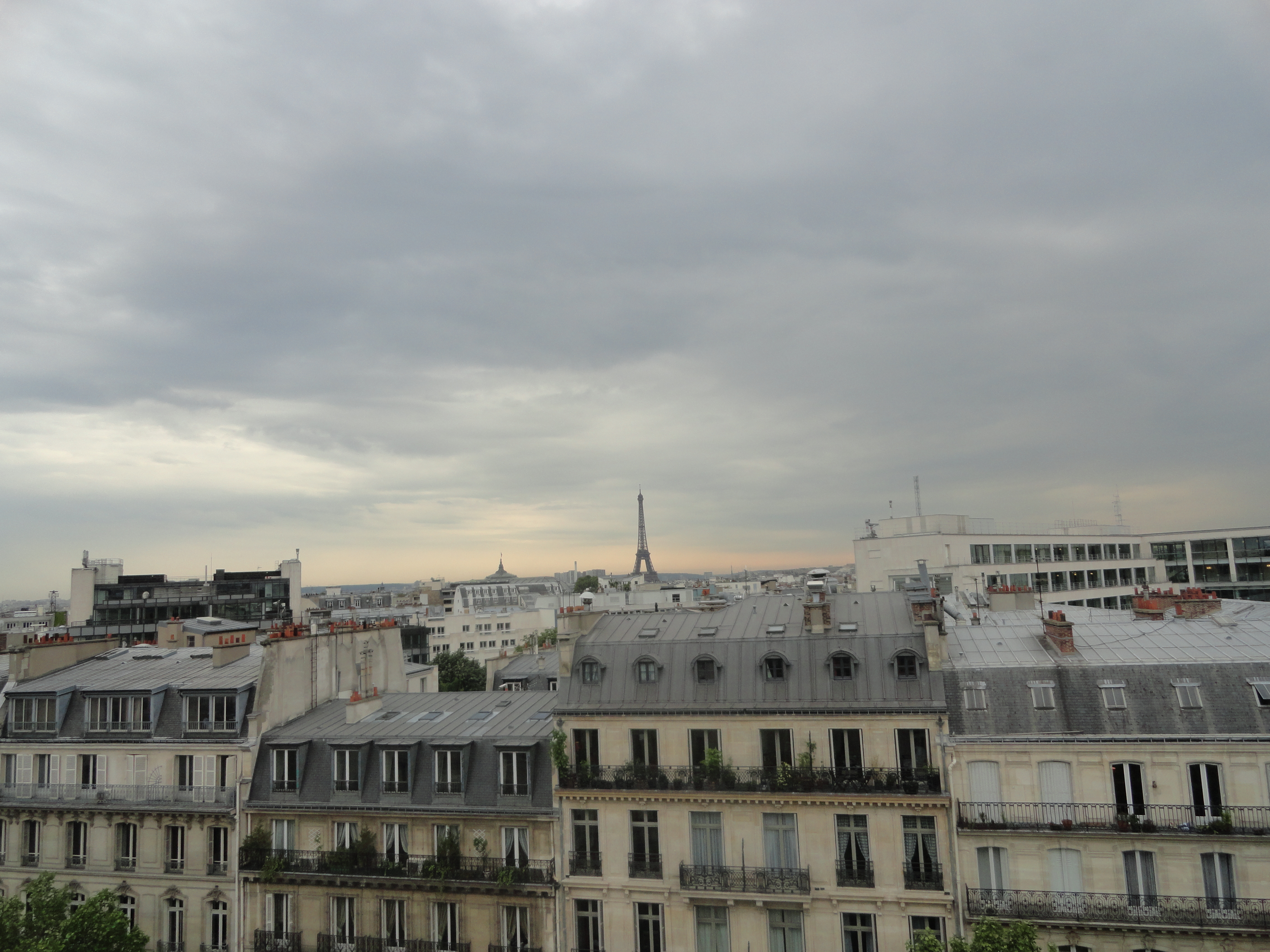
マルゼルブ大通り沿い, パリの空の下と建物群の屋根
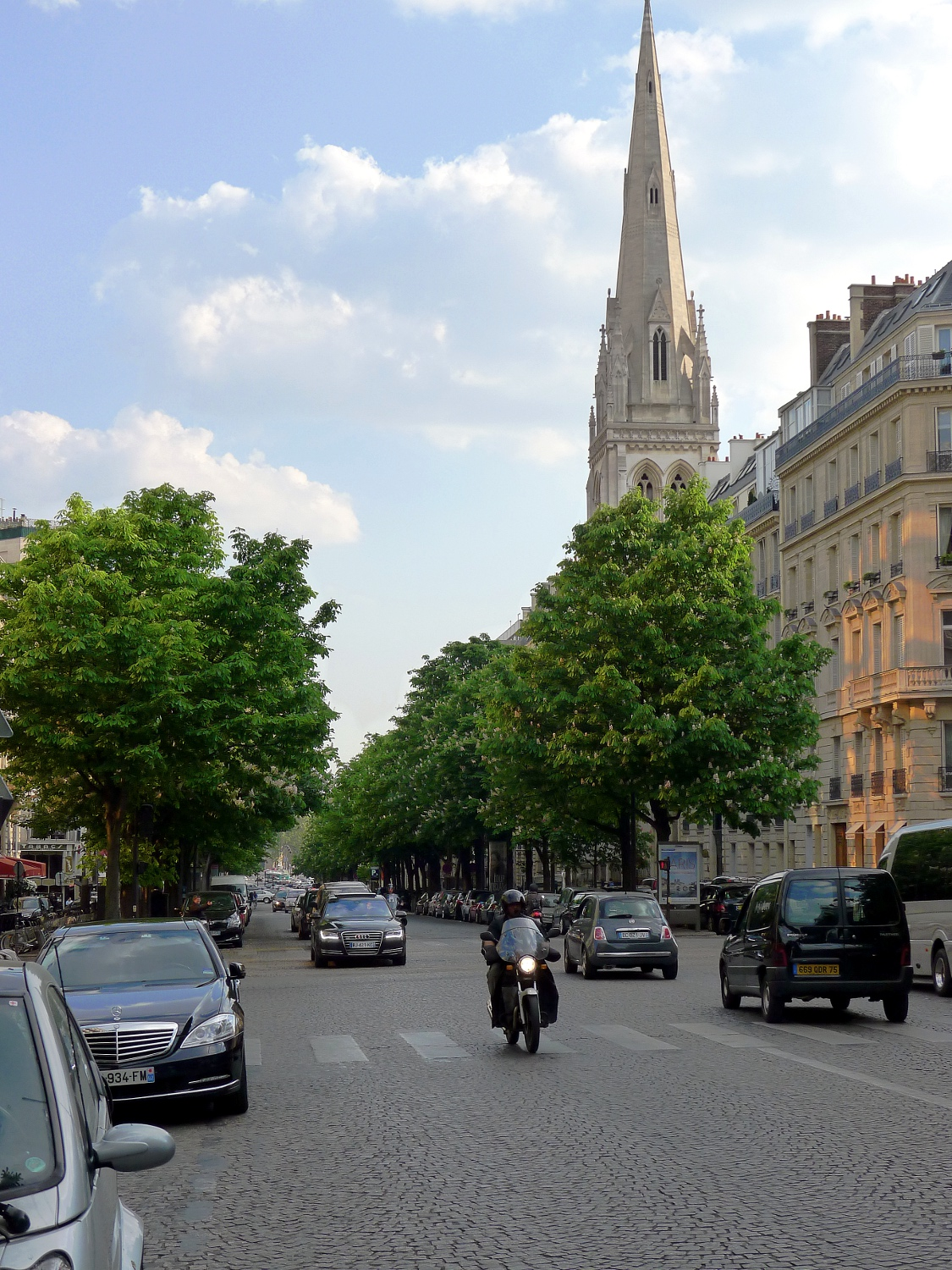
ジョルジュ＝サンク大通り。背景は1881-1884年建造の米国聖公会の教会 (L'avenue George-V avec en arrière-plan la cathédrale américaine de Paris.)
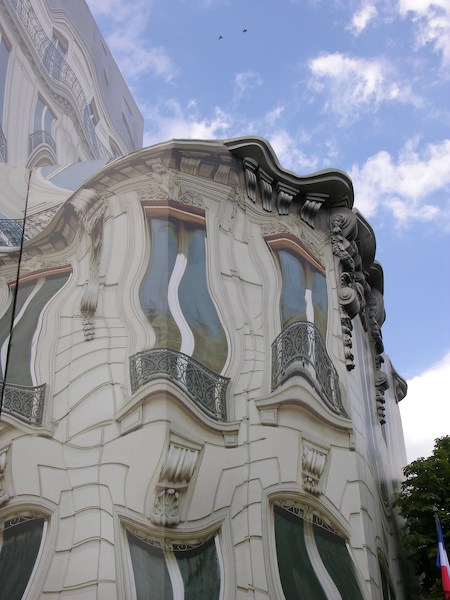
オスマニアン建築のダリ風トロンプ・ルイユ。ジョルジュ＝サンク大通り59番地の改装建物の工事用カバー。
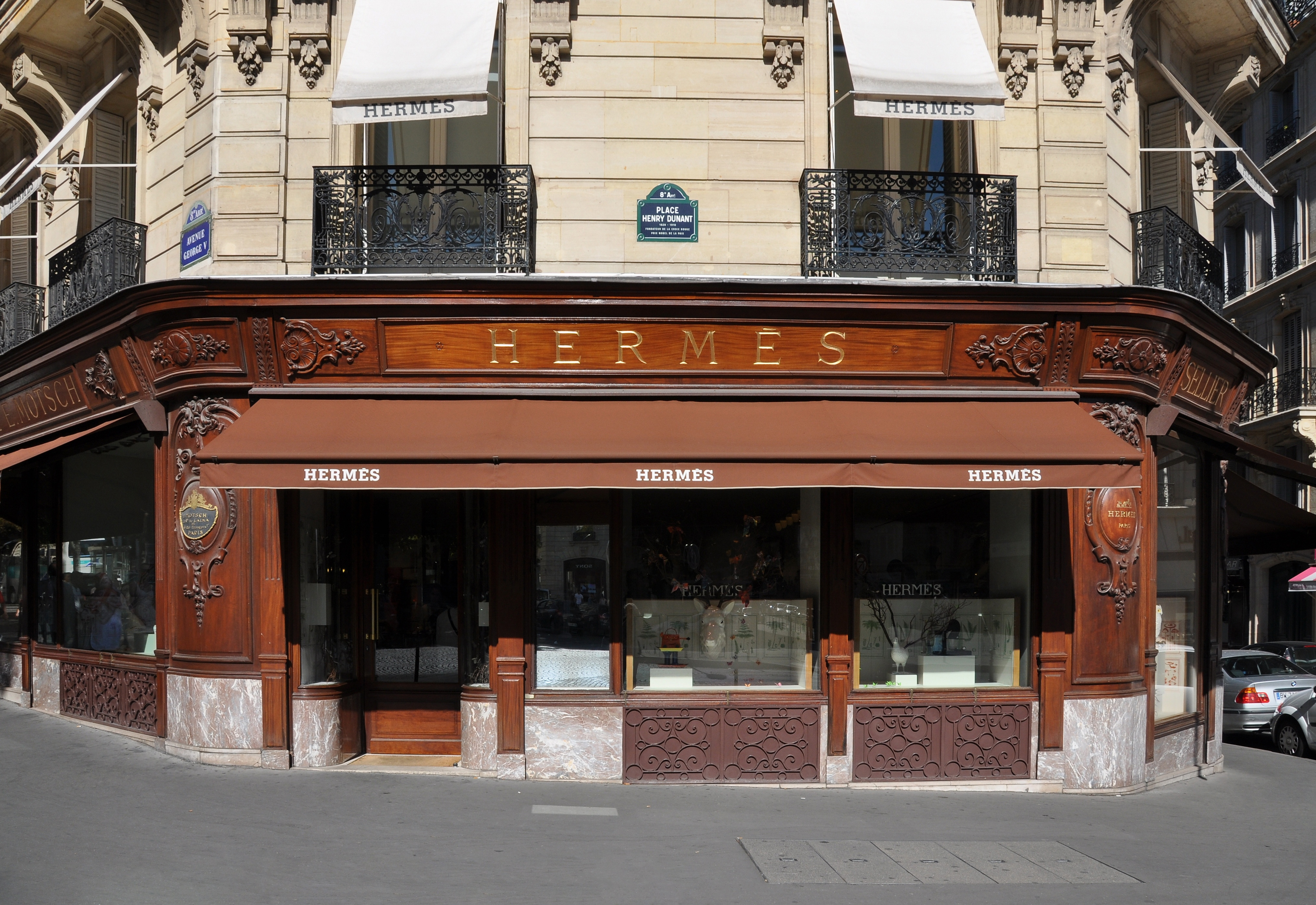
ジョルジュ＝サンク大通り39番地のエルメス店鋪
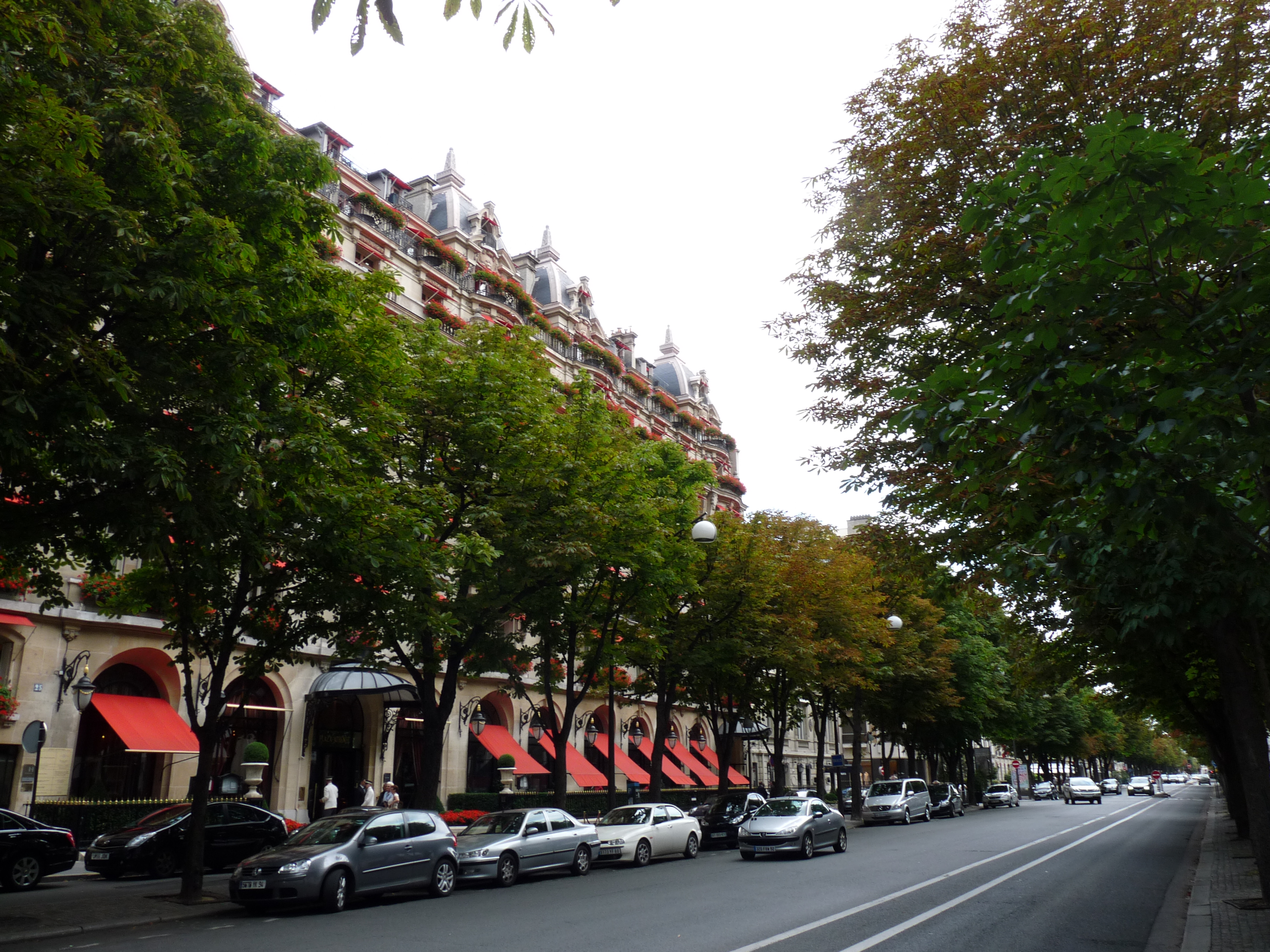
モンテーニュ大通り (Avenue Montaigne)
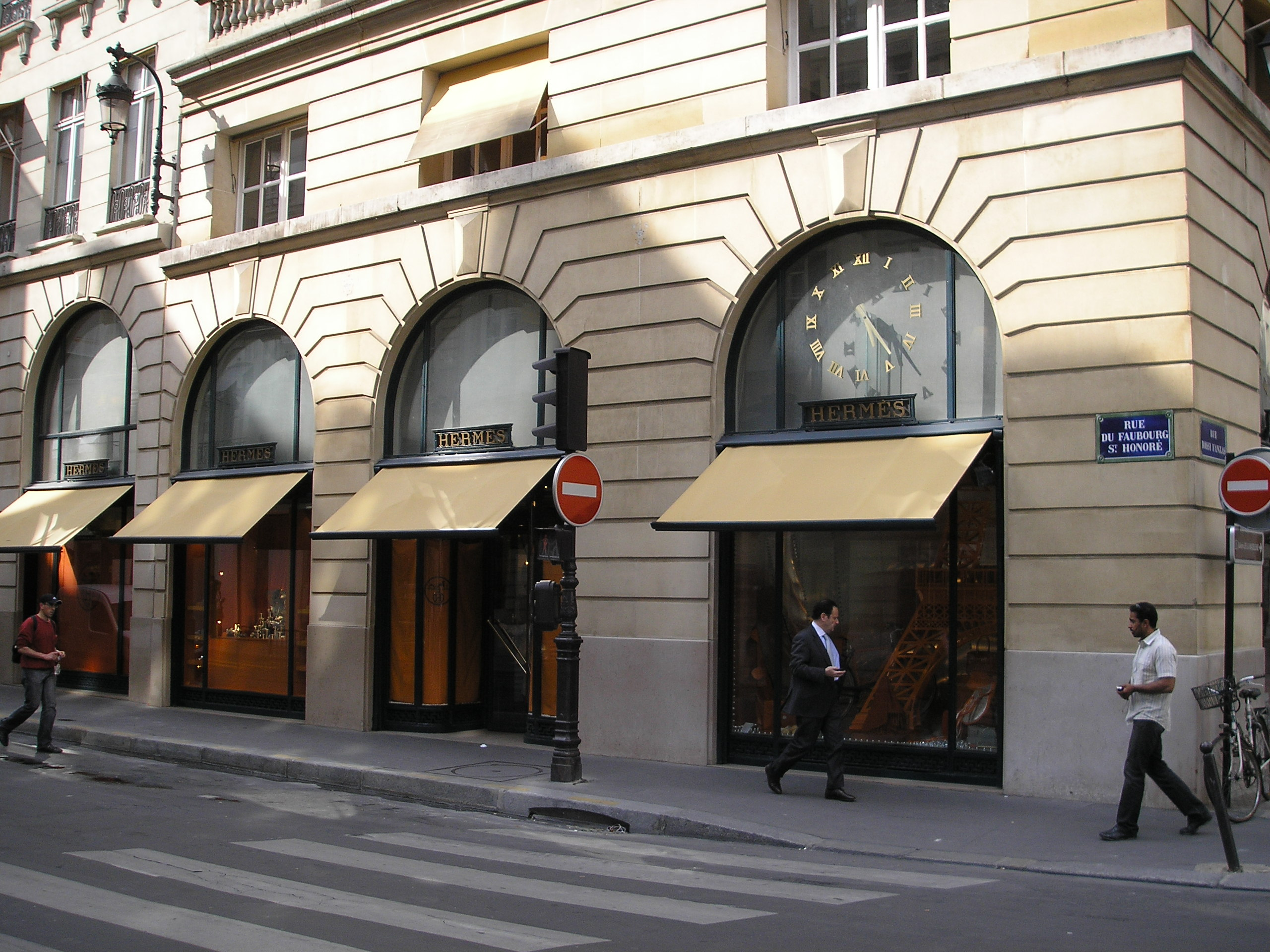
フォーブール＝サントノレ通り (Rue du Faubourg-Saint-Honoré) のエルメス本店
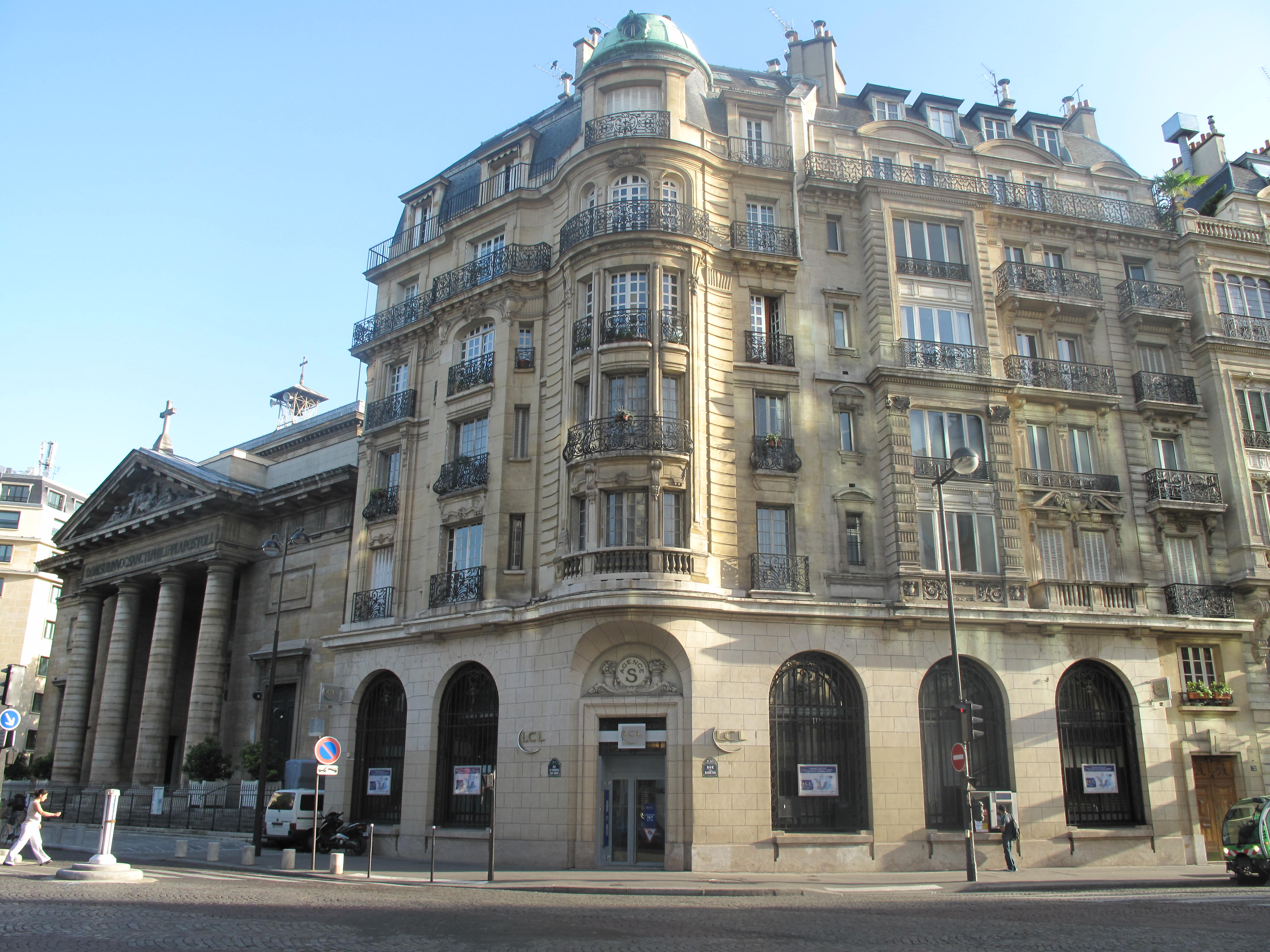
ボエシー通り (Rue La Boétie) との角にあるフォーブール＝サントノレ通りのサン＝フィリップ＝デュ＝ルール教会 (L'église Saint-Philippe-du-Roule)
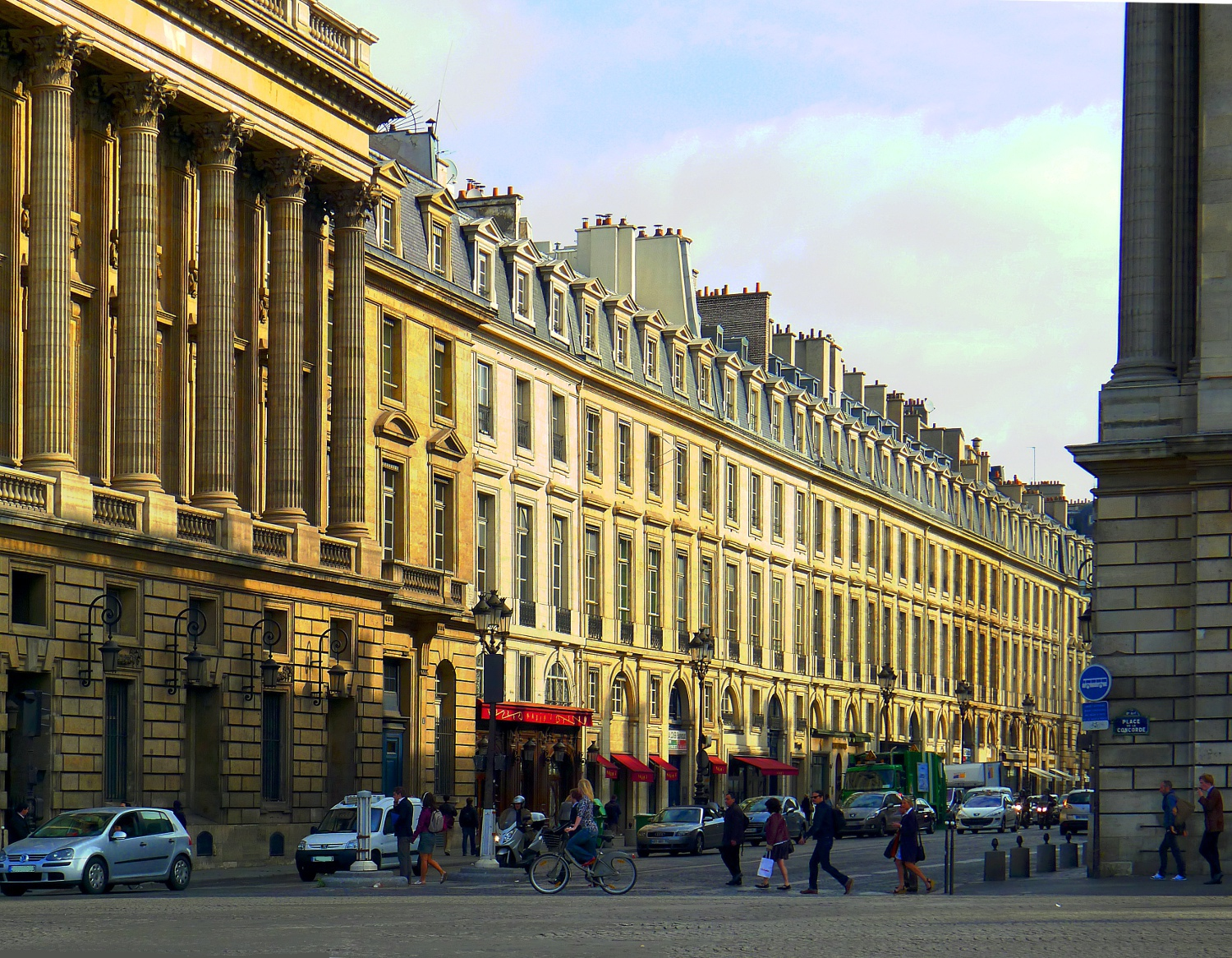
早朝のロワイヤル通り (La rue Royale au petit matin.)
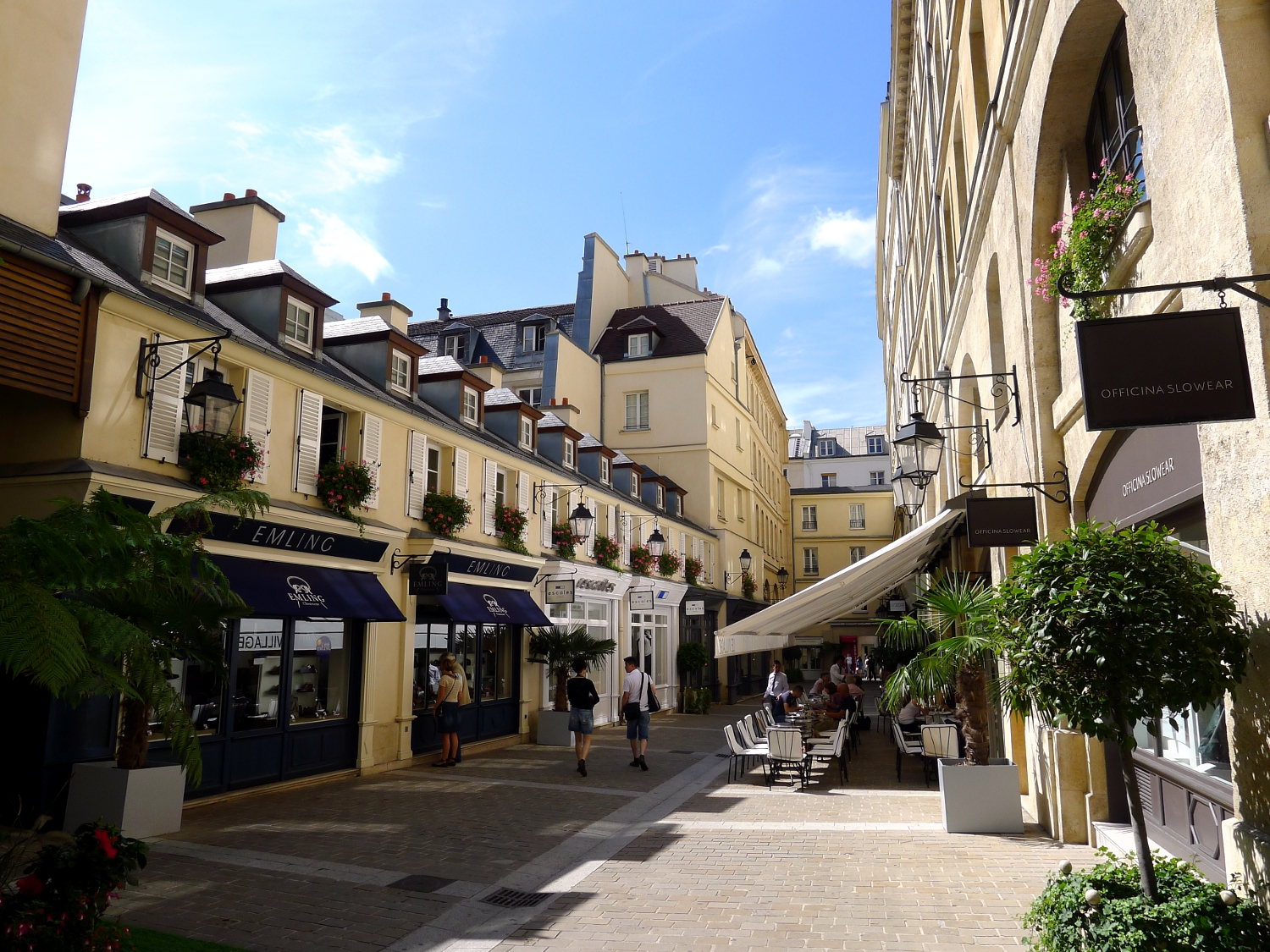
ボワシー＝ダングラス通りとロワイヤル通りとの間にあるル・ヴィラージュ・ロワイヤル (Le Village royal, entres les rues Royale et Boissy-d'Anglas.)
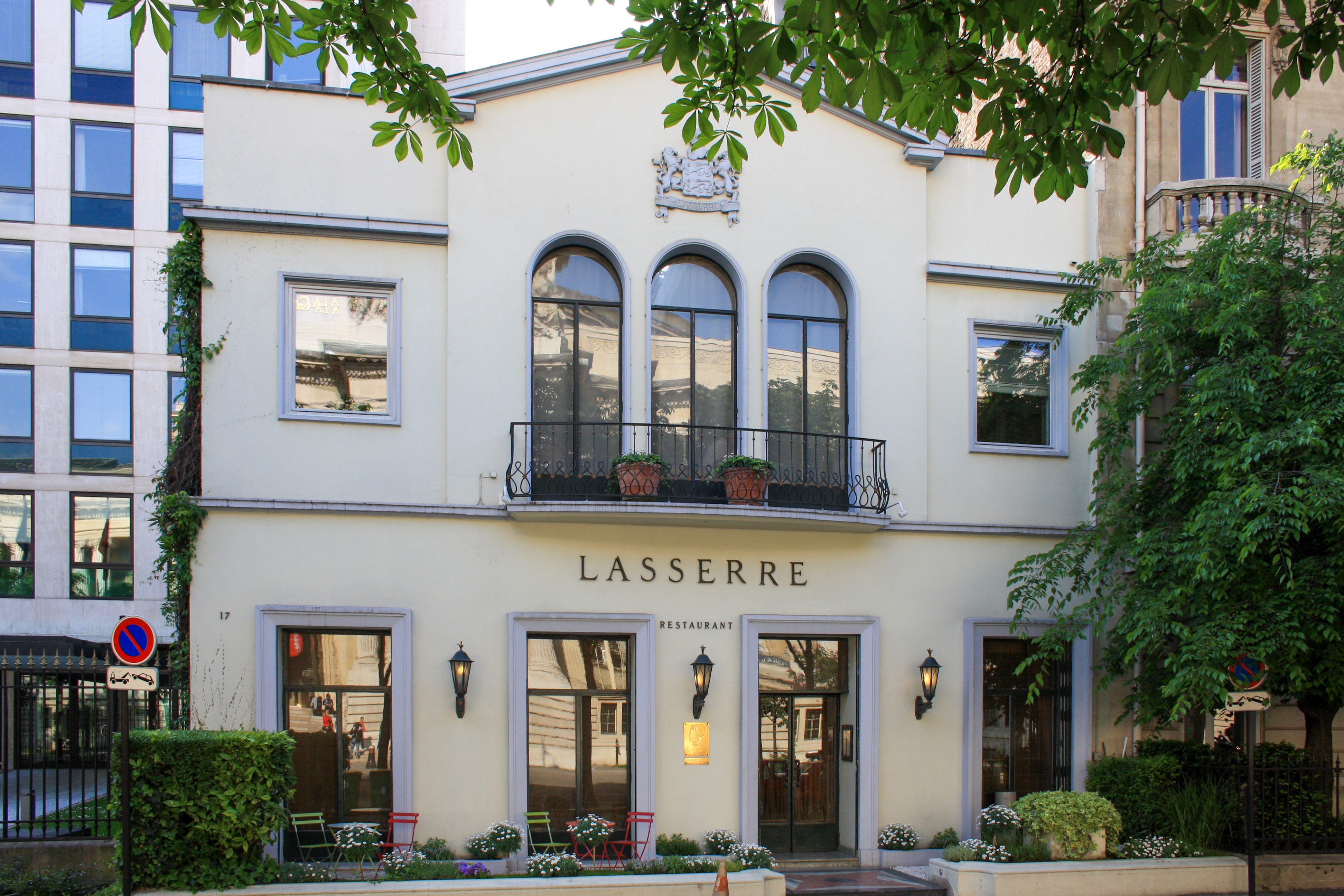
レストラン・ラセール (Lasserre, 17 avenue Franklin-D.-Roosevelt)。アンテラリエ賞の選考会場でもある。同じ8区のオテル・クリヨンはフェミナ賞会場。その他日本でも有名なレストラン・ガストロノミークには、同8区のル・タイユバン (Le Taillevent, 15 rue Lamennais)、17区テルヌ広場傍にあるミシェル・ロスタン (Michel Rostang) のメゾン・ロスタン･･などがある。
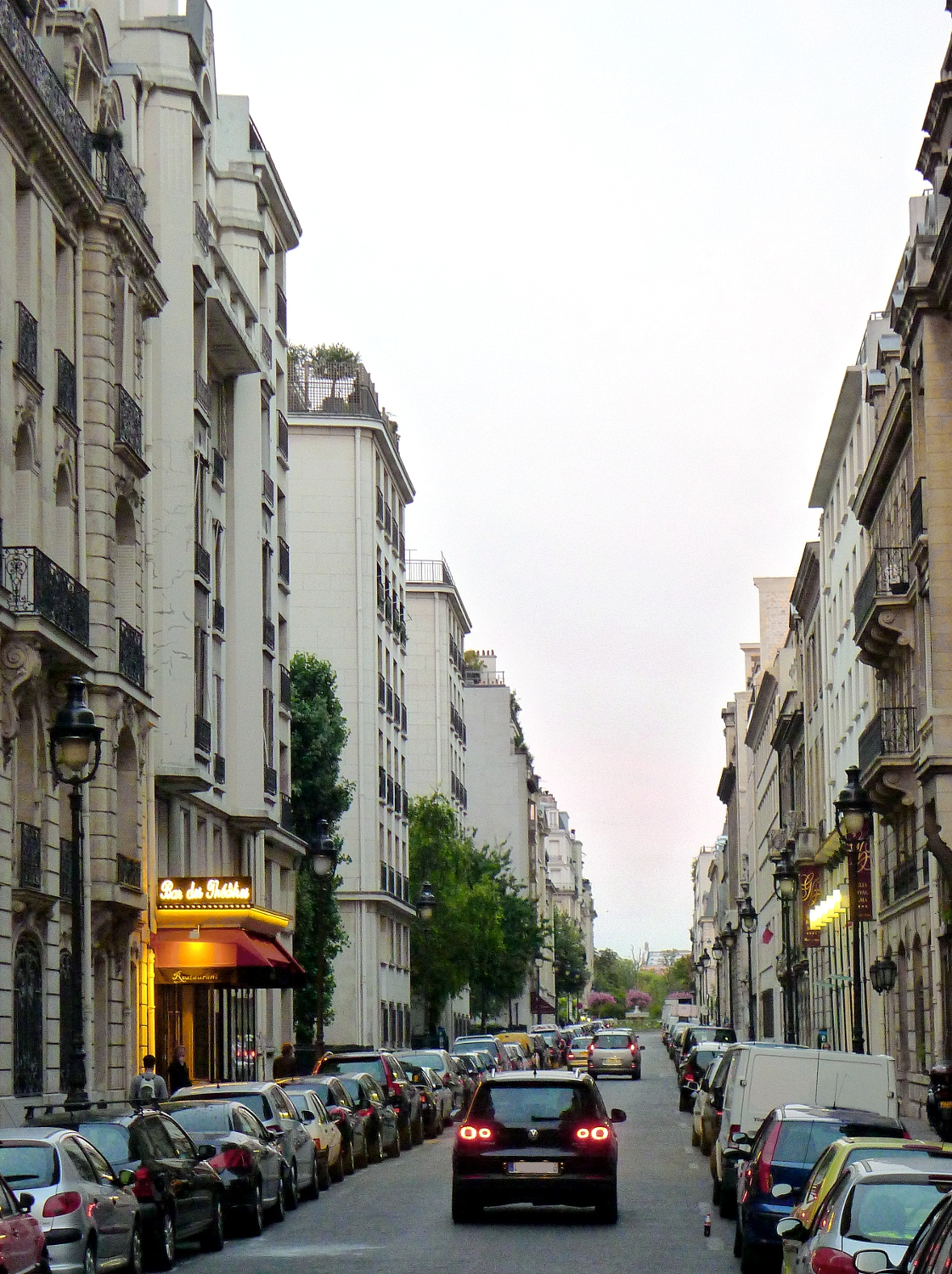
ジャン＝グジョン通り (Rue Jean-Goujon)
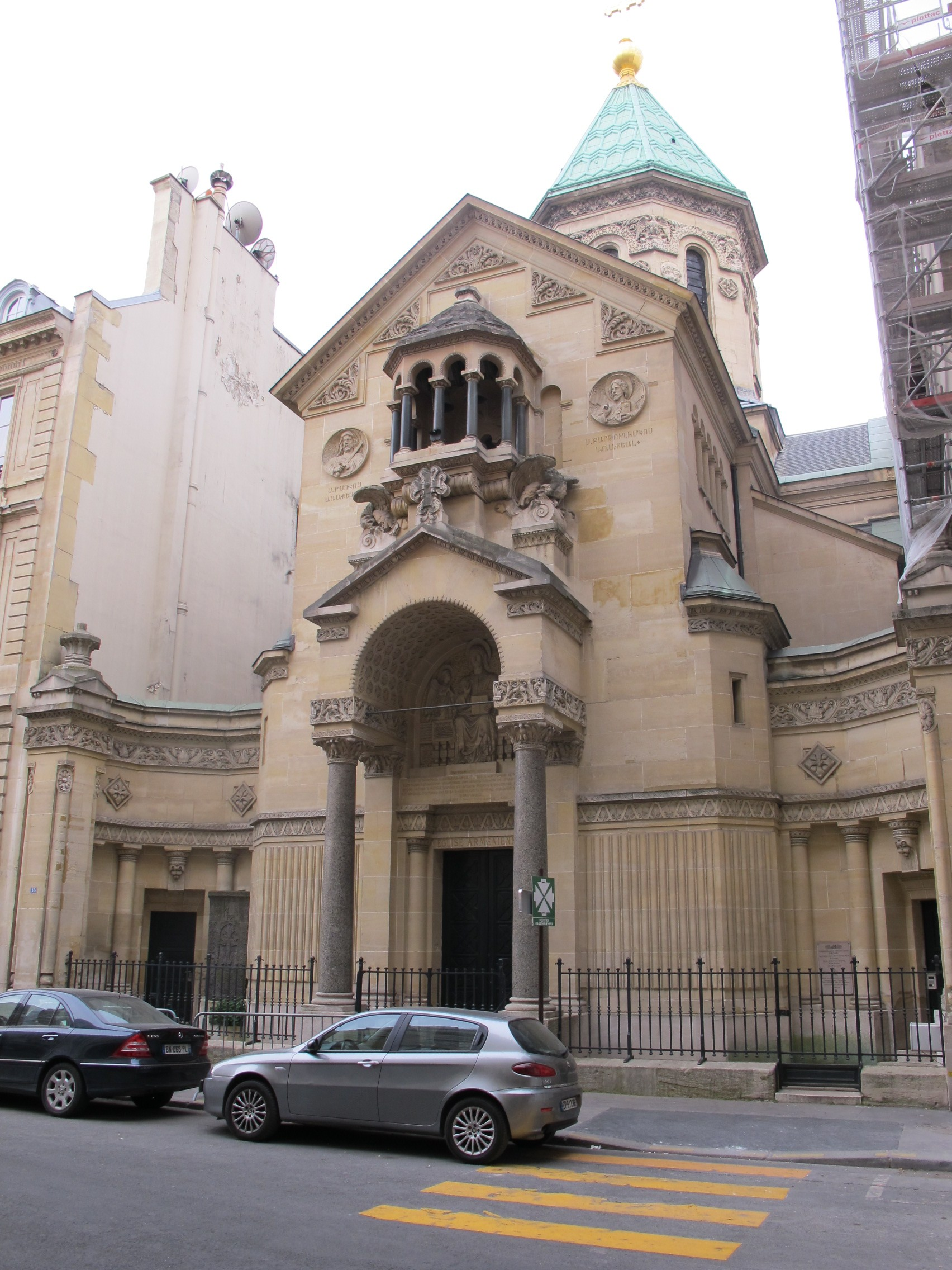
ジャン＝グジョン通りのアルメニア教会
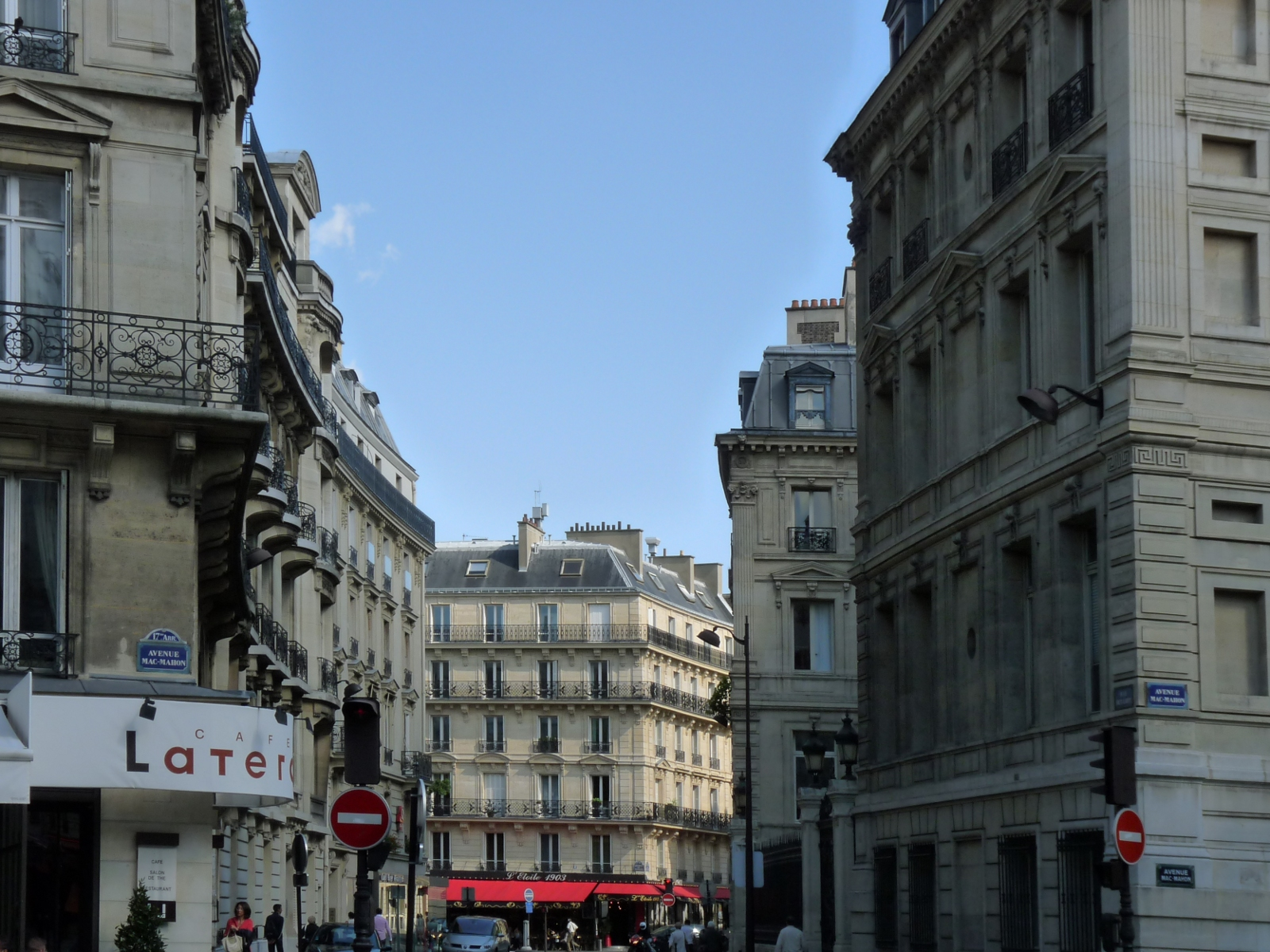
エトワール凱旋門至近のティルスィット通り (Rue de tilsitt)
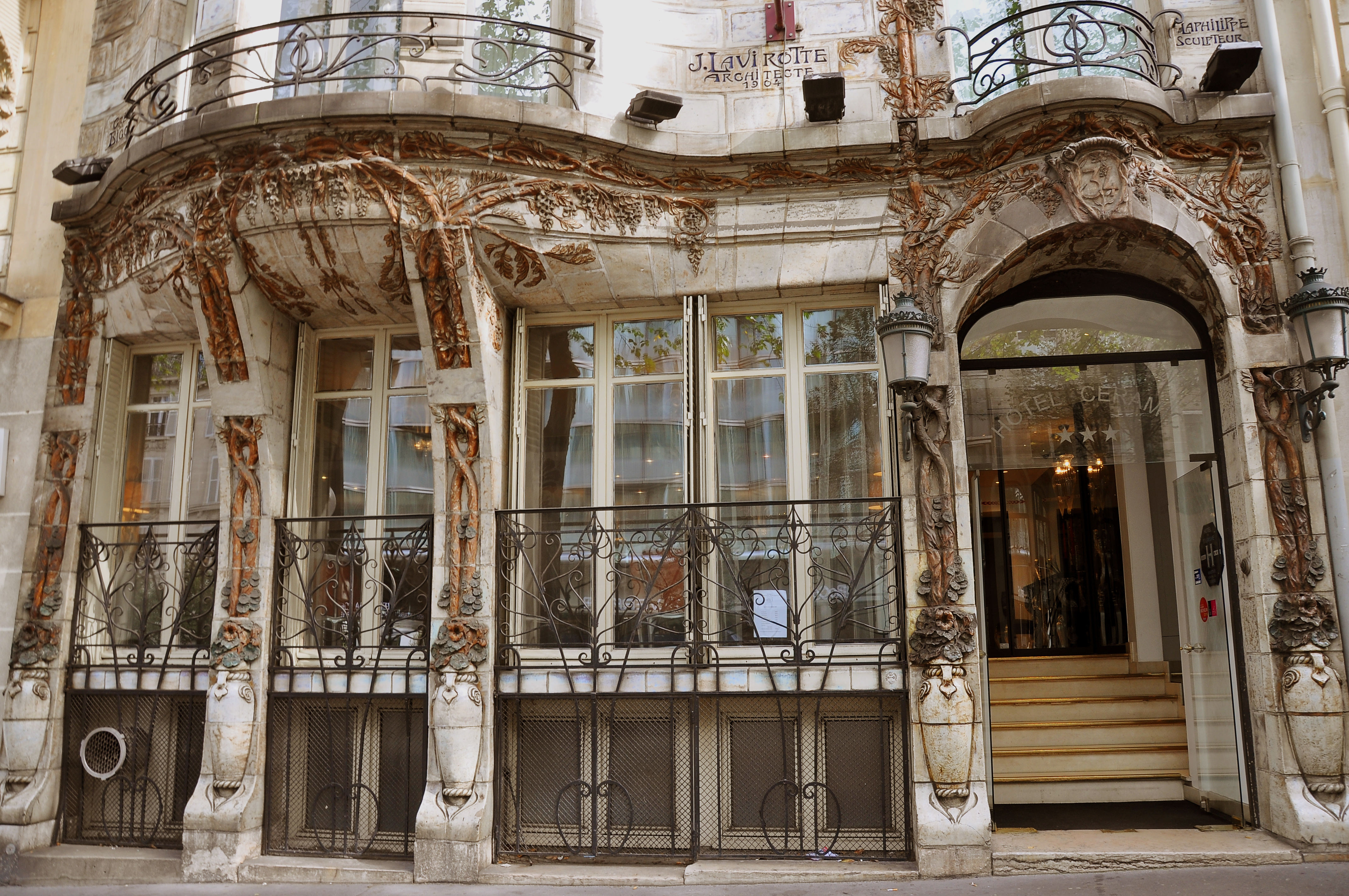
ヴァグラム大通り34番地のセラミックス建物ファサード (La façade de Céramic Hôtel au 34 avenue de Wagram)

- アムステルダム通り（Rue d'Amsterdam）
  - クリシー広場からサン＝ラザール駅界隈まで、9区との境界線上を南北に走る通り。
- ウィルソン大統領大通り（アヴニュ・デュ・プレジダン＝ウィルソン, Avenue du Président-Wilson） 
  - 16区のシャイヨ宮前トロカデロ広場からイエナ広場経由、アルマ広場（フランス語版）まで東西に走る通り。かつて、第二帝政期、"皇帝(陛下)大通り"を構成する一部として整備された。
- ウィンストン＝チャーチル大通り（Avenue Winston-Churchill）
  - アレクサンドル3世橋の向こうセーヌ川左岸側はアンヴァリッド。
- オスマン大通り（Boulevard Haussmann） 
  - プランタンやギャルリー・ラファイエットなど9区ガルニエ宮(オペラ座)北側の"グラン・マガザン(デパート)街"周辺まで東西に続く通り。名称は「パリ改造」のジョルジュ・オスマンから。
- オッシュ大通り（Avenue Hoche）
  - エトワール凱旋門から伸びる通りで、通り界隈には日本大使館がある。
- ガブリエル大通り（Avenue Gabriel）
- クールセル大通り（Boulevard de Courcelles）
  - 8区北側、モンソー公園をなぞるように17区との境界線上を走る通り。東側でバティニョール大通りと名を変えクリシー広場まで続いてゆく。
- クールセル通り（Rue de Courcelles）
- サントノレ通り（Rue Saint-Honoré）
  - 1区から一部8区に差し掛かる。ロワイヤル通りを挟みフォーブール＝サントノレ通りに続く通り界隈は、世界屈指の高級ブランド街となっている。中世後期以来、セーヌ川右岸(北岸)のパリ中心部を東西に走る通り。
- サン＝ペテルスブール通り（Rue de Saint-Pétersbourg）
  - ウロップ広場（ヨーロッパ広場）とクリシー広場との間を結ぶ通り。
- サン＝ラザール通り（Rue Saint-Lazare）
  - サン＝ラザール駅界隈からサント＝トリニテ教会エティエンヌ＝ドルヴ広場(南側広場)を経由して、9区中心部ノートルダム＝ド＝ロレット教会広場(北側広場)に至る、主に9区内を東西に走る通り。ちなみに、サン＝ラザール駅から東側、プランタン百貨店やギャルリー・ラファイエット、ガルニエ宮(オペラ座)北側界隈までの距離はそれぞれ数百メートル無い位置にある。
- ジャン＝グジョン通り（Rue Jean-Goujon）
  - アルマ広場界隈から東北東に走る通り。同通り15-19番地、1897年バザール・ド・ラ・シャリテの大火災で多数の王侯貴族女性が被災した。
- シャンゼリゼ大通り（Avenue des Champs-Élysées）
  - 8区内を左斜め上に走るパリの代表的な目抜き通り。北側をポンチュ通り (Rue de Ponthieu) 、下記フォーブール＝サントノレ通りが並走する。
- ジョルジュ＝サンク大通り（Avenue George-V）
  - アルマ広場から北側シャンゼリゼまで走る通り。シャンゼリゼ、下記モンテーニュ大通りに区切られた三角地帯は俗にラグジュアリーに関わる"ゴールデン・トライアングル (Triangle d'or)" と呼ばれている。通り沿いにはジバンシィ本社及び旗艦店があり、バレンシアガも本店を構える。ジョルジュ＝サンクとシャンゼリゼとを繋ぐマルブフ通り (Rue Marbeuf) には、ヴェネチアレザーアイテムのベルルッティ (Berluti) 本店がある。
- ジョルジュ＝ポンピドゥー道路（Voie Georges-Pompidou）
  - 16区と12区との間、パリのセーヌ川右岸(北岸)沿いを結ぶ高速路。8区内では、王妃の並木道 (Cours la Reine)、アルベール1世の並木道 (Cours Albert-Ier)、テュイルリー(河岸)通り (Quai des Tuileries) 等と並走する。
- バティニョール大通り（Boulevard des Batignolles）
  - 8区北側を、モンソー公園をなぞるように17区との境界線上を東西に走るクールセル大通りの東側で、バティニョール大通りと名を変え同様に東西へ続いてゆく通り。8・9・17・18区境界地点クリシー広場まで続く。
- バヤール通り（rue Bayard）
- ピエール＝シャロン通り（Rue Pierre-Charron）
- ピエール＝プルミエ＝ド＝セルビー大通り（Avenue Pierre-Ier-de-Serbie）
  - 16区のシャイヨ地区、イエナ広場界隈から8区内に続き、交差するジョルジュ＝サンク通りから先は、上記ピエール＝シャロンと名を変えシャンゼリゼに向かう。名称はペータル1世 (セルビア王)から。
- フォブール＝サントノレ通り（Rue du Faubourg-Saint-Honoré）
  - ロワイヤル通りを挟んでサントノレ通りから続く通りで、バカラ、サン＝ローラン、ドミニク・シロ、ランバン、エルメス、モロー、ロジェ・ヴィヴィエ、ランコム、モンクレール、ミュグレー、ピエール・カルダン、ソニア・リキエル、パティスリーのダロワイヨ、ラ・メゾン・デュ・ショコラ等が本店等を構える。ウビガンもこの通りが発祥。サントノレ通りから続く周辺界隈は著名なブティック等が軒を連ねる世界屈指の高級ブランド街。
- フランクラン＝ローズヴェルト大通り（フランクラン＝デラノ＝ローズヴェルト大通り, Avenue Franklin-D.-Roosevelt） 
  - セーヌ河岸グラン・パレ西側、上記ポンピドゥー道路やアルベール＝プルミエ(アルベール1世)の並木道が走るカナダ広場界隈を起点に北側へ、フランクラン・D・ルーズヴェルト駅がある円形広場のロンポワン・デ・シャンゼリゼを経由し、ポンティユ、コリゼ、ボエシー各通りと交差し、フォーブール＝サントノレ通りまで至る。ロンポワン・デ・シャンゼリゼで、シャンゼリゼやモンテーニュ、マティニョン各大通り等と交差する。セーヌ川対岸7区へは、アンヴァリッド橋が繋ぐ。名称はフランクリン・ルーズベルトから。
- フランソワ＝プルミエ通り（Rue François-Ier） 
  - 上記フランクラン＝ローズヴェルト大通り等のセーヌ側起点、カナダ広場界隈からシャンゼリゼを南側で並走する形で北西に向かう。上記シャンゼリゼとジョルジュ＝サンク、下記モンテーニュ内の"ゴールデン・トライアングル" ゾーンを形成し、ディオールストアやニナ・リッチ辺りでモンテーニュと交差し、途中ドルチェ&ガッバーナ、ジョン・ロブ、キャサリン妃やミシェル・オバマらが愛用するダイアン・フォン・ファステンバーグ (Diane von Fürstenberg)、トム・フォード、クレージュやバルマン (Balmain) 本店、カルティエ、ジバンシィなどのブティックが軒を連ね、ブルガリがある辺りでジョルジュ＝サンク大通りに突き当たる。また、ディオールやギ・ラロッシュ (Guy Laroche) 、パコ・ラバンヌ (Paco Rabanne) 等のメゾン本社がある。名称はフランス国王フランソワ1世から。
- ボエシー通り（Rue La Boétie）
- マティニョン大通り（Avenue Matignon）
  - 上記フランクラン・D・ルーズヴェルト駅があるシャンゼリゼ通りの円形広場ロンポワン・デ・シャンゼリゼを起点に、モンテーニュ大通りからひき続いて「くの字」状に南北を走る。ガブリエル、フォーブール＝サントノレ大通り等と南北に交差し、交差するパンティエーヴル通り等から先はデルカセ、ペルシエ大通りと2回通り名を変えオスマン大通りに至る。
- マドレーヌ大通り（Boulevard de la Madeleine）
  - 8区マドレーヌ寺院東側から、1区北西側と9区南西側との右斜め上に伸びる境界線上、200〜300mの距離をガルニエ宮前オペラ広場まで走る。時に上記オスマン大通りも含め、カピュシーヌ、イタリアン、モンマルトル、ポワソニエール、ボンヌ＝ヌーベル、サン＝ドニ、サン＝マルタン大通り等と共に"グラン・ブールヴァール (Les Grands Boulevards) "と括られる。途中、シャネル本店もあるカンボン通りやカピュシーヌ"通り"との交差点界隈でカピュシーヌ大通りと名を変え、オペラ方向に伸びてゆく。カピュシーヌ大通り、オペラ広場、イタリアン大通りにかけた通り沿いには、ゴーモン・オペラ映画やエドゥアールⅦ劇場、オランピア劇場、モンパルナス駅前やシャトレ駅界隈サン＝ドニ通り、8区内ではシャンゼリゼ沿いフランクラン＝ローズヴェルト大通り、ローム通り、ヴァグラム大通り等、パリ各所にあるステーキレストランないしブラッスリーのイポポタミュ (Hippopotamus)、コンビニ モノップ (monop')、カルティエ、ラコステ、マージュ (Maje)、子供服のオカイディ(Okaïdi)･･等のフランスブランドからトミーヒルフィガーやZARAまである。
- マリニー大通り（Avenue de Marigny）
  - エリゼ宮殿至近、同通り7-23番地に迎賓館に用いられているマリニー館 (Hôtel de Marigny) がある。
- マルゼルブ大通り（Boulevard Malesherbes） 
  - マドレーヌ広場からサントーギュスタン広場を経由して、8区内東側を左斜め上に17区内中心部、ヴァグラムやペレール大通りが交差するヴァグラム広場方面へ走る目抜き通り。マドレーヌ寺院界隈通り沿いには、バーバリーやオテル・ウォルドーフ・マドレーヌ (Hôtel Waldorf Madeleine) 、ハイアット・パリ・マドレーヌ (Hyatt Paris Madeleine) ･･等がある。
- マルソー大通り（Avenue Marceau）
  - アルマ広場界隈から16区との境界線上をシャルル・ド・ゴール広場（エトワール凱旋門）まで走る。16区側にイヴ・サン＝ローランのオートクチュール専用メゾンがあった（2017年秋にサン＝ローランの美術館になる予定）。
- モンテーニュ大通り（Avenue Montaigne）
  - 同様にアルマ広場界隈から続くフォーブール＝サントノレと共にラグジュアリーファッションの中心にあたる通り。ディオールやセリーヌ、ジバンシィ、ニナ・リッチ、クロエ、イヴ・サロモン[9]などが本店等を構える。エス・テー・デュポンは2018年にヴァンドーム広場界隈パリ2区ラ・ペ通りに移転した[10]。その他、シャネル、ルイ・ヴィトン、アルマーニ、ヴァレンティノ、エスカーダ、グッチ、ヴェルサーチ、マルニ、ラルフ・ローレン、ロエベ、マックスマーラ、プラダ、ドルチェ&ガッバーナ、マドレーヌ広場前創業のランジェリー専門店エレス(Eres) 、ジミー・チュウ、クロムハーツ、ハリー・ウィンストンなどが連なる。プラザ・アテネや、シャンゼリゼ劇場が通り沿いにあり、マレーネ・ディートリッヒは1980年から1992年に亡くなるまでプラザ・アテネ向いに居住していた。また、LVMHグループ本社がある他、エマニュエル・ウンガロのメゾン本社は1967年以来同地にある[11]。2006年公開の仏映画『モンテーニュ通りのカフェ』でも同通りが描かれている。
- ローム通り（Rue de Rome）
  - 17区内を東西に走るペレール大通りから「くの字状」に大きく曲がったところで接続し、南北に走るローム通りと名を変える。そのまま8区内東側を右斜め下に走り、途中、同様に区内を右斜め下に走るロンドル通りと交差し、8区南東側にあるサン＝ラザール駅界隈まで続く通り。名称は「ローマ」の意。
- ロワイヤル通り（Rue Royale）
  - マドレーヌ寺院(マドレーヌ広場)の正面とコンコルド広場とを結ぶ。コンコルド広場に面してコワラン館（オテル・ド・クリヨン (Hôtel de Crillon)に連なる建物）が建つ。通り沿いにはラデュレや、アールヌーヴォーの店内で知られるマキシム (Maxim's)、ラリック･･等が本店等を構えるほか、英エリザベス2世の女王戴冠式にも採用された高級靴などのブランド ロジェ・ヴィヴィエもこの地で創業。
- ロンドル通り（Rue de Londres）
  - ルロップ広場から9区内サント＝トリニテ教会まで走る通り。ルロップ広場からはコンスタンティノープル通りと名を変え、モンソー公園をなぞるように17区との境界線上を東西に走るクールセル大通り方面まで、8区内東側を左斜め上に走る。名称は「ロンドン」の意。
- ヴァグラム大通り（Avenue de Wagram）
  - エトワール凱旋門、シャルル・ドゴール広場から8区北西側17区との境界線上を走り、そのまま17区内中心部、マルゼルブやペレール大通り等が交差するヴァグラム広場まで走る通り。名称はナポレオン戦争期の「ヴァグラムの戦い」から。

### 橋梁

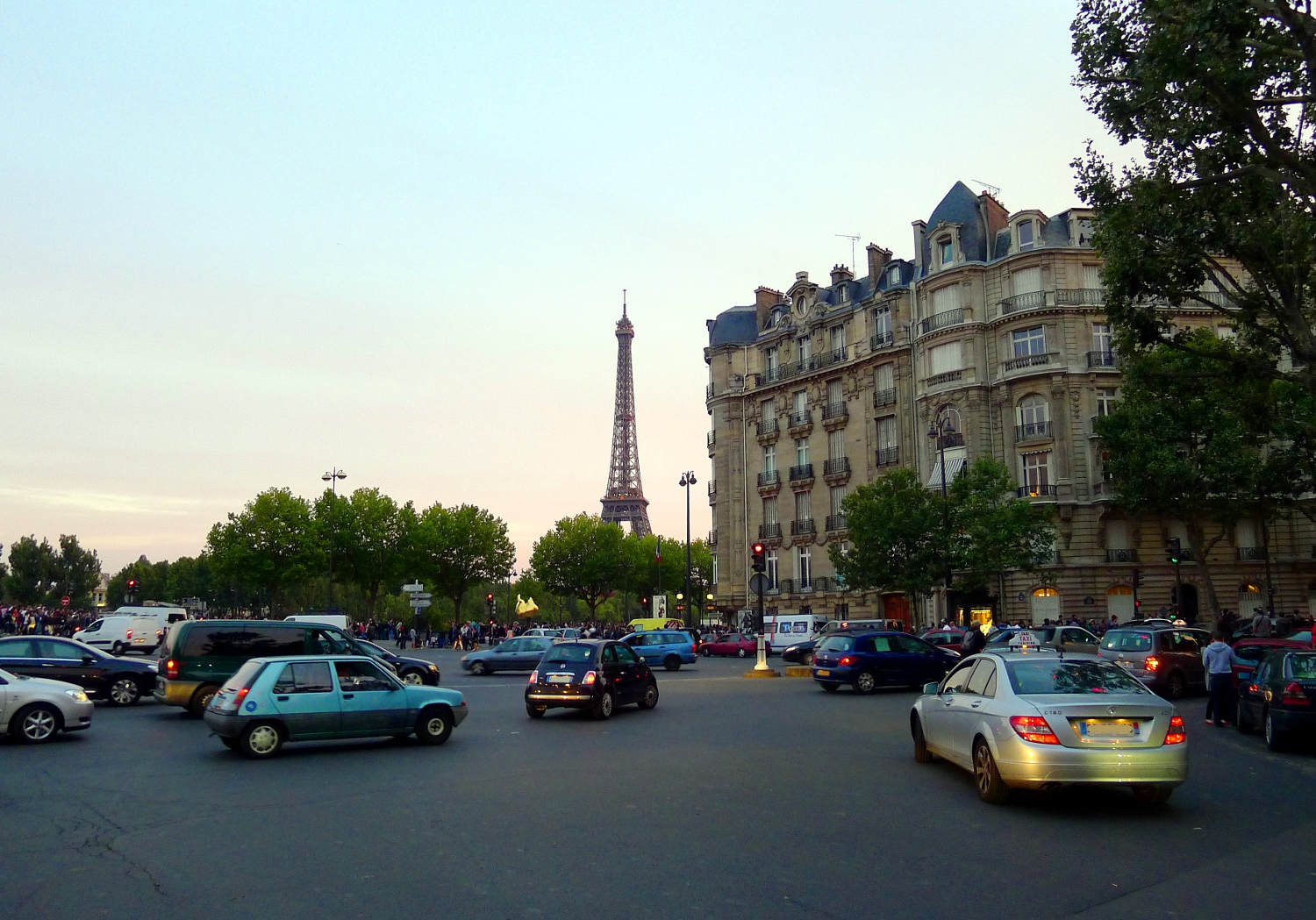
7月14日のアルマ広場 (Place de l'Alma un 14 juillet, 2011.)
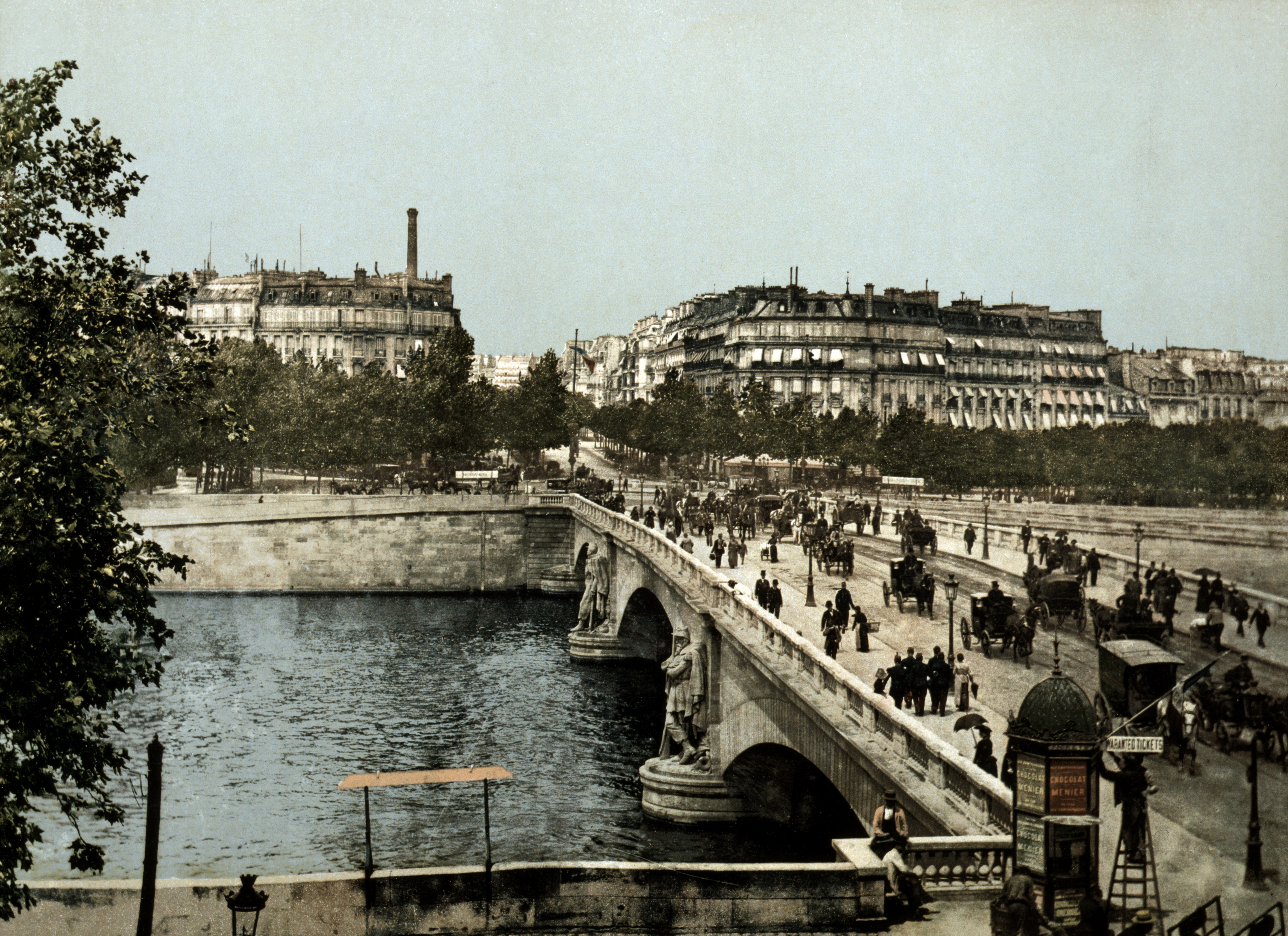
旧アルマ橋とアルマ広場, 1890-1900年
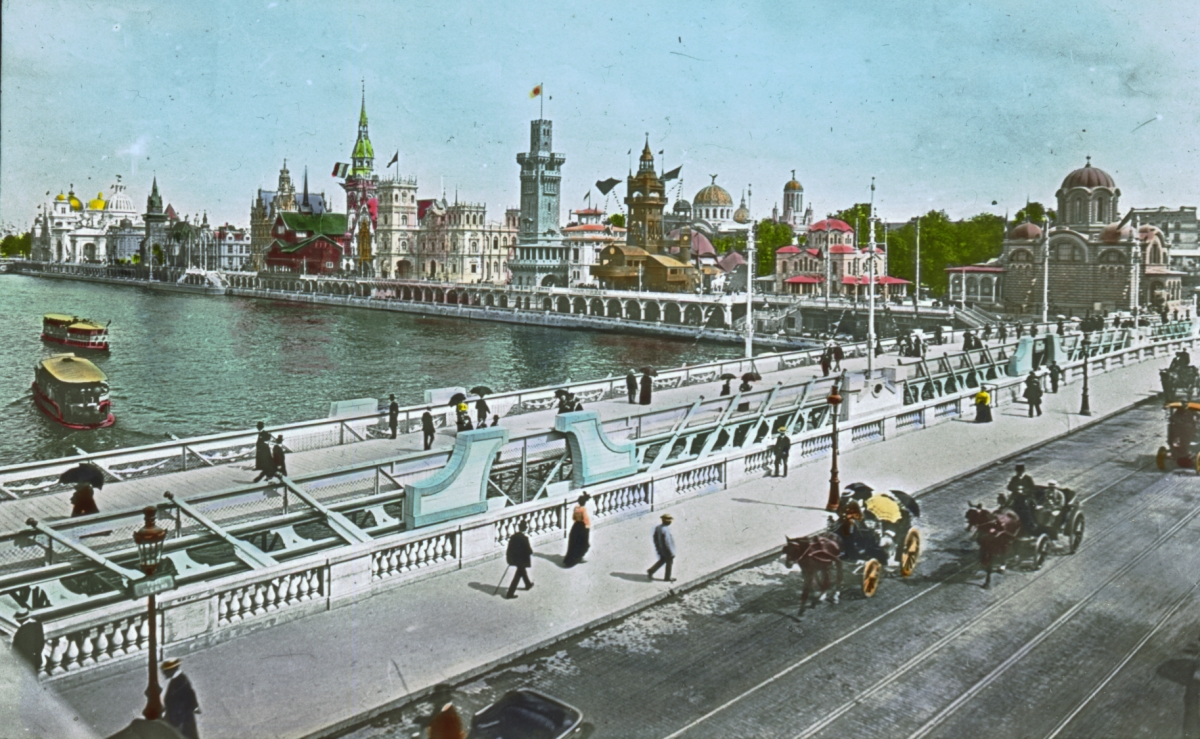
1900年パリ万博。旧アルマ橋から, セーヌ川左岸7区を見る。
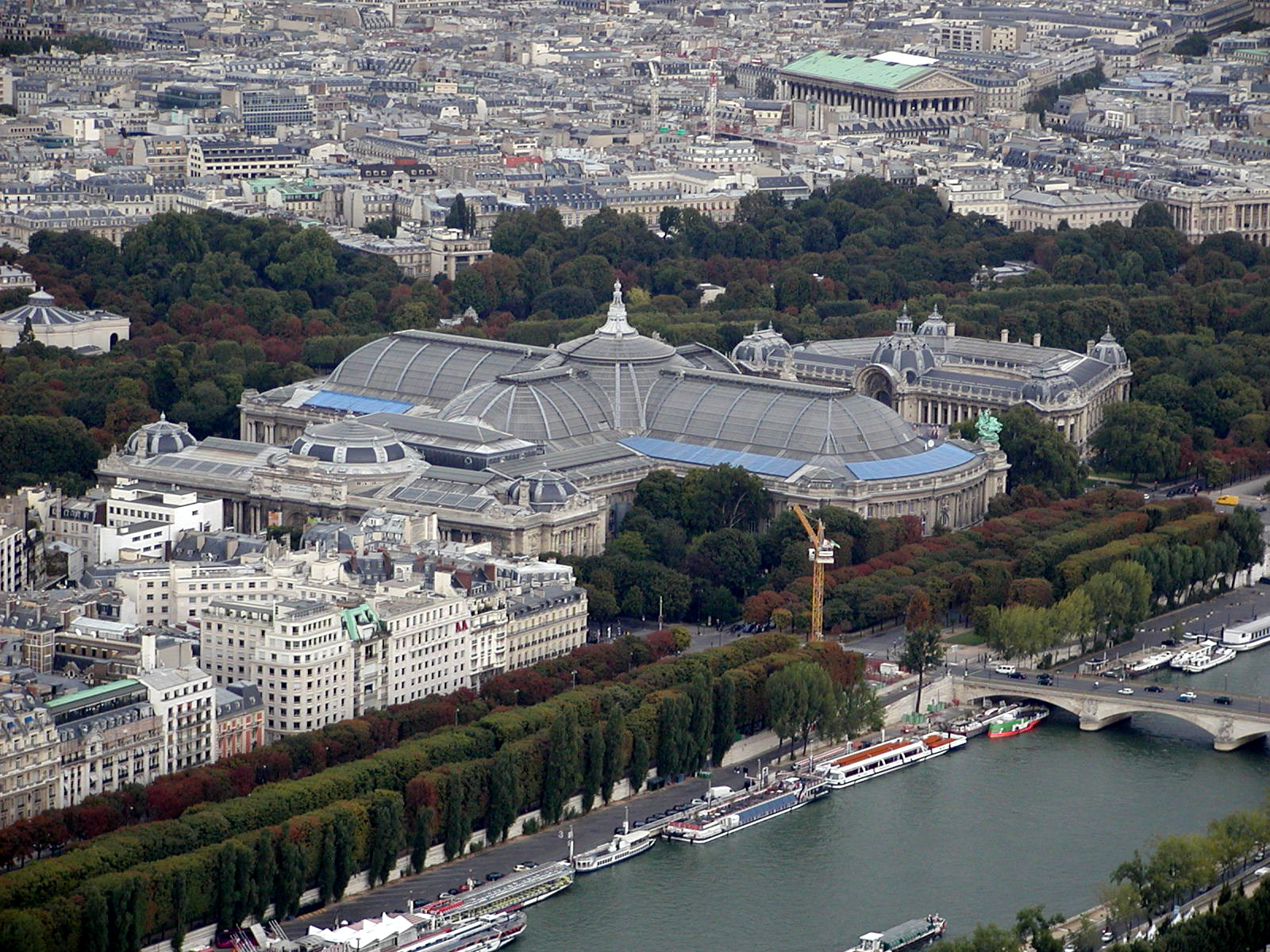
エッフェル塔から見る, アンヴァリッド橋, グラン・パレ, マドレーヌ寺院（背景の緑屋根建物）
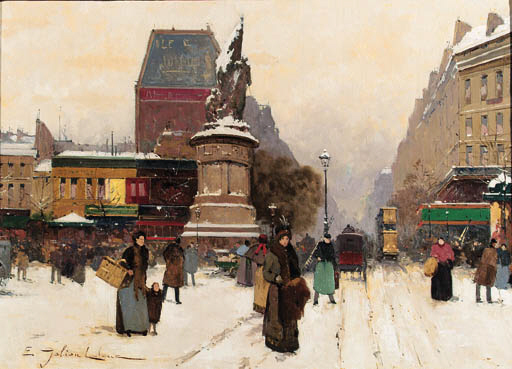
ウジェーヌ・ガリアン＝ラルー (Eugène Galien-Laloue), 冬のクリシー広場 Place de Clichy, en hiver (1941年)
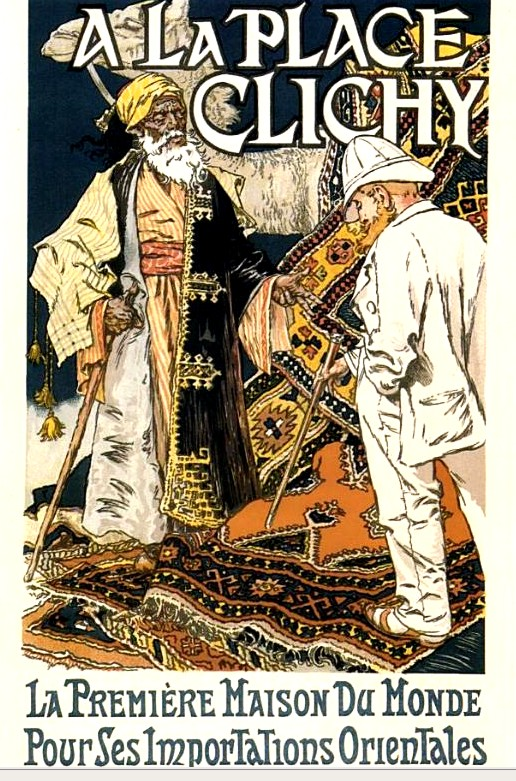
ウジェーヌ・グラッセ (Eugène Grasset), オリエンタルラグのインポート店ポスター "クリシー広場 À la place Clichy"
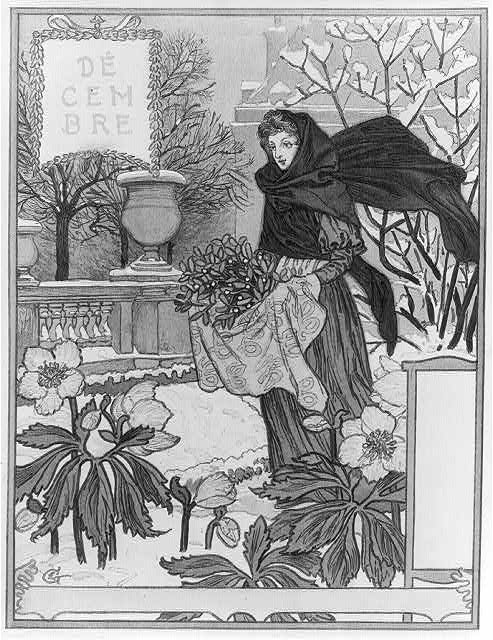
ウジェーヌ・グラッセ, ア・ラ・ベル・ジャルディニエール (À la Belle Jardinière [12]) のカレンダー  "12月 Décembre" (1895年).
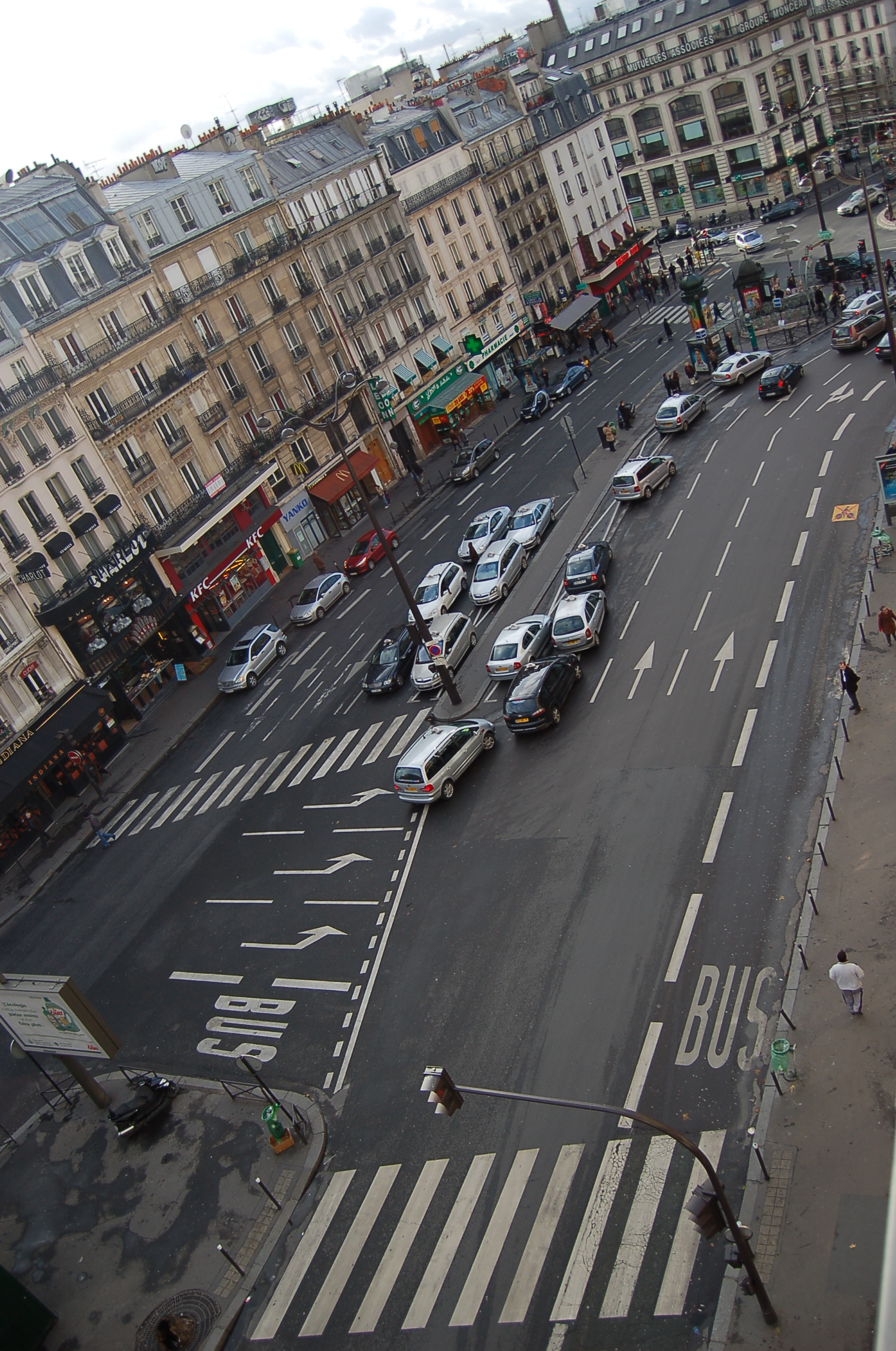
クリシー広場
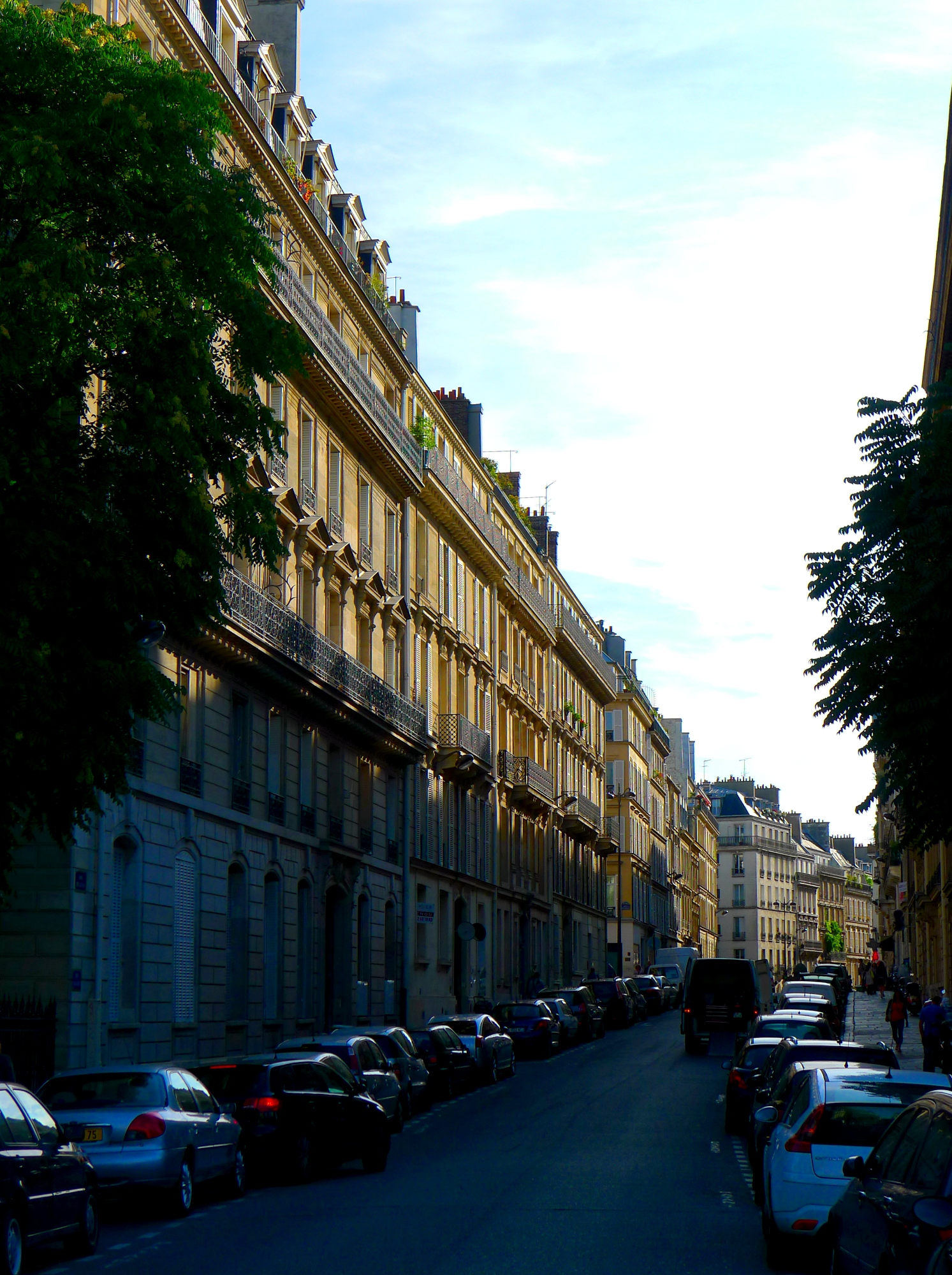
ルロップ広場から見るリエージュ通り (Rue de Liège vue depuis la place de l'Europe.)
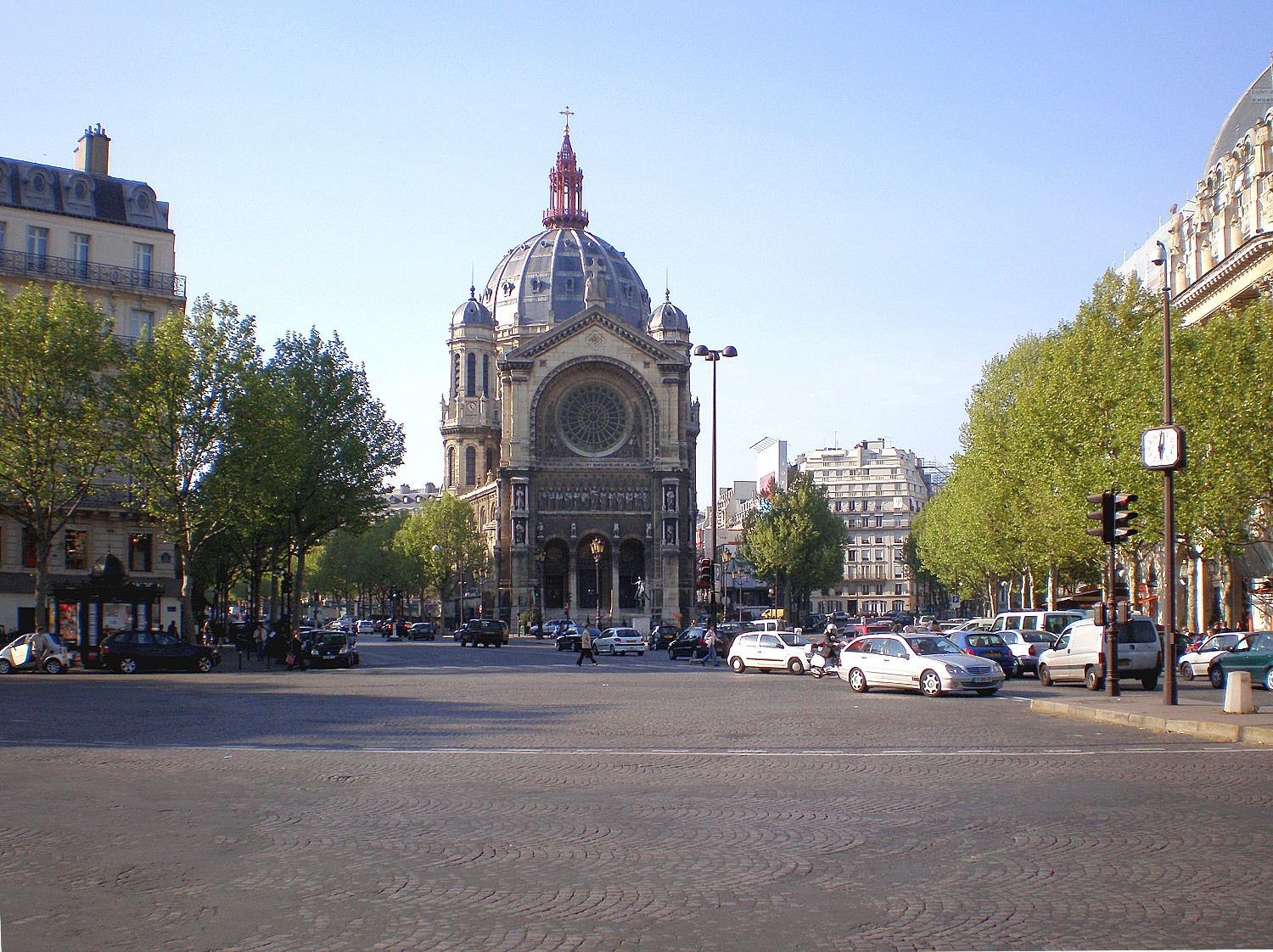
オスマン, マルゼルブ大通り等が交差するサン＝トーオギュスタン広場
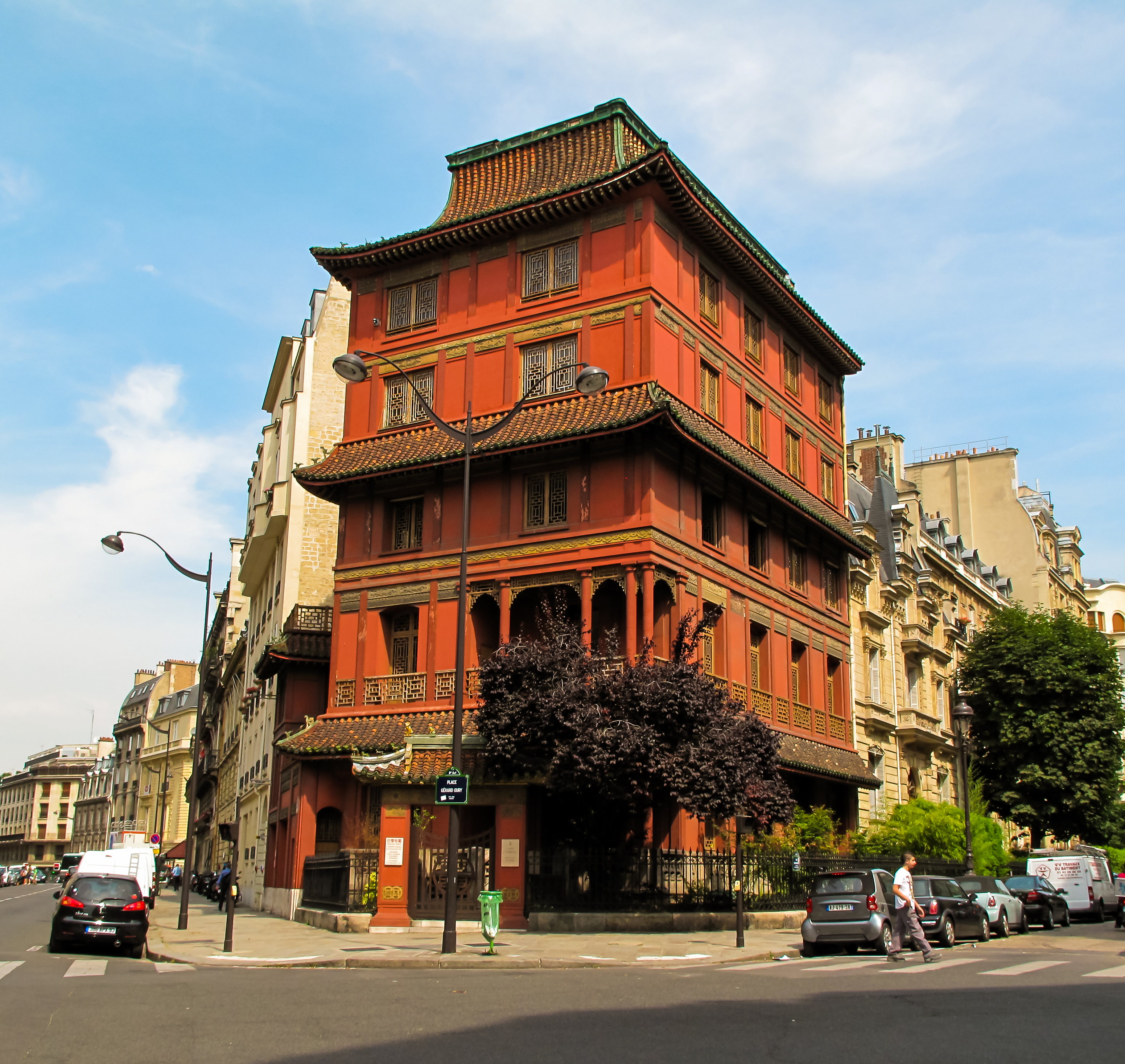
オスマン大通り北側とモンソー公園南側との間, クールセル通り (Rue de Courcelles) 48番地, ジェラール＝ウーリー広場のシノワズリースタイルの"紅のパゴッド"ことアートギャラリー「パゴダ・パリ (Pagoda Paris)」 (Pagode rouge, place Gérard-Oury - Paris VIII)
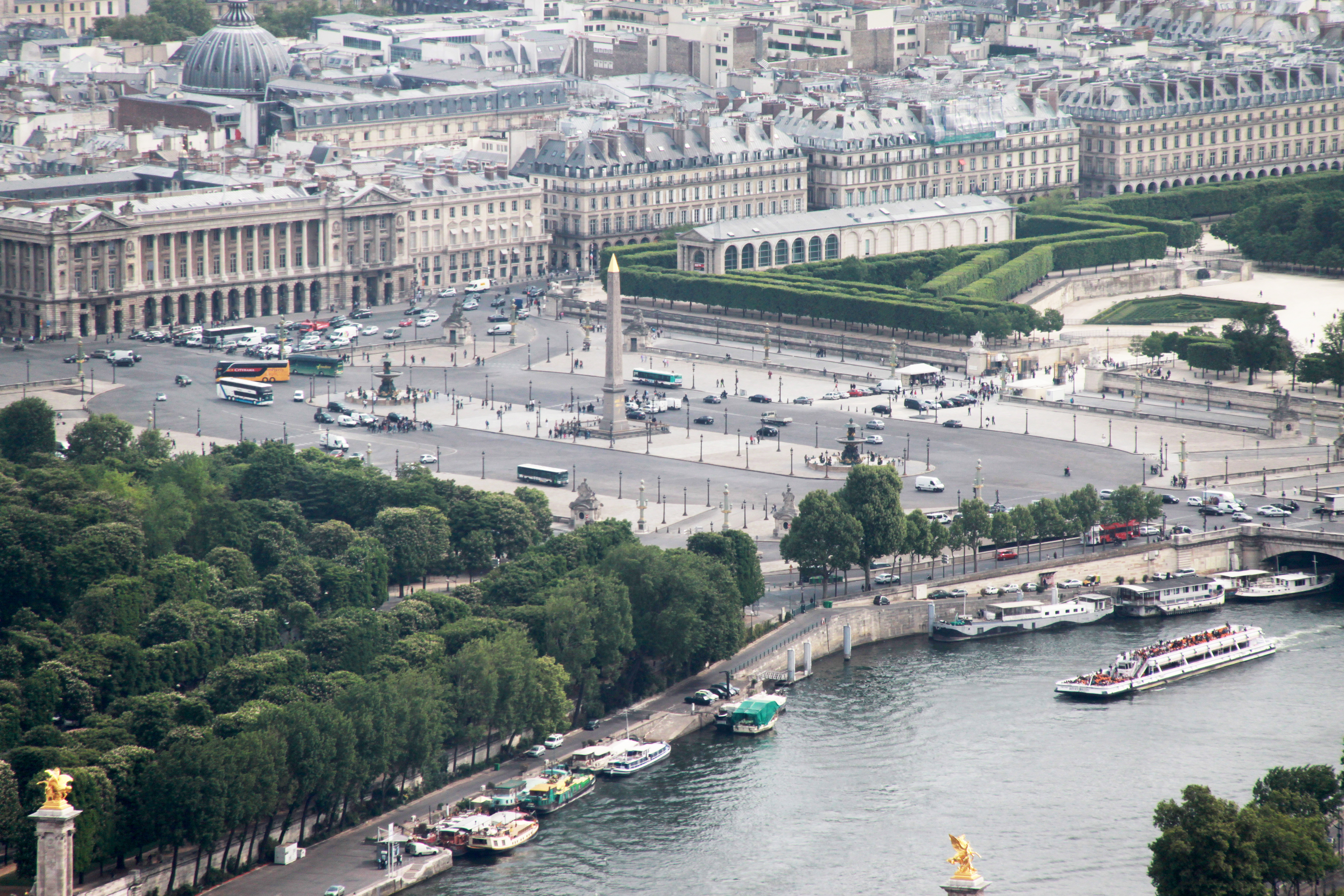
エッフェル塔から見るコンコルド広場
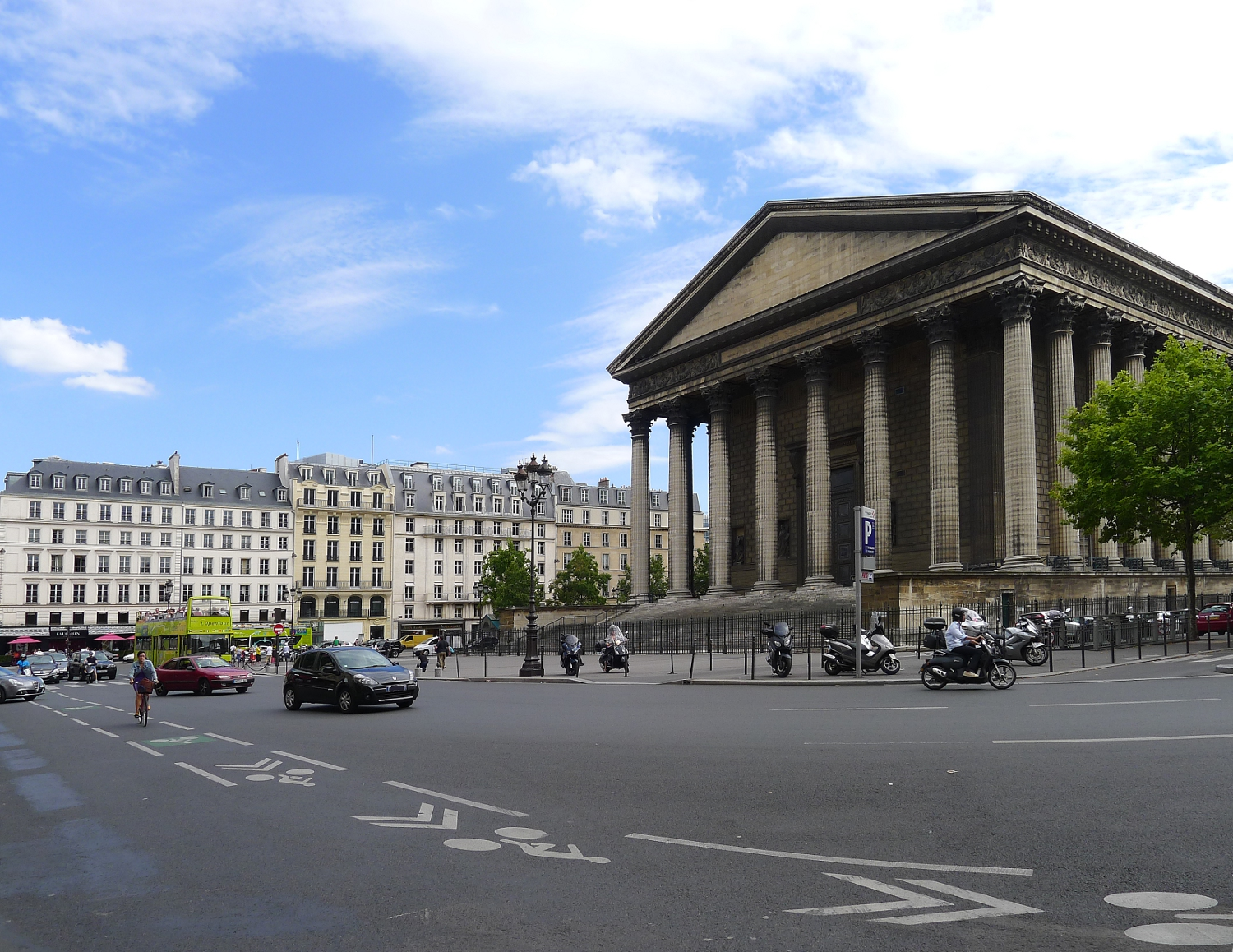
マドレーヌ広場, マドレーヌ寺院南側
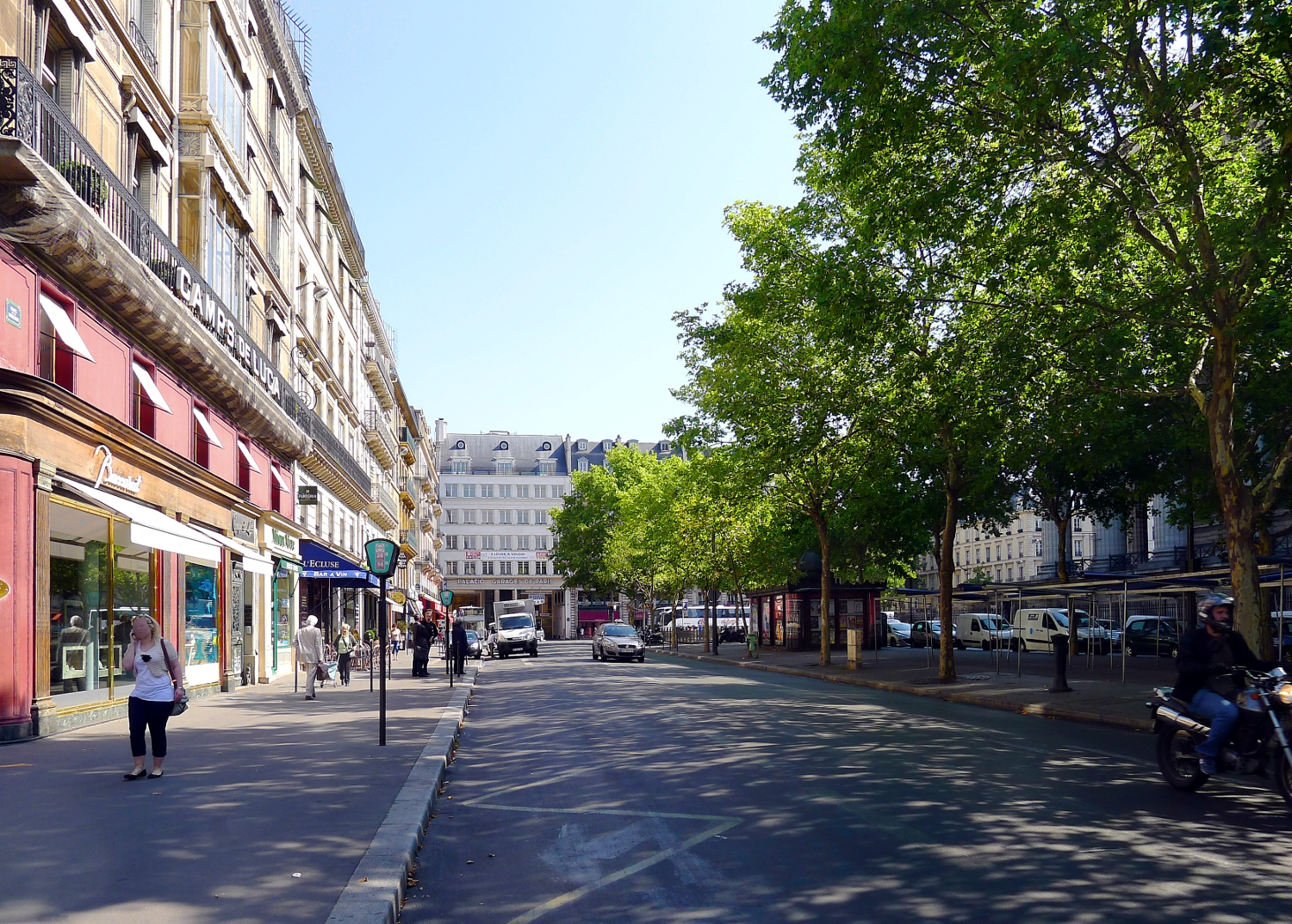
同広場, 同寺院東側
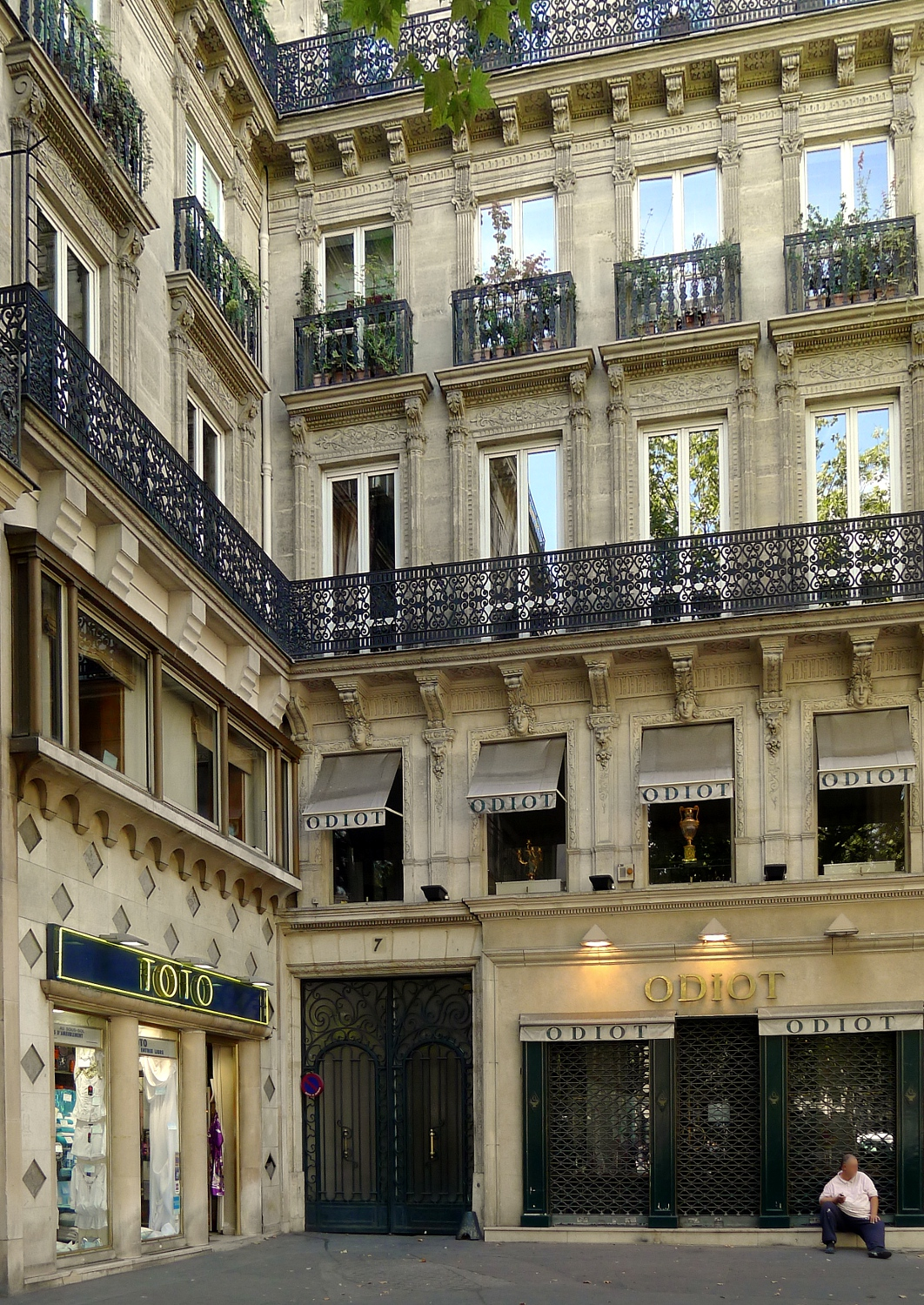
マドレーヌ広場7番地
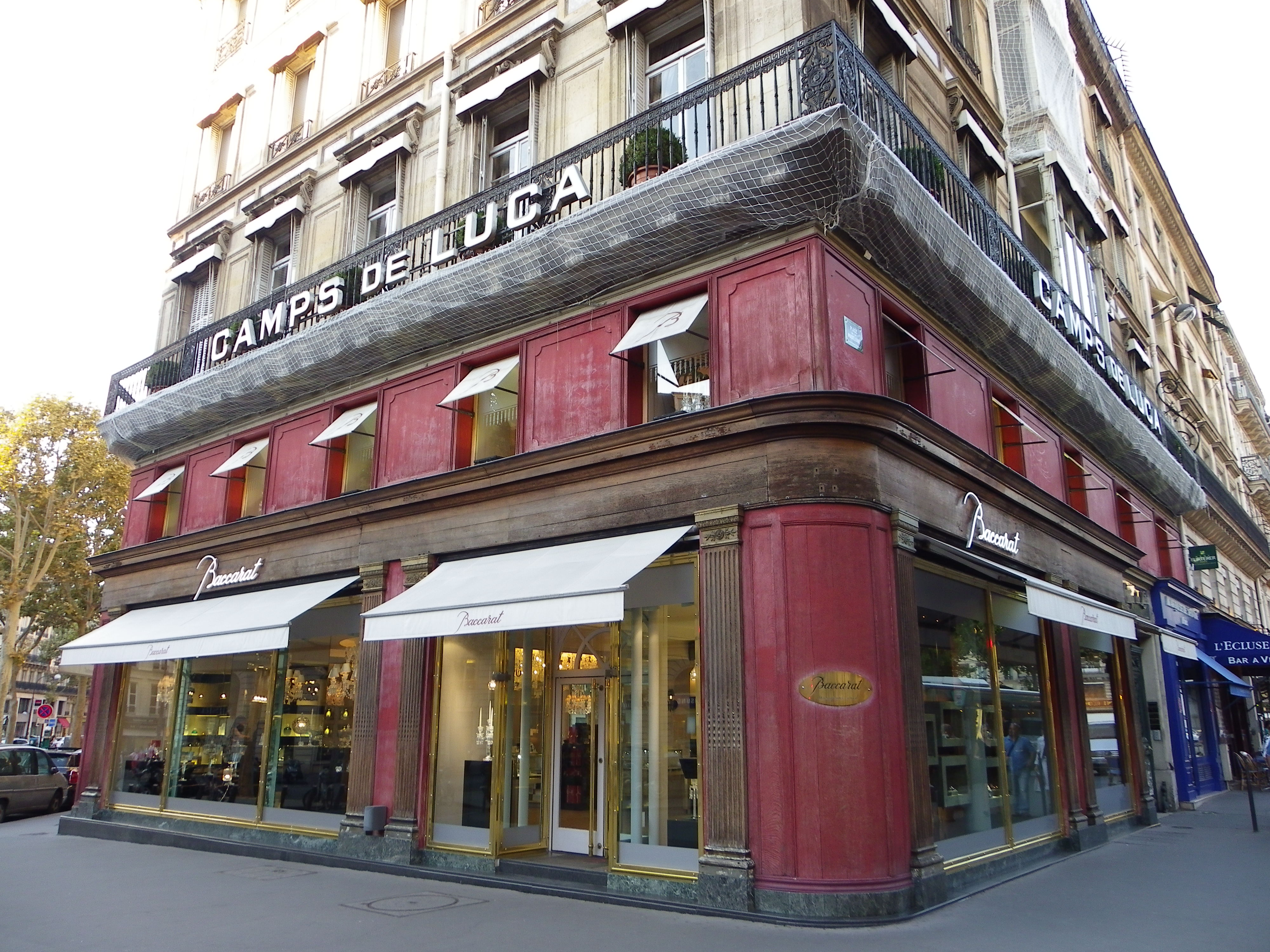
マドレーヌ広場11番地, バカラブティック
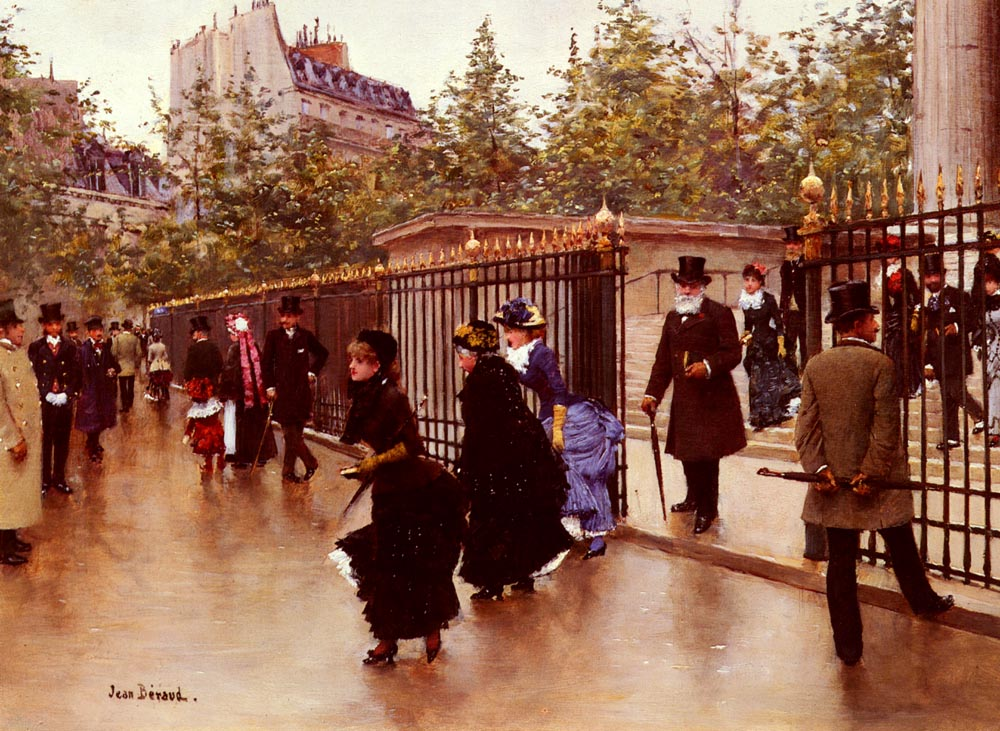
ジャン・ベロー (Jean Béraud), マドレーヌからの帰路 Sortant De La Madeleine, Paris (制作年不明)
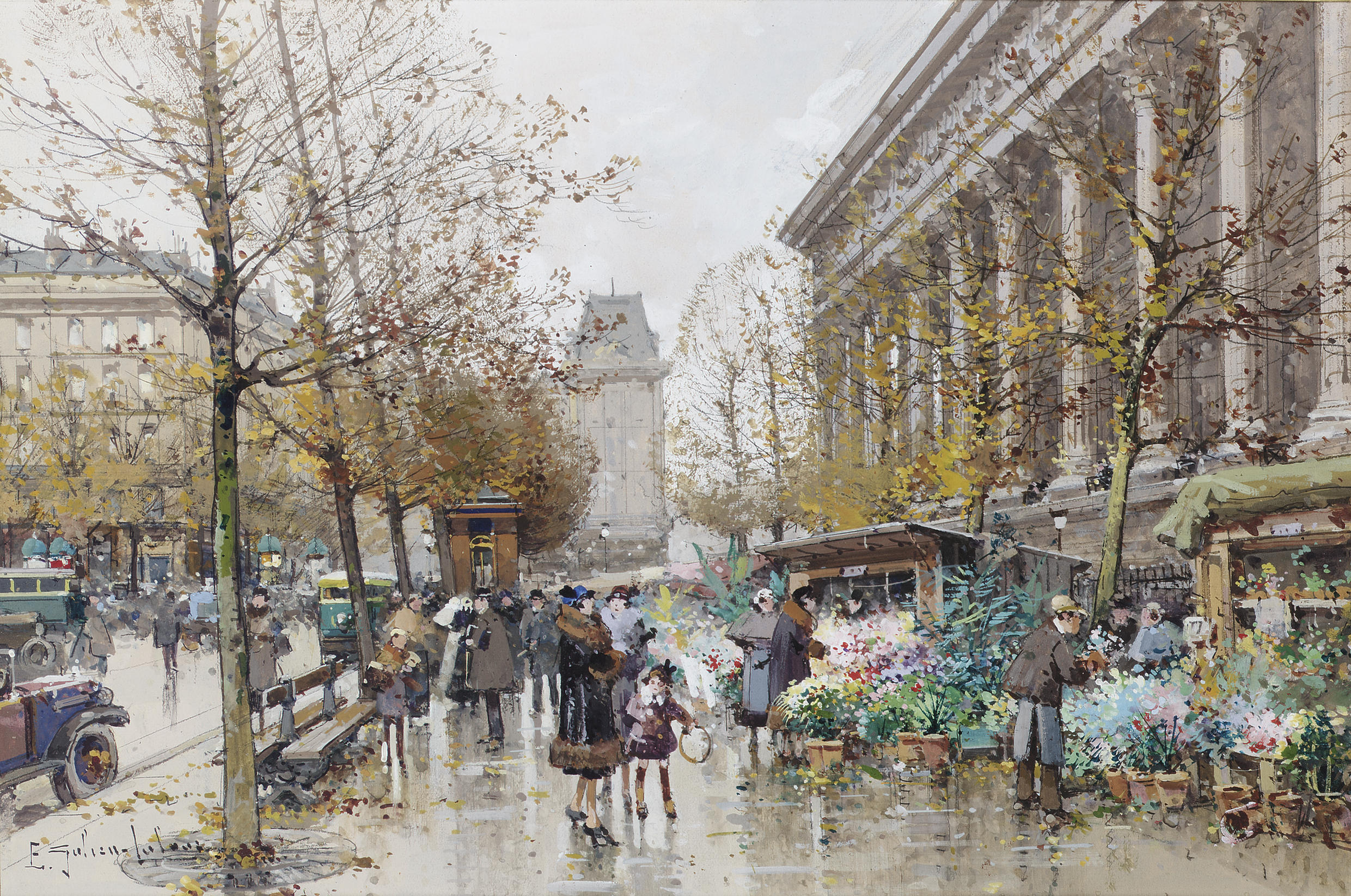
ウジェーヌ・ガリアン＝ラルー (Eugène Galien-Laloue), パリ, マドレーヌの花市場(フラワーマーケット) Paris, Marché aux fleurs à la Madeleine (1910年頃)
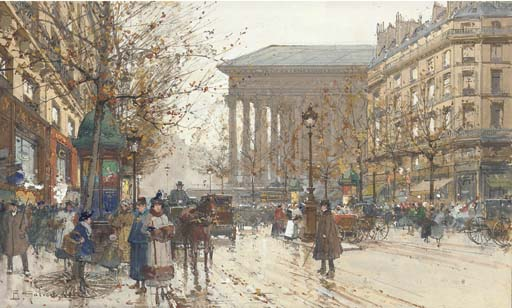
ウジェーヌ・ガリアン＝ラルー, マドレーヌ寺院 La Madeleine, Paris (1941年頃)
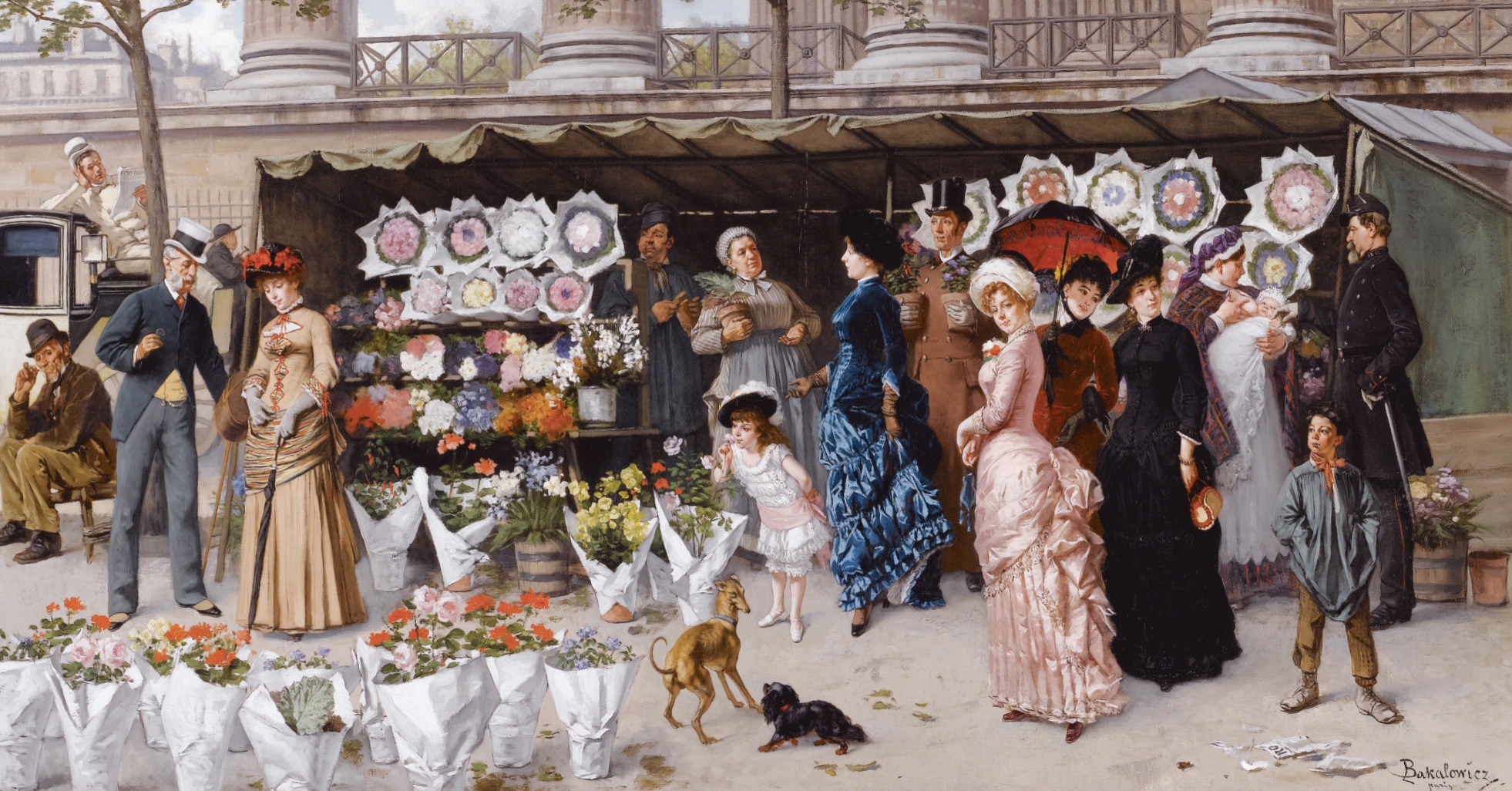
ラディスラヴ・バカロヴィッチ (英: Władysław Bakałowicz), マドレーヌの花市場 Marche aux Fleurs à la Madeleine (1913年以前)
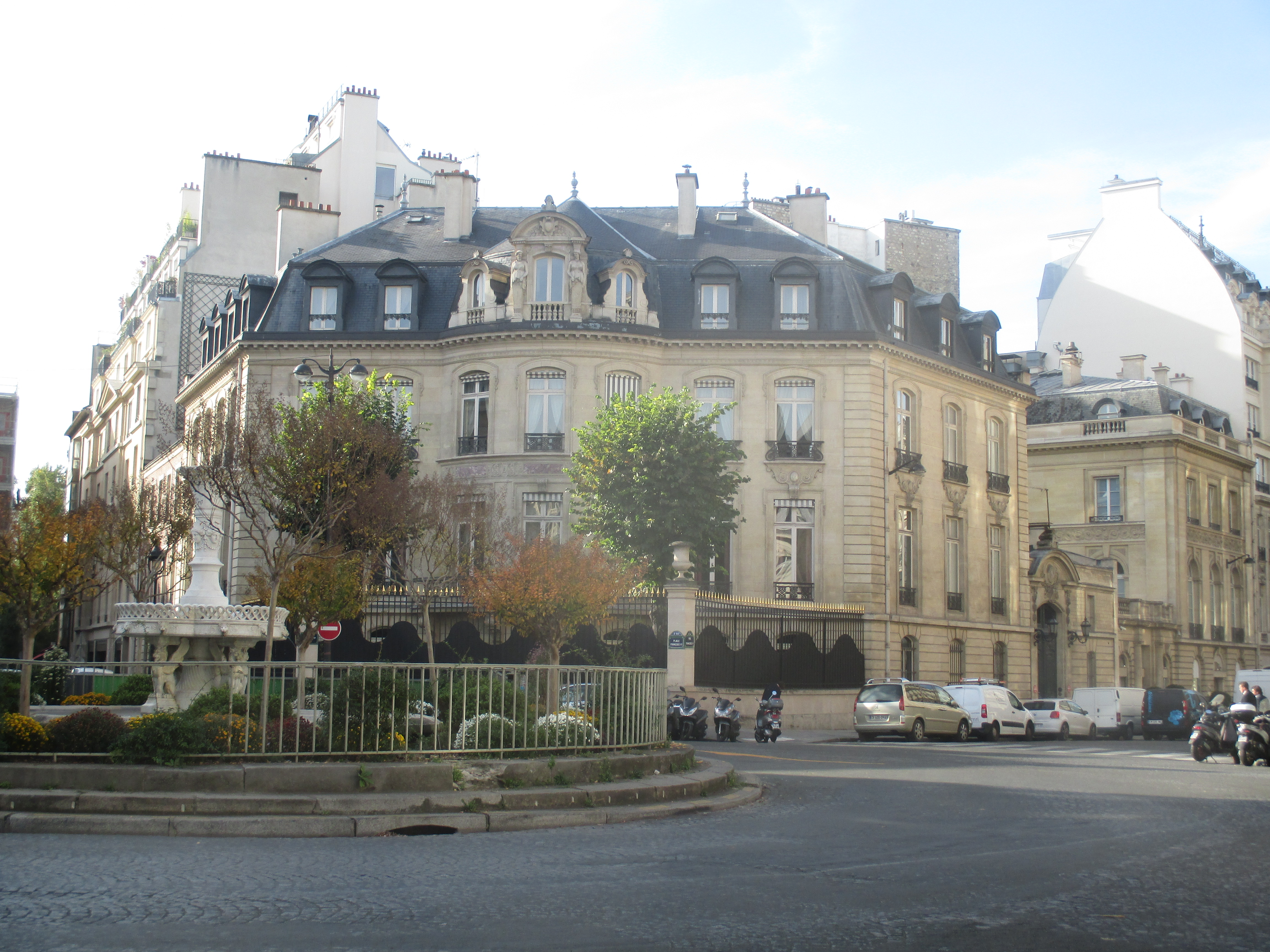
モンテーニュ大通りの南側, ジャン＝グジョン,フランソワ1世, バヤール通り等が交差するフランソワ1世広場

セーヌ川に架かる区内の橋は、次のとおりである（上流から順に、つまり東西順に列挙）。
- コンコルド橋（Pont de la Concorde）
- アレクサンドル3世橋（Pont Alexandre-III）
- アンヴァリッド橋（Pont des Invalides）
- アルマ橋（Pont de l'Alma） - 名称は、クリミア戦争の「アルマの戦い」（1854年）から名付けられた。

### 広場・交差点
パリの「広場（プラス、Place）」は、しばしば2以上の道路が交差する場所に位置し、中心の「島」を道路が周回するロータリー状の交差点となっている場合が多い。中心の「島」部分は、オベリスクや緑地等に利用されている場合もある。8区の広場や交差点には、次のようなものがある。
- ラ・レーヌ＝アストリッド広場 （アストリッド王妃広場、Place de la Reine-Astrid）
  - 下記アルマ広場界隈にある。名称は、夭折したベルギー国王妃アストリッド・ド・スエードから名付けられた。
- アルマ広場（Place de l'Alma）
  - 8区、16区の境界に位置している。ダイアナ妃が亡くなったのはこの広場下のトンネルになる。
- カナダ広場（Place du Canada）
  - グラン・パレ西側、アンヴァリッド橋のたもとにあり、フランクラン＝ローズヴェルト大通りが北側フォーブール＝サントノレ通りまで伸びてゆく。
- クリシー広場（Place de Clichy）
  - 8区北東部、9区、17区、18区との境界に位置している。
- コンコルド広場 (Place de la Concorde)
  - 8区南東部にある広場。ルーヴル美術館やテュイルリー庭園からシャンゼリゼ通りやエトワール凱旋門の東西を結ぶ「パリの歴史軸」上にある。北側にロワイヤル通りを挟んで下記マドレーヌ広場があり、南側にセーヌ川上のコンコルド橋を跨いでサン＝ジェルマン大通りに接続する。
- サントーギュスタン広場（Place Saint-Augustin）
  - 9区に程近いサン＝ラザール駅西側界隈にある。
- シャルル・ド・ゴール広場（エトワール広場, Place Charles-de-Gaulle (Place de l’Étoile))
  - 8区、16区、17区の境界に位置している。世界的に有名なエトワール凱旋門がある。
- テルヌ広場（Place des Ternes）
  - シャルル・ド・ゴール広場の北側至近、8区と17区の境界に位置している。フォーブール＝サントノレ通り、クールセル大通り、ヴァグラム大通り、テルヌ大通りが交差する。ホテル・ルネッサンス・パリ凱旋門、カフェやブティック、和食店おかめ (Okamé)、パリ市内各所にあるブラッスリーイポポタミュ (Hippopotamus) ･･等がある他、高級ブラッスリー ラ・ロレーヌ (La Lorraine)、ミシェル・ロスタン (Michel Rostang) のレストラン・ガストロノミークメゾン・ロスタンなどが知られている。
- レピュブリック・ドミニケーヌ広場（プラス・ド・ラ・レピュブリック＝ドミニケーヌ, Place de la République-Dominicaine）
  - モンソー公園の北側にある広場。8区と17区の境界に位置している。
- ナルヴィク広場（Place de Narvik）
- フランソワ・プルミエ広場（Place François-Ier）
- プロスペル＝グボー広場（Place Prosper-Goubaux）
  - 8区と17区の境界に位置している。
- マドレーヌ広場（Place de la Madeleine）
  - マドレーヌ寺院が位置する、8区南東部にある広場。ロワイヤル通りを挟んでコンコルド広場に接続する。同広場3番地は、1967年にニノ・チェルティがオートクチュールメゾンのチェルッティ (セルッティ乃至チェルティ, Cerruti) を始めた地。4番地にはカミーユ・サン＝サーンスが、7番地には第三共和政初期の首相ジュール・シモン (Jules Simon)、9番地にはジャン・コクトーが居住した。同9番地には、2017年6月に逝去したヌーベルキュイジーヌの鬼才アラン・サンドランスのレストランがある。11番地にバカラの、17番地にマリアージュ・フレールのブティックがあり、18番地はかつてのクーチュリエ ルシアン・ルロン (Lucien Lelong) が1918-1924年、メゾンを開店していた地。
同広場北側から、オペラ座北西界隈プランタン百貨店方面に向かうトロンシェ通り (Rue Tronchet) 沿いには、1968年同広場前の現在地で創業したランジェリーや水着専門店チェーンのエレス (Eres)、同ランジェリー専門店チェーンのオーバドゥ (Aubade)、H&M系列のアッパーブランド コス(COS)、ZARA系列の同アッパーブランドでロワイヤル通り側にも店舗を構えるマッシモ・ドゥッティ (Massimo Dutti) などがある。
- リオ・ド・ジャネロ広場（Place de Rio-de-Janeiro）
- ルイ16世広場（Square Louis-XVI）
  - またはルイ16世小公園。贖罪礼拝堂が建つ。オスマン大通り、マトゥーラン通り、パスキエ通り、アンジュー通りに挟まれた場所にある。サン＝ラザール駅南側界隈にある。
- ルロップ広場（ウロップ広場, Place de l'Europe）
  - サン＝ラザール駅の北側にある。
- ロン・ポワン・デ・シャンゼリゼ（Rond-Point des Champs-Élysées）
  - シャンゼリゼ、モンテーニュ、マティニョン、フランクラン・ルーズベルト等の各大通りが交差するロン・ポワン (円形広場)。グッチ、ランセル、アディダスストア、ザディグ・エ・ヴォルテールその他レストラン等が広場に面している。

### 船舶
- 水上バス「バトービュス」 （Batobus） - アレクサンドル3世橋の東側のセーヌ川の川岸に発着場がある。

## 著名な出身者

### 王族・貴族
- ルイーズ・ダルトワ（復古王政期の王女） - 下記の父ベリー公シャルル・フェルディナンの居住するエリゼ宮殿で出生。弟アンリ・ダルトワ（後の名目上の国王"アンリ5世"）はテュイルリー宮殿生まれ。

### 財界
- ルイ・ルノー（実業家、ルノー創業者） - 8区内アンリ＝ベルグソン広場（fr）で生まれ、ブローニュ＝ビヤンクール、16区フォッシュ大通り界隈に居住

### 文化
- サマセット・モーム（英劇作家・作家） - 在仏イギリス大使館内で生まれた。死地はニース。
- アベル・エルマン（フランス語版）（アベル・エルモン、劇作家・作家） - 8区で出生。シャンゼリゼ通り界隈やシャンティイなどに居住。
- フランシス・プーランク（作曲家、フランス6人組）
  - 1899年、仏内務省があるマドレーヌ地区ソッセ広場 (Place des Saussaies) 2番地生まれ。1927年、トゥレーヌ地方トゥール近郊ノワゼ (fr) に Le Grand Coteau を購入し、創作活動の場合ここに籠もり『ナゼルの夜会』などを完成。6区メディシス通り (fr) 5番地で居住死去。

## 著名な居住者

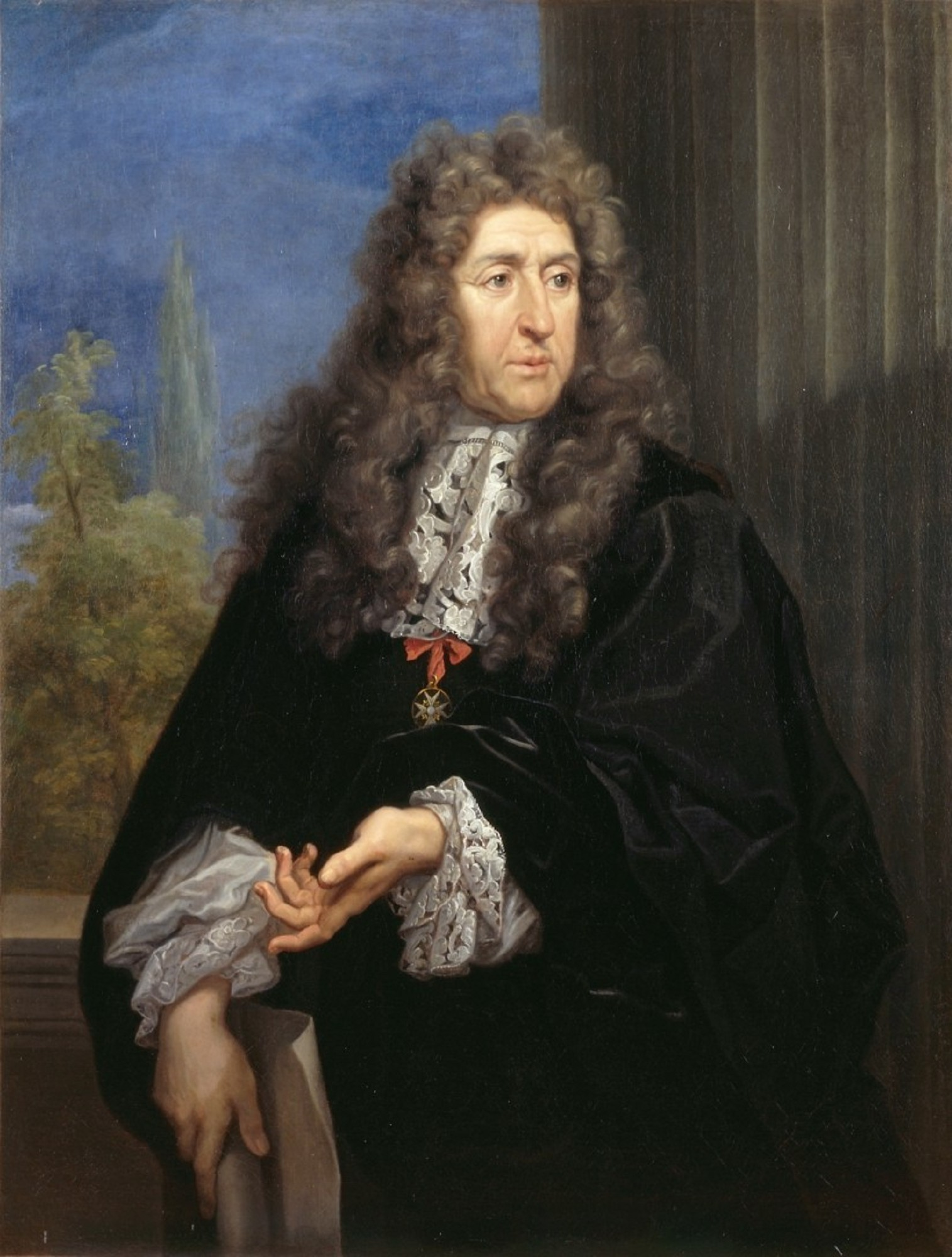
ルイ14世治世の時代、フランス式庭園を完成させたアンドレ・ル・ノートル。1680年

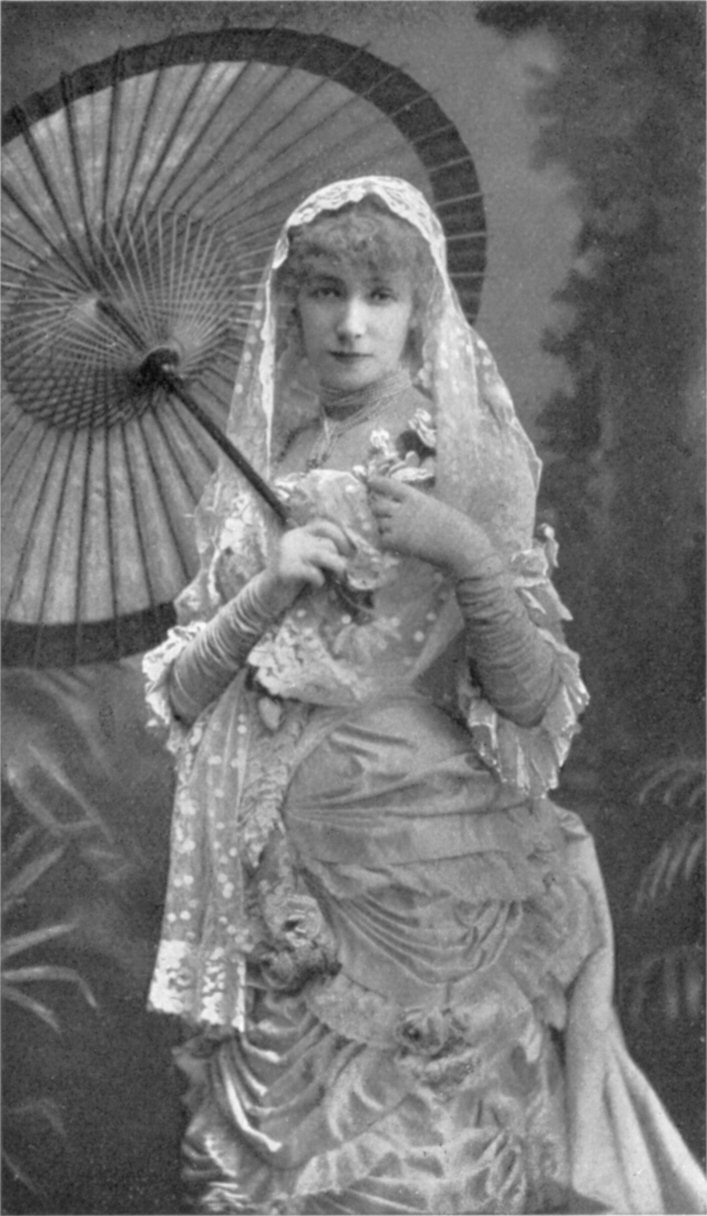
ジャポニスムの大きな影響があったベル・エポックの時代、日本の日傘をもつ舞台女優 (コメディエンヌ) サラ・ベルナール。1881年

### 王族・貴族・軍人
- ポンパドゥール夫人（ルイ15世の公妾） - エリゼ宮殿に居住
- ナポレオン・ボナパルト（第一帝政皇帝） - 皇帝になる直前期、ロシェール通り（フランス語版）61-63番地に邸宅を購入。
- マリア・レティツィア・ボナパルト（第一帝政皇太后） - 上記、息子の購入した邸宅に居住
- ジョゼフィーヌ（第一帝政皇后、ナポレオン・ボナパルトの妻） - エリゼ宮殿に居住
- ジョアシャン・ミュラ（第一帝政元帥） - エリゼ宮殿に居住
- ボン・アドリアン・ジャノー・ド・モンセー（第一帝政元帥） - フォーブール＝サントノレ通り界隈に居住
- リュシアン・ボナパルト（ナポレオン・ボナパルトの弟、第一帝政皇族、政治家・五百人会議長） - 1798-1802年の間、パンティエーヴル通り (Rue de Penthièvre) 26番地に居住。当地で兄ナポレオンとシェイエスらとブリュメールのクーデターを練った。他にサン＝ジェルマン大通り231番地の現在の軍事省建物にも居住
- エリザ・ボナパルト（ナポレオンの妹、第一帝政皇女） - 1802年にパンティエーヴル通り125番地に居住
- ソフィー・ド・コンドルセ（フランス語版）（サロニエール、作家・翻訳家） - ニコラ・ド・コンドルセの妻、エマニュエル・ド・グルーシー元帥の姉。1812年、パンティエーヴル通りに居住
- アデライード・ド・スーザ（フランス語版）（サロニエール、モラリスト・作家） - 1802-1805年の間、パンティエーヴル通り旧6番地のスーザ館 (Hôtel de Souza) に居住。ルイ15世が父とされる異父姉のジュリーの夫はポンパドゥール夫人の弟マリニー侯爵アベル＝フランソワ。孫のシャルル・ド・モルニーもこの地で育った。
- ベリー公シャルル・フェルディナン（復古王政期の国王シャルル10世の次男、復古王政期最後の名目上の国王"アンリ5世"の父） - エリゼ宮殿に居住
- ベリー公爵夫人マリー・カロリーヌ（ベリー公シャルル・フェルディナン妃） - 1816年に夫とフォンテーヌブロー城で見合いした2日後にノートルダム大聖堂で結婚。夫とエリゼ宮殿に居住[13]
- ナポレオン3世（第二共和政大統領、のちすぐに第二帝政皇帝） - 第二共和政大統領期間、エリゼ宮殿に短期間居住していた。
- パンティエーヴル公ピエール・ドルレアン（フランス語版） - オスマン大通り界隈居住
- アンリ・デラボー（冒険家、気球乗り） - シャゼリゼ通り界隈居住
- アンヌ・ド・ロシュシュアール・ド・モルトマール（フランス語版） - 政治から自動車操縦、彫刻に至るまで多才の人。ユゼス公爵夫人。シャンゼリゼ大通り界隈に公邸。
- プルタレス伯爵夫人ルイーズ・ソフィー・メラニー（第二帝政期の社交界における"パリの女王（Les Reines de Paris）"の一人） - トロンシェ通り（フランス語版）7番地に居住
- リヴォリ公爵フランソワ・ヴィクトル・マッセナ（フランス語版）（第二帝政期の貴族） - ナポレオンの腹心アンドレ・マッセナの子。2代目リヴォリ公爵、エスリンク王子。妻のウジェニー皇后女官長アンヌ・ドゥベル (en) が、ジャン＝グジョン通り (Rue Jean-Goujon) 8番地の建物 (エスリンク館, Hôtel d'essling) を購入し居住した。
- エドモン・ド・ポリニャック（フランス語版）（1834年 - 1901年、ポリニャック公爵、作曲家） - ポリニャック公爵夫人ヨランドの孫、復古王政期の首相ジュールの子。七月王政期の1845年亡命先からサン＝ジェルマン＝アン＝レーへ、1847年に8区シャンゼリゼ至近ベリー通り（フランス語版）で育つ。フォーブール・サンジェルマンで教育を受け、またロベール・ド・モンテスキューのサークルで下記グレフュール伯爵夫人エリザベット・シメイやガブリエル・フォーレらと知己に。コンコルド広場コワラン館で「ロワイヤル通りサークル（フランス語版）[14]」を主宰、妻ウィナレッタ・シンガーと共に、現在の16区ジョルジュ＝マンデル大通り（フランス語版）43番地等に居住。
- エリザベット・ド・リケ・ド・カラマン＝シメイ（フランス語版、英語版）（音楽のソーシャライト、グレフュール伯爵夫人） - フランス国境ベルギーカラマン＝シメイ伯爵家出身。ベル・エポックの時代、マルセル・プルーストの小説『失われた時を求めて』のゲルマント公爵夫人 (Duchesse de Guermantes) のモデル。7区内フォーブール・サンジェルマン界隈生まれ。サン＝ジェルマン＝デ＝プレ教会やシメイ館等で結婚後、8区アストルグ通り (Rue d'Astorg) 8-10番地に居住
- マリーア・ソフィア・ディ・バヴィエラ（両シチリア王国最後の王妃） - 20世紀初頭、ロワイヤル通りを西に並行するボワシー＝ダングラス通り (Rue Boissy-d'Anglas) 15番地に居住
- ルネ・フォンク（フランス語版）（軍人、第一次世界大戦の連合軍側トップ撃墜王） - シルク通り (サーカス通り、Rue du Cirque) 3番地に居住
- アルベール1世（モナコ公） - 16区ジョルジュ＝マンデル大通り（フランス語版）、8区フォーブール＝サントノレ通り25番地に居住
- ソラヤー・エスファンディヤーリー・バフティヤーリー（ソラヤ王妃、パフラヴィー朝モハンマド・レザー・シャーの二度目の王妃） - モンテーニュ大通り（フランス語版） 46番地に居住し、2001年に当地で亡くなる。

### 政治
シャンゼリゼ大通り界隈居住者
- トーマス・ジェファーソン（米政治家、米大統領）
- ジョゼフ・ペレ・ド・ラ・ロゼル（フランス語版）（政治家）
- シャルル・ド・モルニー（政治家・内相、外交官） - ナポレオン3世の異父弟、モルニー公爵。第二帝政期に旧ロンシャン修道院 (fr) 跡にパリロンシャン競馬場を造成した。「モルニ賞」
- エイマブル・ペリシエ（フランス語版）（軍人） - 第二共和政・第二帝政期のアルジェリア総督、駐英大使
- ジャン・アントワーヌ・エルネスト・コンスタン（フランス語版）（政治家・内相） - 第三共和政期の駐トルコ大使、仏印総督、内務大臣
- レイモン・ポアンカレ（政治家、大統領） - 第三共和政期の大統領。1908年頃、26番地居住

フォーブール・サントノレ通り界隈居住者
- ジョルジュ・オスマン（政治家・旧セーヌ県知事） - オスマン男爵。第二帝政期の1853-1870年にかけてパリを直轄するセーヌ県知事を務め「パリ改造」を推進した。
- ヴァレリー・ジスカール・デスタン（政治家、大統領） - 青少年期に71番地に居住。大統領退任後の1981年から16区ロンシャン通り界隈に居住。

その他の通り界隈居住者
- ラファイエット（ラファイエット侯爵、政治家・軍人） - アンジュー通り（フランス語版）35番地等に居住
- フランソワ＝ルネ・ド・シャトーブリアン（政治家・外相、作家） - 1805-07年の間、コンコルド広場とロワイヤル通りとの角に建つコワラン館 (Hôtel de Coislin) に居住
- アレクシ・ド・トクヴィル（政治家、裁判官、政治思想家） - 七月王政末期の1847年、パスキエ通り (Rue Pasquier) 30bis に夫妻で居住
- ガブリエル・アノトー（フランス語版）（政治家・外相、歴史家） - 外相在任中、英とアフリカ植民地政策で対立しファショダ事件が起きたが、対ドイツ帝国で露仏同盟等推進。後任外相デルカッセも対独路線を引き継ぎ英仏協商を成立させ、仏包囲網ビスマルク体制に対して独包囲網デルカッセ体制を敷いた。1944年に亡くなるまでオッシュ大通り（フランス語版） 7番地に居住
- ポール・デシャネル（元大統領, 1920年） - 1859年の少年期、一家でパンティエーヴル通り34番地居住。晩年は16区エロー大通り（フランス語版）10番地に居住し死去。プラークが掲げられている。
- ウジェーヌ・プベル（政治家・旧セーヌ県知事） - 第三共和政期の1883 - 1896年にかけてパリを直轄するセーヌ県知事を務め、パリに「清掃革命」を起こした。フランス語の「プベル (Poubelle)」はゴミ箱の意。1907年、8区内の自宅で死去[15]。
- エルヴェ・ゲマール（政治家） - 財務大臣在任中にジャン＝グジョン通り (Rue Jean-Goujon) 6番地のアパルトマンの家賃その他費用等を国費から支出していたスキャンダルで辞任した。

### 財界
- ペレール兄弟（フランス語版）（ユダヤ系銀行家、クレディ・モビリエ創業者） - 1855年以降、フォーブール＝サントノレ通り35番地に居住。第二帝政期フランス金融界の覇権闘争で、パリ・ロチルド家初代ジェームスに敗れ凋落した。
- ナタニエル・ド・ロチルド（ネイサンの子、ロンドン・ロスチャイルド家からパリ・ロチルド家への婿） - 1856年以降、フォーブール＝サントノレ通り33番地の建物を購入。孫のアンリ・ド・ロチルド（フランス語版）（フィランソロピスト）が第一次世界大戦中に社交クラブ「Cercle de l'Union Interalliée」（連合国間の合同クラブ）に改装した。曾孫にフィリップ・ド・ロチルドがいる。
- アンリ・デュナン（実業家、赤十字社創設者） - 1872-1875年の間、パンティエーヴル通り (Rue de Penthièvre) 19番地に居住し、同地にプラークが掲げられている。

### 学者
- ジャック・フランソワ・エドワール・エルビュ（フランス語版）（医学者） - シャゼリゼ通り界隈居住

### 文学・芸術
シャンゼリゼ大通り界隈居住者
- マリー・ダグー（1805-1876年、作家、ダグー伯爵夫人）
- エミリエンヌ・ダランソン（ダンサー、女優、高級娼婦(クルチザンヌ)）
- サラ・ベルナール（舞台女優・コメディエンヌ、アールヌーヴォー） - その他、有名になる前の26歳時の1870年、ローム通り (Rue de Rome) 4番地の部屋を借り、"目的達成" のために若い男性らを引き入れ、警察当局のリストにも入っていた[16]。有名になった後、主に居住した地はモンソー公園北側至近17区フォルチュニ通り (fr) 35番地[17]。同通り至近ジェネラル＝カトルー広場に像がある。
- エミール・ド・ジラルダン（フランス語版）（ジャーナリスト）
- ポール・ポレル（フランス語版）（演出家、俳優）
- セシル・ソレル（フランス語版）（女優） - サイレント映画期の女優、舞台・コメディー女優。のちセギュール伯爵夫人。シャンゼリゼ通り界隈や、プラークが掲げられている7区ヴォルテール河岸7番地等に居住。
- シドニー＝ガブリエル・コレット（女流作家） - パレ・ロワイヤル界隈やシャンゼリゼ大通りなどに居住。1966年、アンドレ・マルロー文化相により名付けられた、パレ・ロワイヤル西側隣接コメディ・フランセーズ前のコレット広場にその名が残る。

オスマン大通り界隈居住者
- ルイ・ベルニエ（フランス語版）（建築家） - オスマン大通り144番地に居住
- アンリ・ベルンスタン（劇作家） - 同157番地
- ジュール・クラルティ（フランス語版）（劇作家、作詞家）
- シュザンヌ・デヴォイヨッド（フランス語版）（女優） - 同130番地
- マキシム・デュカンプ（フランス語版）（写真家） - 同82番地
- マルセル・プルースト（小説家、『失われた時を求めて』） - 16区オートゥイユ界隈生まれ。マルゼルブ大通り9番地、オスマン大通り102番地に居住。晩年1919-22年の間亡くなるまで、プラークが掲げられている16区ラミラル＝アムラン通り (Rue de l'Amiral-Hamelin) 44番地に居住。
- アンドレ・メサジェ（作曲家） - 同157番地に居住
- ギュスターヴ・カイユボット（画家） - マルゼルブ大通りとオスマン大通りに挟まれた、ミロメニル通りとリスボンヌ通り界隈に居住。

フォーブール・サントノレ通り界隈居住者等
- ローズ・ベルタン（モード商人） - フォーブール＝サントノレ通りに仕立屋ないしブティック「Le Grand Mogol」を構え、のちマリー・アントワネット付き"ファッション大臣"。
- カミーユ・サン＝サーンス（作曲家） - 6区ジャルディネ通り（フランス語版）3番地で出生。その後、8区フォーブール＝サントノレ通り、6区ムッシュ＝ル＝プランス通り（フランス語版）に居住。
- ジャンヌ・モロー（女優、歌手、映画監督） - パリ10区生まれ。フォーブール＝サントノレの自宅で死去。

モンテーニュ大通り界隈居住者等
- マドモワゼル・ロークール（フランス語版）（18世紀後半の舞台女優(コメディ女優)） - モンテーニュ通り界隈に居住。
- マレーネ・ディートリッヒ（歌手、女優） - 1980年-1992年の間、亡くなるまでプラザ・アテネ向かいモンテーニュ通り12番地に居住。

マルゼルブ大通り界隈居住者
- パブロ・デ・サラサーテ（バイオリン奏者、作曲家） - マルゼルブ大通り2番地に居住。

その他の通り界隈居住者
- アンドレ・ル・ノートル（17世紀の建築家、造園家） - 現在のシルク通り (サーカス通り、Rue du Cirque) のある界隈にいわゆるカントリーハウスがあった。
- レイナルド・アーン（作曲家） - シルク通り6番地に居住。
- フレデリック・ショパン（作曲家）
  - ジョルジュ・サンドとの1838年のマヨルカ島への逃避行から始まり、アンドル県シャトールー近郊ノアンでサンドの子ら含め4人で同棲。8区トロンシェ通り (rue Tronchet) 5番地に独居後、1839年から9区ピガル通り (rue Pigalle) 16番地のサンドの家で同棲。また、1846年から1847年頃まで夏季のヴァカンスの時期はノアンで過ごした。1842年に9区テブー通り (rue Taitbout) 80番地のスクワール・ドルレアン (square d'Orléans) の隣同士の番地建物で暮らした。別れた後はヴァンドーム広場界隈で居住死去。
- ヴィクトル・ユーゴー（小説家、政治家。『レ・ミゼラブル』、『ノートルダム・ド・パリ』）
  - 1830-1832年まで、一家でジャン＝グジョン通り (Rue Jean-Goujon) 9番地に居住。この頃、後にジャーナリストになる長男がコレラを患った。1832年以降は、4区ヴォージュ広場6番地に居住。晩年、1873年に16区"ヴィラ・モンモランシー (Villa Montmorency) " に3ヶ月程居住。1874-1878年11月の間は9区クリシー通り (fr) 21番地に居住し、その間『九十三年』を書き上げた[18]。さらに、1878年から亡くなる1885年の間は、愛人ジュリエット・ドルエと16区ヴィクトル＝ユーゴー大通り (Avenue Victor-Hugo) 124(旧50)番地の旧リュジニャン公妃館に居住。
- クロード・モネ（画家、印象派）
  - 1870年代をアルジャントゥイユでアトリエ兼居住しつつ、1877年はバティニョール、クリシー広場、サン＝ラザール駅近くパリ9区モンシー通り (Rue Moncey) 17番地の小部屋をギュスターヴ・カイユボットから借りた。1878年初頭にアルジャントゥイユを去り、数ヶ月間、8区デダンブール通り (Rue d'Édimbourg) 26番地に滞在した。
- メリー・ローラン（フランス語版）（サロニエール、クルチザンヌ） - エドゥアール・マネ作『《秋（メリー・ローラン）》』の被写体となったミューズ。1900年にローム通り (Rue de Rome) 52番地で死去[19]。
- ギュスターヴ・エッフェル（建築家、エッフェル塔） - ラブレ通り (Rue Rabelais) 1番地に亡くなるまで居住したが、当時の建物は取り壊された。
- ヘンリー・ジェイムズ（米生まれの英小説家） - 1856年以降の少年期、一家はボエシー通り (Rue La Boétie) 19番地等に短期居住した。
- ステファヌ・マラルメ（19世紀フランス象徴派詩人の代表格） - 1871-1874年にかけてウロップ地区モスクー通り (Rue de Moscou) 29番地に、1875年からはモスクー至近17区ローム通り (Rue de Rome) 87番地（現89番地）に居住した。
- エドゥアール・リスラー（1873-1929年、ドイツ出身のフランスのビアニスト） - 1910年からマドレーヌ地区ソッセ広場 (Place des Saussaies) 2番地居住[20]。同地は、後年上記フランシス・プーランクが生まれた地。
- リアーヌ・ド・プジー（ダンサー、クルチザンヌ） - フォリー・ベルジェールのダンサー。テルヌ広場東側界隈8区ネヴァ通り (Rue de la Néva) 15番地に居住した館がある[21]。他に、ブルターニュのロスコフ、南仏のカンヌ、スイスのローザンヌなどに居住した。
- コーラ・パール（クルチザンヌ） - 英プリマス出身の第二帝政期に活躍した高級娼婦。フォーブール＝サントノレ界隈ポンチュ通り (Rue de Ponthieu) 61番地に友人と同居していた[22]。晩年居住し亡くなった地は16区シャイヨ地区バッサノ通り (fr) 8番地[23]。
- クレオ・ド・メロード（バレエダンサー、クルチザンヌ） - 5区生まれ[24]。1910年から亡くなる1966年まで8区テエラン通り (Rue de Téhéran) 15番地に居住[25]。
- パブロ・ピカソ（画家） - モンマルトルからモンパルナスへ、モンルージュを経て、さらに1918年からはボエシー通り23番地にアトリエ兼居住。1936年からおよそ20年間、パリ6区グラン＝ゾーギュスタン河岸にアトリエ兼居住し『ゲルニカ』を描いた。
- ドラ・マール（写真家） - ピカソの『ゲルニカ』の制作過程を撮影し、彼の『泣く女』のモデルでもあるドラ・マールはアストルグ通り29番地にアトリエを構えていた。フォト・モンタージュ作品『アストルグ通り29番地』は彼女のシュルレアリスムの代表作[26][27]。
- ポール・ポワレ（ファッションデザイナー） - 20世紀初頭1903年にシャンゼリゼとフォーブール＝サントノレ通りの間を走るコリゼ通り (Rue du Colisée) 39番地に研究所、クールブヴォワに工場を設け、旧ダンタン大通り (Avenue d'Antin, アンタン通り, 現在のフランクラン＝ルーズヴェルト通り, Avenue Franklin-D.-Roosevelt) 界隈に居住。
- ジェルメーヌ・セリエ（フランス語版、英語版）（調香師） - ボルドー生まれ。第二次世界大戦後、6区モンパルナス大通り23番地にテニス選手クリスチャン・ブーシュ(Christian Boussus) と居住。それ以前は、7区リール通り19番地に画家でレジスタンス活動家ジャン・オベルレ (Jean Oberlé) と居住していた。ブーシュとはモンパルナスから後1955年以降8区ボカドー通り (Rue du Boccador) 8番地に居住。
- フェリシテ・ド・ラムネー（キリスト教社会主義者、聖職者、思想家） - トロンシェ通り13番地に居住。
- エティエンヌ・ヴァテロ（フランス語版）（ルチエール、弦楽器職人） - ポルタリス通り（フランス語版）11番地に居住。
- ジャック・タチ（俳優、映画監督） - 1958年にパンティエーヴル通り30番地に居住。
- ダリダ（歌手） - 1954年、ポンチュ通りに居住。1962年から亡くなる1987年まで居住した地は18区オルシャン通り (fr) 11番地bis。

### その他
- エレオノール・ドニュエル（ナポレオンの愛人、メイド） - ナポレオンとの子レオン伯シャルルと、マルゼルブ大通り20番地に居住
- ミス・ハワード（フランス語版）（ナポレオン3世の愛人） - ルイ・ナポレオン（ナポレオン3世）が大統領、そして皇帝になる前から、不遇時代からのスポンサー兼愛人。ルイが大統領になりエリゼ宮殿に居住し、宮殿至近のシルク通り (Rue du Cirque) 14番地に居住
- ジュリー＝ヴィクトワール・ドービエ（仏女性初のバカロレアおよび学士号取得者） - シャンゼリゼ通り界隈居住
- マリー＝アンヌ・ドゥトルベ（フランス語版）（第二帝政期の高級娼婦(クルチザンヌ)） - "半社交界"の著名人、のちロワヌ伯爵夫人。シャンゼリゼ通り界隈でサロンを開いていた。

## ゆかりの人物

### 王侯貴族
- ダイアナ妃（元イギリス皇太子妃） - 1997年、8区モンテーニュ大通り至近、8区と16区境界上のアルマ広場（Place de l'Alma）下のトンネルで亡くなる。

### 文化
- ウジェーヌ・ジグー（オルガン奏者、作曲家） - 8区内の聖オーギュスタン教会（サントーギュスタン教会）で62年間オルガン奏者を務めていた
- マドレーヌ・ヴィオネ（ファッションデザイナー） - パリ1区リヴォリ通り222番地、パティスリーアンジュリーナ近くに最初のメゾンを独立開店。第一次世界大戦後、8区モンテーニュ大通りに移転。ポール・ポワレと共にクチュール近代化の先駆者
- ジャック・ファット（ファッションデザイナー） - 20世紀半ばまで、ボエシー通り (Rue La Boétie) や、フランソワ＝プルミエ(フランソワ1世)通り、ピエール＝プルミエ＝ド＝セルビー(セルビアのピエール1世)大通り等にブティックを構えていた。
- アンドレ・ブルトン（作家、シュールレアリスム） - 8区内の リセ・シャプタル (Lycée Chaptal) に通った

### 芸能
- アベル・ガンス（映画監督、俳優） - 18区生まれ。リセ・シャプタルに通った。晩年、居住し亡くなった地は16区

## 8区を舞台にした作品

### 映画
- ダニエル・トンプソン 『モンテーニュ通りのカフェ』(Fauteuils d'orchestre) (2006年、仏映画)